# Histoire d'El-Harrach
Pour les articles homonymes, voir El-Harrach (homonymie).
 (avril 2020).
La mise en forme du texte ne suit pas les recommandations de Wikipédia : il faut le « wikifier ».
Les points d'amélioration suivants sont les cas les plus fréquents. Le détail des points à revoir est peut-être précisé sur la page de discussion.
- Les titres sont pré-formatés par le logiciel. Ils ne sont ni en capitales, ni en gras.
- Le texte ne doit pas être écrit en capitales (les noms de famille non plus), ni en gras, ni en italique, ni en « petit »…
- Le gras n'est utilisé que pour surligner le titre de l'article dans l'introduction, une seule fois.
- L'italique est rarement utilisé : mots en langue étrangère, titres d'œuvres, noms de bateaux, etc.
- Les citations ne sont pas en italique mais en corps de texte normal. Elles sont entourées par des guillemets français : « et ».
- Les listes à puces sont à éviter, des paragraphes rédigés étant largement préférés. Les tableaux sont à réserver à la présentation de données structurées (résultats, etc.).
- Les appels de note de bas de page (petits chiffres en exposant, introduits par l'outil «  Source ») sont à placer entre la fin de phrase et le point final[comme ça].
- Les liens internes (vers d'autres articles de Wikipédia) sont à choisir avec parcimonie. Créez des liens vers des articles approfondissant le sujet. Les termes génériques sans rapport avec le sujet sont à éviter, ainsi que les répétitions de liens vers un même terme.
- Les liens externes sont à placer uniquement dans une section « Liens externes », à la fin de l'article. Ces liens sont à choisir avec parcimonie suivant les règles définies. Si un lien sert de source à l'article, son insertion dans le texte est à faire par les notes de bas de page.
- La présentation des références doit suivre les conventions bibliographiques. Il est recommandé d'utiliser les modèles {{Ouvrage}}, {{Chapitre}}, {{Article}}, {{Lien web}} et/ou {{Bibliographie}}. Le mode d'édition visuel peut mettre en forme automatiquement les références.
- Insérer une infobox (cadre d'informations à droite) n'est pas obligatoire pour parachever la mise en page.

Pour une aide détaillée, merci de consulter Aide:Wikification.
Si vous pensez que ces points ont été résolus, vous pouvez retirer ce bandeau et améliorer la mise en forme d'un autre article.
El-Harrach (anciennement Maison-Carrée) est une localité d'Alger en Algérie. Simple lieu-dit sur la route de la capitale algérienne au milieu du XIXe siècle, un petit village de colonisation française s'y crée spontanément dans les années 1840, jusqu'à devenir 12e ville d'Algérie au début des années 1950. La localité fut ensuite absorbée par l'agglomération algéroise à laquelle Maison-Carrée est rattachée administrativement en 1959 en tant que 11e arrondissement. Le territoire historique d'El-Harrach est aujourd'hui partagé entre plusieurs communes et arrondissements de la wilaya d'Alger, ses faubourgs constituant certains des quartiers les plus populaires et populeux de la ville.

## Périodes anciennes
La plus ancienne trace d'une présence humaine aux alentours de la localité d'El-Harrach a été consignée par un scientifique français dans le quartier de Belle-Vue, au début des années 1930. Il s'agit d'un instrument préhistorique découvert près de l'embouchure de Oued El Harrach, se présentant sous la forme d'une petite hache en pierre polie et dont la datation remonterait au Néolithique.
Sinon, l'archéologie n'a jamais mis au jour de vestiges sur le site d'El-Harrach ou dans ses alentours immédiats, et rien ne peut donc indiquer une origine antique pour la ville elle-même. Certes, dans sa Description générale de l’Afrique, le chroniqueur espagnol Luis del Marmol Carvajal (1520-1600) affirme que « La ville de Sasa (?), que Ptolémée appelle Tipaso [Tipaza], est détruite et ses édifices se voient au levant d’Alger, sur les bords de la Méditerranée sarde, à l’O. de la cité de Métafuz [Matifo]. Cette ville a été de plus de 3 000 habitants. Son emplacement était joint à la rivière qu’on appelle Huet el-Harrax [Oued El-Harrach] ; quelques-uns prétendent qu’elle a été édifiée avant Alger par les anciens africains. Elle fut détruite ensuite par le peuple de Mozgane [Beni Mazghanna] qui sont des gens plutôt basanés que blancs, ayant leur principale population en Libye d’où ils sont devenus puissants dans cette province d'Alger et en furent les maîtres avant que les Romains entrassent en Afrique. Ce sont des Berbères africains parlant une langue qu’ils appellent Mozgana ou Mozabia qui est au contraire et différente de celle que parlent les autres africains. Finalement cette cité détruite et les écrivains disent qu’elle est plus ancienne qu’Alger et quelques-uns l’appellent le Vieil-Alger », et certains auteurs postérieurs ont repris l'information telle qu'elle. Mais, il s'agit manifestement d'une erreur car, dès 1875, le Français Albert Devoulx fait remarquer que Marmol ne faisait que reprendre une fausse information du géographe maghrébin Hassan b. Mohammad al-Wazzân (dit Léon l'Africain, v. 1494 - v. 1554) qui, dit-il, « prenant Alger pour Caesarea [Cherchell], attribue la dénomination de Sasa, qu’il prend on ne sait où, aux ruines de Tipaza, changée par lui en Tipaso ». Néanmoins, si le texte de Marmol sur une prétendue origine antique du site et de la vile, il nous permet de constater que le nom de Oued El-Harrach était déjà en usage au XVe siècle. Il s'agit de la plus ancienne mention du nom car, un siècle plus tôt, Léon l'Africain ne le cite pas dans son ouvrage sur la description du Maghreb, bien que certains ont cru l'identifier dans le passage où il indique qu'à l'Est d'Alger « se voient des moulins sur un petit fleuve, qui sert à toutes les commodités de la cité, tant à boire qu'à autre chose », alors qu'il s'agit là, plus probablement, du Oued Kheniss (act. Oued Kniss) qui coule à une distance plus proche des murs d'Alger et qui est donc plus susceptible de servir de source d'eau pour les usages courant de ses habitants.

## Période ottomane
Après l'installation des frères Barberousse à Alger dans les années 1514-1516, et la création de la Régence ottomane en 1519, Alger se transforme subitement en acteur majeur dans l'Histoire du Maghreb et de la Méditerranée, et c'est aussi à partir de ce moment que le site de la future ville de Maison-Carrée/El-Harrach commence à faire son apparition dans les sources historiques, essentiellement au rythme des expéditions chrétiennes, qui vont mener de manière assez régulière des flottes et des armées européennes devant les murs et les bastions qui entouraient la capitale algérienne, faisant alors apparaitre la position d'El-Harrach comme un des principaux points stratégique de la région algéroise.

### XVIesiècle
1541
26 octobre – L'empereur Charles Quint décide de prendre personnellement la tête d'une grande expédition en vue de soumettre la ville d'Alger dont la puissance n'avait cessé de croitre et qui constituait désormais une sérieuse menace pour ses domaines et son commerce en Méditerranée. Toutefois, si les effectifs étaient beaucoup plus importants que pour la précédente expédition espagnole , c'est pratiquement un scénario identique qui allait se répéter : le débarquement (environ 26 000 hommes) se fera encore une fois près l’embouchure de l'oued El-Harrach, sur sa rive gauche et, trois jours plus tard, l'empereur et sa garde établissaient de nouveau leur camp sur les hauteurs de Koudiet Essaboune. Alger, défendue à ce moment par le beylerbey Hassan Agha (1535 à 1543), se retrouva encerclée et se voyait pratiquement perdue vu la taille du corps expéditionnaire. Mais, comme par miracle, une nouvelle grosse tempête éclate dans la nuit du 25 octobre et emporte quelque 150 navires de la flotte impériale. Au petit matin du 26 octobre, les défenseurs profitent de l’épais brouillard et de la pluie battante pour surprendre une partie de l’armée espagnole qu'ils parviennent à bousculer alors que, pendant ce temps, l'amiral génois Andréa Doria avait retiré ce qui restait de sa flotte à l’abri derrière le cap Matifou, de l'autre côté de la baie et, craignant d'être lui-même coupé de la mer et capturé par les Algériens, Charles-Quint ordonne une retraite générale pour rejoindre ce qui restait de la flotte à Matifou.

Portrait (v.1547) équestre de Charles V, dit Charles Quint, empereur du Saint-Empire et roi d'Espagne.

Les conditions météorologiques difficiles rendaient le mouvement des troupes très difficiles et les impériaux furent ainsi poursuivis et harcelés par les unités algéroises et par la cavalerie des tribus makhzen alliées tout au long du trajet. Les rives de l'oued El-Harrach sont atteintes le 27 octobre alors que cours d'eau était en crue. Mais, le danger imminent obligea les Espagnols à traverser à gué (le franchissement a dû avoir lieu soit sur la plage au niveau de l'embouchure soit plus en amont, là où se situe le pont de nos jours). On raconte que l'Empereur lui-même dut traverser entre deux lignes de mousquetaires avec l'eau qui lui arrivait aux aisselles. En tout, les assaillants auraient laissé plus de 2 000 morts et disparus rien que sur la route entre Tafourah et le lieu-dit Oued El-Harrach et, le 1er novembre, ce sont seulement 11 000 soldats qui vont quitter Alger vivants, laissant à la ville une réputation d'invincibilité et une légende qu'elle entretiendra pour les trois siècles qui vont suivre.
Les chefs de la Régence tirèrent certaines leçons de ces deux expéditions, et prirent soin de fortifier immédiatement la colline de Koudiet Essaboune en y érigeant une importante forteresse (act. Fort l'Empereur, juste à côté de l'Hôtel El Aurassi). Par contre, rien ne permet d'affirmer que des dispositions particulières furent prises dès cette époque du côté d'El-Harrach, et le fait que l'armée espagnole eut traversé à gué laisse croire qu'il n'existait pas encore de pont permanent à cet endroit. On pourrait donc supposer que le site d'El-Harrach devait être encore totalement vierge au milieu du XVIe siècle
1581
- Séjournant plusieurs fois à Alger entre 1578 et 1581, le moine espagnol Diego de Haedo décrit la ville et ses alentours en citant notamment « l'immense et fertile Motija (Mitidja) qui est coupée dans sa partie médiane par une grande rivière prenant naissance dans les montagnes éloignées vers le Sud. Sur cette rivière, il existe un grand nombre de moulins dont la ville d'Alger fait usage sur ses moutures pendant toute l'année »[8]. Là, la position de la rivière au milieu de la Mitidja, sa longueur notable et l'éloignement de ses sources vers le Sud ne laisse aucun doute sur son identification avec Oued El-Harrach. On note aussi que, comme avec Léon l'Africain au siècle précédent, l'existence de nombreux moulins à eau sur les rives des oueds de l'Algérois.

### XVIIesiècle: un point de passage
1697
Le dey d'Alger, Hadj-Ahmed Pacha b. Hadj-Mosly (1695 à 1699), fait bâtir un pont de pierre (qanatra) sur l'emplacement de l'actuel « Pont Blanc » d'El-Harrach.
Emporté par les eaux ou fortement endommagé quelque temps plus tard, cet ouvrage est la toute première construction humaine attestée par des sources historiques sur le site de la future ville d'El-Harrach.

### XVIIIesiècle: une position militaire
1710
Le bey Mustapha Bouchelaghem, gouverneur de l'Ouest et jusque-là favori du dey Baba-Ali Chaouche Pacha (1710 à 1718), se révolte et tente un coup de force contre Alger. Ses troupes seront toutefois écrasées sur les rives de l'oued El-Harrach où il fut lui-même capturé et décapité. L'endroit exact de l'affrontement n'est pas connu, mais s'il eut lieu sur la route d'Alger il est très probable que ce soit sur le site actuel de la ville d'El-Harrach, ce qui expliquerait par ailleurs la fortification du lieu quelques années plus tard.
1721

Sur ordre du dey Mohamed b. Hassan Pacha (1718 à 1723), un fortin est bâti sur la colline (appelée alors Drâa’ El-Harrach) surplombant oued El-Harrach à l’endroit où il était traversé par le pont de pierre. Surnommé Bordj el-Qanatra, l'ouvrage était conçu, en premier lieu, pour la surveillance de l’accès au pont et donc à la route d’Alger (Trîq el-Soltân), mais il servira aussi de dépôt d’armes et de munitions pour un détachement de cavalerie mis sous le commandement de l’Agha des Arabes (équivalent du ministre de l’intérieur dans le régime de la régence d’Alger), d’où l'autre nom qu'on lui donnera plus tard : Bordj l’Agha.
1725
1er octobre - Dans une lettre datée de ce jour, le médecin et naturaliste français Jean-André Peyssonnel qui était de passage dans la régence d'Alger, signale l'existence du Bordj d'El-Harrach et donne quelques informations sur sa consistance et sur sa place dans le système de défense de la baie d'Alger à cette époque : « La rade est défendue par plusieurs forts. On trouve du côté de l’E., à quatre lieues de distance de la ville, un fort de vingt pièces de canon, bâti sur le point du Cap Matifou, qui défend le mouillage qu’il y a de ce côté-là. Au fond de la rade, près de la rivière de l’Arache, il y en a un autre à peu près de même force ; on en trouve un troisième à un quart de lieue de la ville, et un quatrième près de la porte de Bab-Azzoun, au Sud de la ville ».
1736

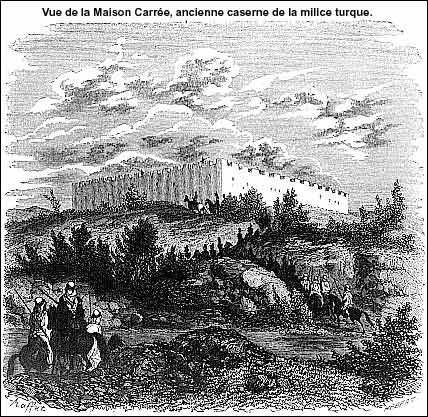
Gravure (XIXe siècle) illustrant la vue de Bordj l'Agha, dit la "Maison carrée", par un officier français aux alentours de 1832.

- Le dey Ibrahim b. Ramdane Pacha (1731 à 1745) ordonne d'importants travaux de reconstruction sur le pont d’El-Harrach. Le fait est commémoré par une inscription en langue arabe placée sur le parapet du pont et qui demeura en place jusqu'aux premières décennies du XXe siècle avant d'être remise au musée des Antiquités d'Alger où elle se trouve encore de nos jours.

1775

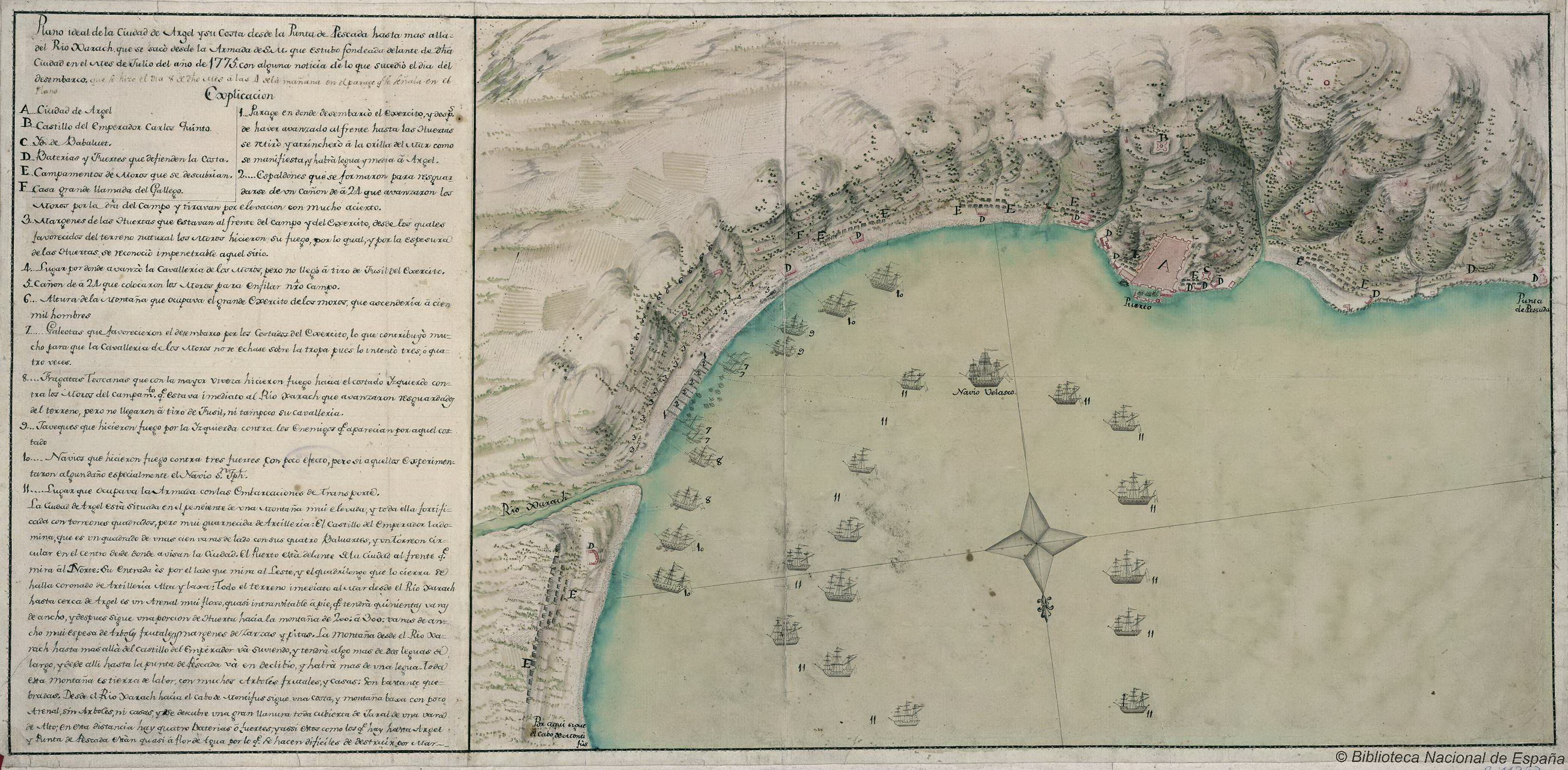
Plan des opérations pour la prise d'Alger lors de l'expédition espagnole de 1775

juin-juillet - Ayant appris qu'une expédition espagnole commandée par le comte Alejandro O'Reilly venait d'être lancée contre Alger, le dey Mohamed b. Othman (1766 à 1791) ordonne à tous les beys de provinces et aux tribus du makhzen de dépêcher leurs contingents pour défendre la capitale. Salah bey de Constantine arrive fin juin et installe son campement devant le pont de l'Harrach. Il y est aussitôt rejoint par des détachements algérois menés par Hassan Khaznadji. Le 1er juillet, la flotte est en vue d'Alger. Une semaine plus tard on commence à pilonner les batteries côtières qui s'étalaient entre l'embouchure de l'oued El-Harrach et celle de l'oued Kheniss (act. oued Kniss) afin de préparer le débarquement qui commencera effectivement le 10 juillet. Pendant ce temps, le commandement algérien s’étant réuni au campement d’El-Harrach, il fut décidé d'attaquer immédiatement avant que l'ennemi n'achève de débarquer toutes ses forces. Toutefois, lorsque l'assaut algérien fut lancé plus de 7 500 soldats espagnols et une douzaine canons étaient déjà à terre. De violents combats eurent donc lieu sur la plage puis, à la fin de la journée, les pertes espagnoles (191 officiers et 2 428 hommes de troupe entre morts et blessés selon les sources) furent telles que les chefs de l'expédition décident d'abandonner la partie et de rembarquer les survivants. Les 200 morts algériens furent enterrés sur place (ce cimetière que les locaux appelaient toppanat el-moudjahidine était encore visible à l'époque française), et cette année fut longtemps fameuse chez les Algérois sous le nom de 'Âam e-Rmell ("Année du Sable" ou "Année de la Plage").
À noter que les sources relatives à l'expédition de 1775 citent le pont de l'Harrach mais ne font pas mention du Bordj El-Qanatara lui-même. Toutefois, le fait que le point de ralliement convenu pour les contingents algériens ait été fixé devant le pont et en contrebas de Koudiet El-Harrach et que la convention des commandants eut lieu là-bas, présuppose que des provisions et des stocks militaires devaient être disponibles sur place. Il est donc probable que le Bordj signalé dans les années 1724-1725 existait toujours à cette date.

### XIXesiècle: un domaine de l'Agha
1822
Yahia Agha, homme fort du régime du dey Hussein Pacha (1818 à 1830) à cette date, fait reconstruire le vieux Bordj El-Qantara d'El-Harrach. L'édifice fut agrandi et on y installa des magasins pour munitions et autres approvisionnements militaires. Il devint dès lors le lieu de rassemblement de la mhalla annuelle qui se réunissait avant cela au Djenâne El-Agha (act. Marché Clauzel à Alger). Les travaux auraient été achevés en 1824.
Pour cette période tardive, nous disposons d’informations assez précises sur le fonctionnement du Bordj d'El-Harrach. Le fort recevait l’Agha accompagné de sa garde (environ 500 hommes) à la veille de chaque mouvement de troupes vers l’intérieur du pays (la mhalla, expéditions contre des tribus insoumises, etc.). En dehors de cela, l’édifice demeurait sous la responsabilité d’un petit détachement de la garde de l’Agha commandé par un officier (chaouche) et abritait, en même temps, l’intendant financier de la Régence (Oukil el-Kharradj). On y entreposait en permanence un lot d’armes à feu et de munitions, des armes blanches, des tentes et quatre ou cinq canons de petit calibre ainsi que 200 à 300 chevaux avec leur équipement.
1827

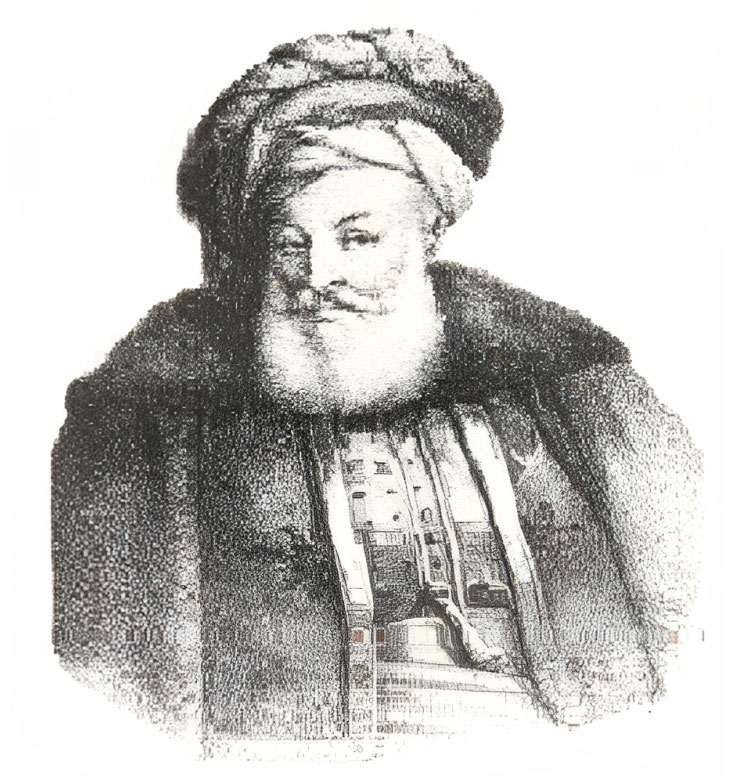
Hadj Ahmed Bey b. Mohamed Cherif (1786-1851)

Début des hostilités entre la régence d'Alger et le royaume de France à la suite de l'incident diplomatique dit « affaire du chasse-mouche », la flotte française imposant dès lors un sévère blocus maritime à la ville d'Alger.
Pendant ce temps, les intrigues de sérail se poursuivaient à la cour du Dey. Ainsi, on raconte que le riche Hadj-Ahmed bey de Constantine -qui était à ce moment en conflit avec Yahia Agha depuis quelque temps- parvint à faire douter le dey Hussein de la loyauté de son ministre, l'accusant notamment d'avoir des visées sur le pouvoir et qu'il se constituait un parti parmi les chefs des tribus makhzen dont, il est vrai, Yahia était fort apprécié. On prétendit aussi que les travaux de fortification qui venaient d'être effectués au bordj d'El-Harrach avaient pour seul but d'offrir une citadelle à l'Agha et de lui assurer une base fortifiée en cas de difficultés. On ne saura probablement jamais quelles furent les intentions réelles de Yahia Agha, mais le fait est que le dey Hussein ne fut pas insensible à ces ragots et qu'il disgracia Yahia peu de temps après, d'abord en le faisant remplacer au poste par son gendre Ibrahim Agha, avant d'ordonner son exécution dans sa retraite à Blida quelque temps plus tard.
1830
Malgré deux années de blocus et de pourparlers, la crise avec la France n'a pas été résolue. On savait à Alger qu'une attaque était imminente et on s'affaira à renforcer les défenses aussi rapidement que possible. En arrêtant ses plans de bataille, le commandement algérien était parti de l'hypothèse (devenue évidence depuis maintenant trois siècles) que l’offensive chrétienne sera entamée par un débarquement de troupes sur les plages qui s'étendent entre les embouchures des Oued El-Harrach et Oued Kheniss. Sur cette base, et dès le Printemps de cette année, le camp principal de l'Agha fut installé à Bordj El-Qantara afin de surveiller la baie tout en s’assurant les voies de ravitaillement et de renfort par le S. et par l’E. Ainsi, le 14 juin, lorsque la flotte française vint mouiller dans la baie de Sidi-Fredj la surprise sera réelle chez les algériens et si l’on se hâta alors de transférer le camp de l'armée vers Staouéli ça sera uniquement pour y subir la dramatique défaite qui va ouvrir la route d'Alger au corps expéditionnaire français. Trois semaines plus tard, le 5 juillet 1830, la ville tombait et la Régence aura vécu.
Pendant ce temps, tout comme Salah Bey cinquante-cinq ans auparavant, Hadj-Ahmed Bey était accouru de Constantine avec des renforts et campait avec ses troupes autour de Bordj El-Qantara d’El-Harrach lorsque lui parvint la nouvelle de la capitulation du Dey et de l'entrée des Français à Alger. Il décide alors d'évacuer les lieux et de rentrer dans sa province et, rapporte une source française : « On raconte que, le jour de son départ de l’Arach, il [Hadj-Ahmed Bey] était déjà à cheval, lorsque tout à coup, se retournant vers Alger et dressé sur ses étriers, il s’écria : « je vois d’ici Alger pour la dernière fois peut-être ; car, je fais serment de n’y jamais rentrer, tant qu’elle sera soumise aux Chrétiens ou aux Turcs ». Le propos attribué ici au bey est très certainement romancé, mais quoi qu'il en soit, l'épisode ottoman à Alger s'achève effectivement sur ces faits et commence alors la période coloniale française en Algérie.

## Période coloniale française
Jusque-là, on a vu que le site -encore inhabité- d'El-Harrach n'a revêtu qu'une valeur stratégique et militaire, comme point de passage obligé vers Alger depuis l'Est et le Sud. Cette situation ne va pas vraiment changer au cours des premières années de l'occupation française, et ce n'est qu'un peu moins d'une trentaine d'années après la prise d'Alger qu'un premier hameau de colonisation va se former sur les lieux.
Depuis le début du XIXe siècle au moins, les territoires de la Mitidja qui s'étendent sur la rive droite de oued l'Harrach relevaient de la circonscription tribale (outân) des Beni Moussa el-Outa (« de la plaine »). Cette tribu recouvrait globalement les régions actuelles de Bougara (anciennement Rovigo), Larba, Meftah (anc. Rivet), Sidi-Moussa et une partie d'El-Harrach (anc. Maison-Carrée), le cours du oued marquant la limite de leur territoire de ce côté.
L'état du lieu-dit Koudiet El-Harrach au moment où arrivent les Français à Alger est assez bien connu. Hormis le bordj perché sur la colline de la rive droite, et le pont de pierre traversant l’Harrach à un peu moins de 600 mètres en contrebas, il y avait très peu de constructions dans les alentours. A environ 400 mètres au S.-E. du fort, là où se trouvent de nos jours la mosquée et le quartier de Sidi Embarek se trouvait la qubba (« marabout ») de ce saint homme dont on ne sait pratiquement rien. Tout autour de cette zone, la campagne était généralement inculte et essentiellement couverte de broussailles. A l'exception de certaines fermes traditionnelles (haouche) éparpillés, le paysage était surtout animé par les troupeaux de chèvres et de moutons gardés par des bergers locaux, alors qu'une bonne partie du vallon où se trouve de nos jours le centre-ville d'El-Harrach constituait une zone de marécages dont les plus importants recouvraient le point de confluence entre le cours du oued Smar avec celui de oued l'Harrach, près de la zone où se situent de nos jours la rue Saïd Mokrani sur la rive Nord et les dépôts de Naftal sur la rive Sud. C'est aussi un peu plus au S.-O. de cette région, que se trouvait une autre qubba, près ou dans ce qui était appelé alors Haouche Ouali Dadda (à 2 700 m au S.-E. du Bordj, en face de ce qui est de nos jours la Prise-d'Eau d'El-Harrach) mais qui fut tôt démolie et dont il ne reste aucune trace. Enfin, le point le plus éloigné au Sud, celui qui marquait un peu les confins de ce territoire avec les vastes étendues de la Mitidja, était la qubba de Sidi Rzîn, autre marabout local dont on ignore l'histoire, là où se trouve encore de nos jours le cimetière éponyme, à plus de 4 km du fort et un peu au-delà du quartier des Trois-Caves et de l'Hôpital Salim-Zmirli.
En somme, la principale infrastructure -si on peut appeler cela comme ça- était la route d’Alger elle-même (qu'on appelait Trîq El-Soltân ou « Route du Roi ») qui passait par cette zone et qui donnait toute son importance au site. À cette date, en sortant d'Alger par Bab-Azzoun, on se dirigeait vers Hamma et on poursuivait vers l'Est sur le chemin qui suivait les tracés actuels des rues de Tripoli à Hussein Dey et Hassan-Bey (anc. rue d’Alger) à El-arrach pour déboucher sur le pont de l'Harrch sur sa rive gauche. De là, on traversait la plaine par l'actuel centre-ville d’El-Harrach (rue qui longe le siège de l'APC), où il y avait apparemment une fontaine d'eau potable aujourd’hui disparue. De là, la route poursuivait progressivement en pente avant de monter en zigzags vers le bordj en suivant le même chemin (act. avenue Ghiboub Boualem) qui passe de nos jours par le lycée Ourida Meddad. Une fois passée devant la caserne de l'Agha au sommet du plateau, la route se traçait tout droit en suivant l'actuelle rue des Frères Ouddak avant de rejoindre les champs d'El-Alia (de nos jours grand cimetière) et de continuer ainsi vers l'Est. Telle était, en somme, la topographie du lieu-dit El-Harrach en 1830.

### 1830-1836: un poste frontière
1830

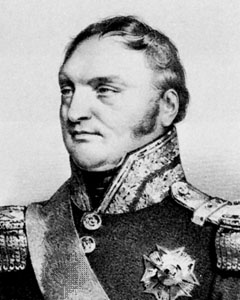
Général Bertrand Clauzel (1772-1842)

(Août) - Le fort dit de Bordj El-Harrach, demeuré désert depuis le retrait de Hadj-Ahmed Bey et de ses troupes vers Constantine, ainsi que le pont de pierre sur l'Harrach sont investis par des troupes françaises. En découvrant les lieux, les soldats nomment tout simplement « la maison carrée » ce grand édifice quadrangulaire puis, assez rapidement, ce nom deviendra commun chez les Français pour désigner l'endroit lui-même et ses alentours, tandis que la vieille qantarat el-Harrach deviendra simplement « Pont de l'Harrach ».
À environ 12 km des murs d'Alger (dont la limite se situait alors à Bab-Azoun) cette position de la Maison Carrée constituait le point avancé pour les français, et tout ce qui se situait au-delà était un territoire hostile. Cependant, si le fort en lui-même fut occupé sans résistance, l'installation des Français sur les lieux va s'avérer beaucoup plus compliquée, car les marécages qui baignaient à l'époque toute la partie basse du vallon rendaient l’air très insalubre pour les Européens et, dès les premières semaines d'août, le taux de maladie et de mortalité parmi les troupes était tel que le commandement français ordonna l'évacuation de la garnison permanente de la Maison-Carrée, et instaura à la place une rotation de cinq jours aux divers régiments stationnés à Alger afin de limiter l'exposition des hommes aux maladies.
(3 décembre) - La région de l'Harrach et de la Maison Carrée intéresse subitement le général Bertrand Clauzel, commandant en chef de l'armée d'Afrique, et grand partisan de la colonisation de l'Algérie. Il acquiert en ce jour le Haouch Ouali Dadda (le nom sera orthographié le plus souvent « Oulid Adda » par la suite) - qui était un bien waqf au marabout Ouali Dadda à Alger - contre une rente annuelle de 100 boudjous algériens (180 francs d’époque, versés à un certain Sidi Hadj Hamidou Raïs, cheikh de la confrérie concernée) ainsi que le Bordj de la Maison Carrée lui-même. Pour ce qui est du fort, la transaction consista en une reprise par le général de la rente de 60 francs que payait jadis Yahia Agha à la même confrérie pour le terrain tandis que les héritiers de l'Agha recevaient, en échange de leur renoncement à la propriété du bâtiment, une ancienne boutique du beylik à Alger que Clauzel aurait payé 1 200 francs de sa poche. Arrivé sur les lieux le lendemain de l'acquisition, Clauzel constate que les bâtiments avaient été pillés par les locaux (boiserie enlevée, terrasse défoncée, etc.) et estima les dégâts à quelque 4 000 francs d’époque. Il décide alors de fortifier la bâtisse et d’y établir un poste militaire avec 500 hommes et 60 chevaux en stationnement permanent, sauf entre juin et septembre où l'on craignait trop pour la santé des soldats. Clauzel sera rappelé de ses fonctions à Alger un mois plus tard (janvier 1831) et la position militaire sera maintenue dans la Maison-Carrée, mais s'il sera honoré du titre de maréchal (juillet 1831), ces deux acquisitions harrachies seront pour lui la source de tracas avec l'administration française comme nous le verrons plus loin.
1831

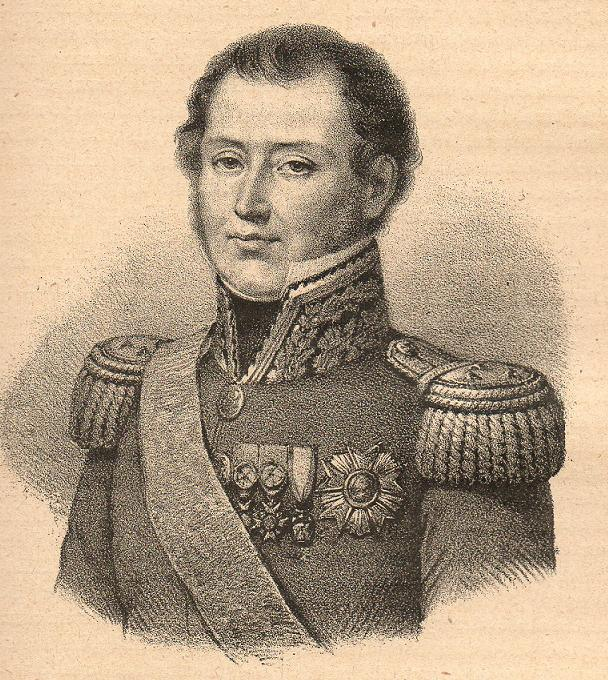
Général Pierre Berthezène (1775-1847)

(10 juillet) - El-Hadj Mohamed b. Zamoun, chef des Flissa de Kabylie, se réunit avec un chérif algérois nommé El-Hadj Ali b. Sidi Sâadi au lieu-dit Sidi Arzin (là où se trouve de nous jours le cimetière de Sidi-Rzine à la sortie Sud d'El-Harrach en allant vers Baraki) sur la rive droite de l'oued El-Harrach dans le but de coordonner une nouvelle action contre les forces françaises. Le chef kabyle, qui était à la tête de 4 000 hommes, avait établi son camp à cet endroit depuis quelques jours et y attendait l'arrivée d'autres contingents de l’Est, tout en recevant des munitions et des vivres de Blida. Pendant ce temps, divers détachements sortaient chaque jour du campement pour aller piller les possessions coloniales des alentours, attaquant à quelques reprises le fort de la Maison-Carrée et, capturant un officier du génie (un certain Gautier en ce jour puis, le 17 juillet, menant une grande violente attaque contre la Ferme-Modèle (act. Baba-Ali) en amont de l'oued El-Harrach. Les Français n'étaient pas ignorants de ces projets et, dès le 18 juillet, le général Pierre Berthezène -commandant en chef des troupes françaises en Algérie à cette époque- fit mouvement, depuis Alger, à la tête d’une division de 3 000 hommes et parvient à disperser le camp de Sidi Arzin. La révolte est ainsi étouffée dans l'œuf, mais Ben Zamoun et les siens rentrent dans leurs villages en emmenant El-Hadj Ali qui continuera ainsi à exhorter les populations de Kabylie contre l'invasion française.
La situation à Maison-Carrée et sa région n'en restera pas tendue et la presse française rapporte pour la dernière semaine de juillet que « les troupes sont toujours harcelées par les Bédouins. Les garnisons de la Ferme-Modèle et de la Maison-Carrée n'ont pas un moment de repos, et on ne cesse pas d'entendre la fusillade sur ces deux points ».
(Août) - Voulant maintenant asseoir l'autorité française de manière totale sur la Mitidja, les impératifs sécuritaires exigeaient du commandement militaire français en Algérie une présence forte et permanente au poste de la Maison-Carrée, notamment après les événements de juillet. Mais, les contraintes sanitaires restaient un réel obstacle à une telle démarche et on prit donc la décision de faire assécher les marais situés immédiatement en contrebas du fort afin de permettre un séjour plus long pour la garnison. La tâche fut confiée essentiellement à la troupe, mais on procéda aussi à la réquisition de 500 Algériens des alentours et 300 prisonniers civils, et il ne faudra pas moins de sept mois de travail pour parvenir à un premier résultat, plus ou moins satisfaisant.
1832

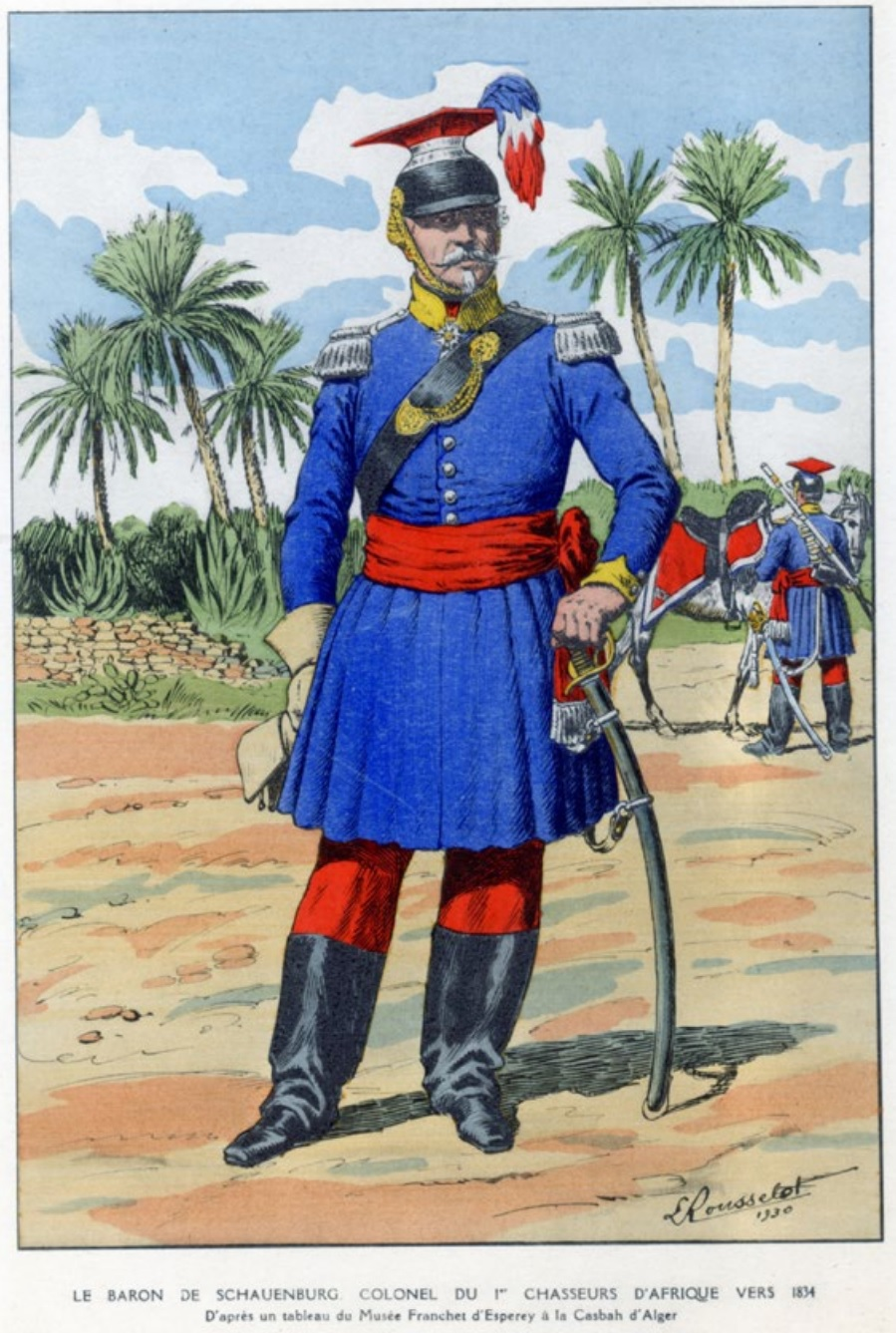
Colonel Maximilien Joseph de Schauenburg (1784-1838)

(7 avril) - Fameux massacre des Ouffia dans les environs de la Maison-Carrée. Ordonnée par le duc de Rovigo et exécutée par le colonel Maximilien Joseph Schauenburg, voici ce que rapporte le baron Pichon, intendant civil d'Alger à l'époque, au sujet de ce drame : « […] Les Ouffia, une tribu amie, qui était venue se placer depuis notre arrivée à Alger, sous la protection de la Maison-Carrée, qui alimentait ce poste de menues denrées, qui en recevait journellement les officiers et les soldats, a été surprise, encore endormie dans ses tentes, et fusillée ou sabrée au point du jour, sans réquisition ni sommation préalable […] pour un vol commis sur son territoire la veille […]. Tout le bétail épars sur le territoire qu’elle occupait, et qui était en partie la propriété de tiers habitant la montagne ou la ville d’Alger, a été ramassé, amené au poste, vendu à l’amiable à M. Carstensen, agent consulaire du Danemark […]. Le produit en a été réparti à la troupe expéditionnaire (un bataillon de la Légion étrangère et un escadron de Zouaves) […]. De nombreuses femmes, amenées à la Maison-Carrée, ont été renvoyées le second ou troisième jour, pour donner la sépulture à leurs maris ou à leurs parents, et le sein à leurs enfants. Le nombre des morts a été estimé de 80 à 100 ». Il ajoute que l'opération aurait produit un butin d'environ 2 000 moutons (vendus 5 fr par tête), 700 bœufs (20 fr par tête) et 30 chameaux (100 fr par tête).
(19 mai) - La nouvelle du massacre des 'Oufia émut les tribus de la région et l’infatigable El-Hadj Ali b. Sidi Sâadi ne manqua pas de se saisir de l’événement pour attiser les ressentiments des clans de Kabylie contre les Français. Ainsi, quelques semaines à peine après l'incident, les chefs des tribus Isser et Amraoua furent informés qu’un détachement de soldat français allait chaque jour récolter du foin dans les prairies de la Rassauta (act. Ras El-Sôta, dans les environs de Bordj-El-Kifane). Une centaine de cavaliers furent rapidement réunis et mis en embuscade en ce jour, à quelques centaines de mètres du fort de la Maison-Carrée : entre 30 et 52 hommes de la Légion étrangère furent ainsi surpris et tués au combat. À ce sujet, une source française de l'époque rapporte que « Cette perte ayant fort irrité le duc de Rovigo, il a été occupé tout le mois de juin à chercher les moyens d’aller opérer sur la côte, au-delà de Matifou, une attaque surprise punitive sur les Arabes. Ses efforts sont demeurés sans résultat ». À la mi-juin, la position de Maison-Carrée fut évacuée comme à l'accoutumée pour des raisons sanitaires.
- Depuis Paris, le maréchal Clauzel revendique officiellement la propriété de la Maison-Carrée et du Haouch Ouali-Dadda auprès de l'administration française. Il réclama aussi l’ancien Djenâne l’Agha à Alger (qui deviendra Villa Clauzel). Or, la validité de ces acquisitions à Maison-Carrée fut contestée par le colonel Lemercier qui, au nom de l'armée, avait prouvé devant le tribunal musulman (Madjlès) à Alger que les matériaux qui avaient jadis servi à la construction de cette caserne (sous Yahia Agha) avaient été prélevés des magasins et ateliers du beylik, que leur transport fut effectué au moyen de corvées et que les maçons employés furent payés par le Khodja du Dey. Il s’agissait donc, selon Lemercier, d’une propriété de l’État et elle n’aurait jamais dû être vendue par les héritiers de Yahia Agha ni achetée par le maréchal Clauzel à titre privé. Finalement, le tribunal reconnut bien le fort de Maison-Carrée comme propriété du beylik, mais ne se prononça pas au sujet de la ferme. On offrit pourtant une somme de 5 300 francs par an au maréchal Clauzel comme prix de location de l’édifice, mais il refusa et ce fut le début d'une interminable bataille juridique auprès des administrations parisiennes.

Face à l’insistance de Clauzel (que beaucoup de gens en France accusaient d'enrichissement illicite et de spoliations), Lemercier établira en avril 1834 que le domaine dit de Ouali-Dadda était pour sa part un bien de corporation (waqf) et ne manqua pas de rappeler que le maréchal Clauzel avait lui-même promulgué un arrêté interdisant les transactions immobilières sur ce genre de biens. Fin 1834, l'affaire était sur le point de se conclure en la défaveur du maréchal pour les deux propriétés harrachies, mais en 1835 il est à nouveau nommé commandant en chef à Alger ce qui donnera un coup de frein à la querelle. Relevé de ses fonctions à la suite de l'échec de l'expédition contre Constantine (novembre 1836), les débats reprendront de plus belle et s'étaleront jusqu'au 21 octobre 1838, date à laquelle est officialisé un accord de compromis avec le Ministère français de la Guerre : le maréchal cède définitivement à l’État le fort de la Maison Carrée proprement dit ainsi que 30 hectares de terrain pris autour du bâtiment, le tout pour une somme de 40 000 francs. Il garde par-contre la ferme de Ouali-Dadda en toute propriété.
(23 mai) - Un groupe de trente soldats de la Légion Etrangère qui menaient une reconnaissance à l'Est de leur position de la Maison-Carrée se font surprendre par des combattants locaux et sont tués. À cette date, le fort était tenu par un bataillon de la Légion Etrangère et un autre bataillon du 10e Léger.
(2 juin) - La presse française évoque le projet du Maréchal Clauzel d'installer 600 familles européennes (dont 200 allemandes venues de Bavière et 400 françaises) en vue de la colonisation de la Mitidja, 300 d'entre elles devant être établies autour de Maison-Carrée.
(5 juin) - La presse coloniale rapporte : « Depuis l'horrible extermination de la tribu des Ouffia, qui a servi à épouvanter les Bédouins auprès desquels M. Savary n'obtiendra jamais aucune confiance, les Français s'en ressentiront en toute occasion. Les Bédouins ont à présent des vedettes sur tous les points. On ne les surprendra plus ; c'est à leur tour de nous prendre en défaut. Ils se sont dernièrement cachés dans des broussailles et là ils ont attendu une reconnaissance de 28 hommes, sortis de la Maison-Carrée, et les ont impitoyablement massacrés. Le général prétend que ce sont des déserteurs de la Légion Etrangère qui ont excité à ce massacre, comme si nous ne connaissions pas assez les Bédouins pour savoir qu'ils n'ont pas besoin de stimulant pour se porter à ces excès. Ils lui joueront bien d'autres tours ».
(5 juin) - On signale des attaques meurtrières par des hommes de tribus locales contre les diligences françaises assurant la liaison entre Alger et la Maison-Carrée.
(fin juillet) - Le fort de la Maison-Carrée est momentanément abandonné par la garnison française, et la position se voit investie pour un temps par des locaux. Pendant ce temps, des renseignements circulaient à Alger sur la concentration quelque 20 000 combattants à Matifou en vue d'une grande attaque sur la Maison-Carrée qui était, dit-on, prévue pour le 15 août. Cette nouvelle ne manqua pas d'affoler le commandement français, surtout que les rumeurs allaient bon train à ce sujet et donnaient un officier d'artillerie anglais à la tête des tribus soulevées. Finalement, aucune attaque n'eut lieu à la date attendue. Néanmoins, la position de Maison-Carrée était toujours abandonnée en octobre 1832, la présence française en Algérie étant ayant alors reculé jusqu'aux murs d'Alger et Oran.       
1833
- Le capitaine Claude-Antoine Rozet, cartographe et capitaine du Génie dans l’armée française d’Afrique, décrit le fort de Maison-Carrée à la suite d'un passage sur les lieux : « Ce bâtiment est un carré de 85 mètres de côté le pourtour est formé d'arcades sous lesquelles il y a des mangeoires pour les chevaux. Au milieu de ce carré s'en trouve un autre qui contient des écuries fermées et des magasins à fourrage ». Quelques mois plus tôt, le colonel Lemercier précisait dans une de ses lettres que l'édifice avait de la place pour « 500 hommes, 60 chevaux et 20 officiers », ce qui diffère sensiblement des chiffres consignés sur les registres militaires puisqu'ils indiquent, pour fin 1833 à Maison-Carrée, une garnison de 626 hommes et 326 chevaux.
- Concernant Lamoricière : « M. Keller raconte, d’après le sergent Chemin qui les a conservés, des incidents curieux : « Un jour, Lamoricière escortait un convoi ; en arrivant au pont de l’Arach, il voit la rive opposée couverte d’Arabes qui assiégeaient littéralement la Maison Carrée. Il détèle ses chevaux, range ses voitures au bord de l’eau pour abriter ses soldats et de là fait mordre la poussière à quiconque essaye de passer le pont. Fatigués d’assiéger de front cet obstacle, une partie des Arabes courent chercher un gué un peu plus loin ; en un clin d’œil, Lamoricière en profite pour atteler ses voitures, passer le pont, se faire jour à travers l’ennemi et pénétrer dans le fort ». Une autre fois, il accompagnait le capitaine du génie Goujon au-delà de l’Arach, « Tout à coup la crête des collines voisines se garnit de burnous blancs. La retraite était impossible, et pendant que Lamoricière rappelle à ses cinquante zouaves qu’il faut du moins mourir en braves, quatre des chefs arabes se détachent de la foule et arrivent au galop sommer la petite troupe de se rendre. Avec la rapidité de l’éclair, Lamoricière trouve le moyen de changer les rôles et de prendre l’offensive. Allant au-devant des cavaliers, il plante tranquillement devant eux la mire qui lui servait à prendre ses nivellements, et d’un ton impérieux leur déclare en arabe qu’ils sont morts tous les quatre s’ils ne jurent pas au nom de Mahomet de laisser les Français se retirer librement. Surpris de cette audace, les Arabes prêtent le serment qu’on leur demande, et les zouaves s’en retournent comme ils étaient venus, le fusil en bandoulière »[26].

(octobre) - Sur ordre du Maréchal Clauzel, les tout premiers travaux d'assainissement sont lancés dans les zones marécageuses de l'Harrach près de la Maison-Carrée.
1834
(31 janvier) - Dans un acte notarial établi en ce jour à Alger, on apprend qu'un certain : « Ahmed ben Kaddour ben Khalifa-el-Bladi, propriétaire à Blida, au nom et comme mandataire de Kaïd-Ahmed, propriétaire à Aïn-el-Sekhouna, a donné à titre de bail à rente annuelle et perpétuelle à M. Antoine-Mederic Villeret, propriétaire à Alger, une ferme située à Aïn-el-Sekhouna, quartier de l'Aracht près de la Maison-Carrée et de la ferme de Validada, pour une rente annuelle de 250 francs ».
Ce document est intéressant à plusieurs titres. Tout d'abord, il s'agit probablement de la toute première acquisition de terrain pour but colonisation européenne effectuée sur le territoire de ce qui deviendra ville de Maison-Carrée/El-Harrach, le Mr Villeret en question étant établi à Alger depuis 1831 et faisant donc partie des tout premiers colons installés en Algérie dans le sillage de la prise d'Alger par les Français. Contrairement à beaucoup d'installations coloniales précoces de la Mitidja, l'affaire de Villeret verra une certaine réussite et lui permit d'amasser une petite fortune en quelques années, avant qu'il ne finisse tué sur les lieux -en 1839- lors des troubles dans la Mitidja qui ont précédé la reprise de la guerre avec l'Emir Abdelkader. D'un autre côté, le domaine Aïn-Skhouna objet de la transaction, est celui-là même qui sera acquis -une cinquantaine d'années plus tard- par un autre colon, Mr. Altairac, et qui finira par devenir la plus importante zone industrielle de Maison-Carrée et une des plus anciennes de toute l'Algérie. Enfin, on voit encore apparaitre sur le document le nom de l'ancienne ferme constituée en waqf pour le marabout Ouali-Dadda à l'époque ottomane et dont le nom deviendra un toponyme pour le lieu après diverses altérations dans les usages administratifs français ("Validada", "Oulid-Adda", "Oulid-Hadda" … etc.).
(1er mars) - Établissement, par les autorités militaires françaises, d'une des plus anciennes cartographies du site de la future ville de Maison-Carrée. Hormis l'emplacement de la caserne (c'est-à-dire la "maison carrée" proprement dite) et celui du pont de l'Harrach ainsi que le tracé des routes, on y observe surtout les zones où s'étendaient encore les marécages le long des berges de l'harrach et de ol'ued Smar. On note aussi que le site n'abritait encore aucune construction à cette date, si ce n'est quelques blockhaus et la ferme de Ouali-Dadda.
(Juin) - La tribu des Arib, jusque-là dispersés dans la Mitidja, est réunie par les autorités coloniales en une seule tribu makhzen et établie près de Maison-Carrée sous les ordres du caïd Ben Zekri. Les hommes de la tribu assument dès lors le rôle d'une « police de la plaine » pour le compte des Français. Les sources françaises indiquent que ces 'Arib sont en fait une fraction de la grande tribu des 'Arib de la région de Aïn-Bessam. Ce groupe « vint asseoir des tentes au pied de la maison carrée, à deux lieues d'Alger » à la suite de conflits tribaux qui auraient éclaté dans le chaos qui a suivi l'occupation d'Alger par les Français. Il s'agirait donc d'une installation toute récente dans la Mitidja d'une population semi-nomade. L'idée en elle-même serait du général Voirol qui aurait tenté de la mettre en œuvre dès 1833, le but étant de sédentariser et de convertir ces groupes turbulents (ils s'adonnaient au brigandage depuis leur venue dans la plaine) à la vie d'agriculteurs tout en leur confiant la défense des positions de Fort-de-l'Eau et de la Maison-Carrée.
L'expérience ne semble pas avoir eu de suites, mais cette tentative de réorganisation s'insère dans la volonté globale du régime colonial de combler le vide de l'ancien système politico-administratif hérité de la Régence qui s'était en partie écroulé après la chute du régime. Et si cette volonté se manifeste si précocement dans la Mitidja, c'est parce que cette plaine, rappelons-le, était la seule région réellement soumise à l'autorité française à l'époque, le reste de l'Algérie n'étant pas encore conquis : à l'Est le Bey Hadj-Ahmed continuait à résister depuis Constantine, tandis qu'à l'Ouest commençait à briller, cette année-même, l’étoile d'un jeune chérif de la région de Mascara, El-Hadj Abdelkader b. Mahieddine.
1836
(Eté) - Un journal colonial rapporte ce qui suit à propos de la garnison de Maison-Carrée : « En 1830, 1831, et même 1832, les régiments ne faisaient qu'un séjour de cinq jours dans ces cantonnements et ce peu de temps suffisait pour rendre un grand nombre de soldats malades. Depuis deux ans la garnison n'y est presque pas changée et les malades n'y sont pas plus nombreux qu'ailleurs ».
Cependant, la situation était moins reluisante sur le terrain car, si l'état sanitaire des troupes stationnées dans la caserne s'était effectivement améliorée depuis l'assèchement des marais les plus proches, les alentours immédiats du fort et du pont de l'Harrach demeuraient insalubres de telle sorte que les quelques civils européens qui tenteront de s'y installer entre 1836 et 1838 seront tous emportés par la maladie. A ce stade donc, aucune colonie de peuplement ne s'était encore constitué à Maison-Carrée et rien n'indiquait que cela se fera un jour.

### 1837-1844: base d'opération contre l’émir Abdelkader
1837
Après plus de trois années de guerre contre les Français dans l'Ouest de l'Algérie, l'émir Abdelkader parvient à leur imposer le Traité de la Tafna par lequel ils reconnaissent formellement sa souveraineté sur les anciens beyliks (provinces) de l'Ouest et du Titteri. En contrepartie, Abdelkader reconnaît la souveraineté française sur la ville d'Alger et sur la plaine de la Mitidja. Dès lors, avec l'installation des agents de l'Emir à Médéa et sur les hauteurs de l'Atlas blidéen, la position de Maison-Carrée vit son importance militaire augmenter auprès des Français car le bordj et le pont verrouillaient la route d'Alger depuis l'Est et le Sud.
(26 mai) - Des cavaliers de la tribu des Béni Moussa mènent une série d'attaques contre les positions françaises à la Maison-Carrée et dans d'autres points de la Mitidja.
1838
(Avril) - Le député français Solvet, voyageant en Algérie, fait un passage par Maison-Carrée la région et consigne ses impressions dans une lettre qui sera publiée la même année : « […] le 14 avril, par une belle matinée de printemps, je partis d’Alger avec Mr. Paul Aubin […]. Sortis de la ville par la porte Bab-Azzoun, nous suivîmes cette route à perte de vue qui conduit au pont de l’Harrach […]. En deux heures nous arrivâmes à la maison carrée, le dernier de nos postes militaires vers cette partie de la plaine de la Mitidjah, et nous nous engageâmes ensuite dans une route tracée à gauche, au milieu des broussailles, sans trop savoir si elle nous conduisait directement à notre destination. Nous cheminions depuis une heure environ, et nous n’avions rencontré que quelques femmes indigènes près d’un puits au bord de la route, et puis au loin un Arabe qui courut après notre voiture en nous demandant du tabac, lorsque ayant monté une petite colline, notre vue se plongea tout à coup sur des constructions européennes, au milieu desquels s’élevait une jolie maison avec une espèce de clocher surmonté d’une grande croix de fer : c’était la Rassauta […] ».
On voit de ce récit que le site ne représentait toujours pas plus qu'un lieu de passage et une position militaire. Pourtant, à cette époque, commence à se constituer à Maison-Carrée les premières habitations lorsque, tirant profit de la sécurité relative acquise après le Traité de la Tafna l'avancée de travaux d'assèchement et de drainage des marécages de l'oued El-Harrach de l'oued Smar, quelques Européens commencent à s'établir dans les le voisinage du fort. Il s’agissait alors pour l'essentiel d’aventuriers et de marginaux : des civils engagés dans quelques activités en relation avec l’approvisionnement et le divertissement des soldats de la garnison (vente d'alcool frelaté, prostitution… etc.) ou d'ex-colons agricoles de la Mitidja et du Sahel dont l’entreprise n’avait pas réussi et qui durent abandonner leurs terres après s'être retrouvés criblés de dettes. Ainsi, avec l'éclosion désordonnée de quelques barques précaires autour de la caserne, se créa l'embryon d'un hameau qui sera nommé Maison-Carrée.
(12 avril) - Les soldats de la Légion Etrangère sont mobilisés dans la construction d'une route menant de la Maison-Carrée vers le nouveau camp militaire qui venait d'être établi sur l'oued Hamiz à l'Est. Il s'agit donc du tout premier tronçon de ce qui deviendra la Route Nationale n°5.
(1er septembre) - Une incursion de quelque 80 cavaliers de la tribu des Hadjout est signalée près de Maison-Carrée. L'attaque aurait échoué et les assaillants y laissent un mort.
(18 septembre) - Nouvelle attaque des Hadjout dans la région de Maison-Carrée : 120 bœufs et 136 moutons appartenant à des fournisseurs de l'armée française sont pris à la ferme Oulid-Adda.
(20 septembre) - Bien qu'officiellement ralliée à l'émir Abdelkader, la tribu des Hadjout ne cessa jamais de harceler les établissements européens nouvellement installés dans la Mitidja. Ainsi, un journal colonial nous apprend qu'en ce jour un de leurs raids fut dirigé contre la ferme du "Haouch Oulid Adda" près de la Maison-Carrée d'où ils auraient pris de force quelque 136 bœufs. Il s'agit en fait de l'ancienne ferme dite de Ouali-Dadda dont la formulation a progressivement changé depuis l'occupation française, et qui reste encore de nos jours un toponyme sous la forme de "Haouche Ouled-Hadda".
1839
(15 juillet) - Les relations de l'Emir Abdelkader avec les Français à Alger se tendent de plus, surtout depuis son installation à Médéa d'où il s'était mis à contacter les diverses tribus du centre du pays en vue de les rallier à son Etat. Pendant ce temps, les tribus alliées à l'Emir lançaient de plus en plus d'attaques contre les intérêts français et les fermes et installations coloniales dans la Mitidja, cherchant manifestement à effrayer les colons et les pousser à quitter le pays tout en essayant de pousser le commandement français à réagir car l'Emir avait décidé de rompre la longue trêve qui le liait aux Français et cherchait des occasions pour reprendre les hostilités. Parmi ces opérations, on rapporte en ce jour la mort de M. Vaillard près de sa ferme d'Aïn-Skhouna à Maison-Carrée, décapité en plein jour par un groupe de cavaliers locaux.
(4 septembre) - Un reporter local décrit dans un journal français la situation de la Maison-Carrée à cette date : « La ferme d'Oulid Adda est admirablement située à un quart de lieue de la Maison-Carrée d'où elle apparaît comme un joli pavillon. Une belle route y conduit ; un labyrinthe formé de cactus égaie agréablement le voyageur qui veut y parvenir ; un coq surmonte un léger clocher qui donne à ce passage l'air d'un ermitage. Mais passé le seuil de la porte, c'est le tableau le plus repoussant que l'on puisse rendre, Une malpropreté répugnante fait détourner les regards qui ne se reportent que sur des objets en lambeaux et dégoûtants. La guerre ou la peste a passé par là sans doute ; ma voix est restée sans écho ; je n'ai pu trouver personne. Un petit pâtre m'a dit que les habitants avaient fui pourchassés par les fièvres et la misère ».
(14 septembre) - Le correspondant algérois d'un journal français rapporte en ce jour : « Les fièvres continuent à exercer de grands ravages dans toute la plaine de la Mitidja, et notamment aux abords de l'Aratch. Les colons de tous les pays qui peuplent certaines parties de la plaine sont dans un état pitoyable et murmurent hautement contre la lenteur des travaux d'assainissement. Un bataillon du 24e de ligne, fort de 700 hommes, fut envoyé dernièrement à un camp près de l'Arach pour y tenir garnison. Cette position est si malsaine qu'il n'est resté que 40 hommes valides et un caporal. [...] Je suis allé avant-hier faire une excursion à la Maison-Carre ; en arrivant, j'entrai dans une auberge pour prendre quelques rafraîchissements, mais j'eus devant les yeux un spectacle qui me fit bien vite remonter à cheval ; un maitre d'hôtel et un charretier venaient de mourir. Je repartis pour kouba et Birmadreis où l'état sanitaire est excellent ».
(2 novembre) - Prétextant du franchissement du défilé des Portes de Fer par les troupes françaises conduites par les fils du Roi de France à la mi-septembre, l’Emir Abdelkader reprend officiellement la guerre contre les Français en Algérie.
Dans un premier temps, l'Émir porte les hostilités au plus près d'Alger, par l'entremise des tribus qui lui sont alliées dans la région, notamment les Hadjout dont les cavaliers se déchaînent aussitôt contre les établissements coloniaux qu'ils peuvent atteindre dans la Mitidja. La situation sécuritaire se détériore rapidement dans la région, obligeant en quelques jours les colons européens à fuir les fermes hameaux coloniaux qui s'étaient constitués durant les neuf années de trêve. La position de Maison-Carrée redevient aussitôt la position défensive la plus avancée en couverture d'Alger, et le fort devient dès lors le point de ralliement pour tous les Français et leurs alliés. La situation était grave et la presse française de l'époque ne manqua pas de rapporter les évènements au fil des jours et des semaines qui ont suivi la reprise des hostilités :
(24 novembre) - Une lettre envoyée d'Alger et publiée dans la presse française déclare : « Nous sommes dans la plus cruelle incertitude, l'autorité n'ayant rien publié. On dit que le nombre des morts est considérable. On parle de 500 à 600 têtes coupées. Tout l'artillerie et toutes les troupes disponibles sont parties. Le service de la place est fait par la milice. Nos troupes ont ordre de ne pas faire quartier. C'est une guerre d'extermination qui commence [...]. Aujourd'hui, les environs d'Alger sont impraticables. 4 000 Arabes rôdent dans la plaine [...]. L'ennemi a attaqué un nouveau village de la plaine et y a mis tout à feu et à sang ; toutes les tribus douteuses sont passées à l'armée d'Abdelkader, les tribus loyales ont été ravagées et pillées ; quelques-unes se sont retirées en désordre autour de Maison-Carrée, emmenant tout ce qui avait échappé au sac. On dit que les pertes de nos alliés sont immenses. 42 colons établis dans les fermes de la plaine ont été décapités, et leurs terres ont été dévastées et incendiées ».
En fait, les autorités militaires françaises ayant été totalement prises au dépourvu, la garnison de Maison-Carrée assumera pratiquement tout l'effort d'évacuation et de regroupement des centres de colonisation européenne de la Mitidja car ils ne pouvaient désormais plus être défendus. Un autre journal rapporte pour la même date du 24 novembre : « Les habitants s'accordent à accuser l'imprévoyance du Maréchal, qui plein de souvenirs de sa promenade princière, avait totalement négligé la sécurité de nos établissements dans la plaine. Il s'est si bien laissé surprendre par les évènements qu'en moins de deux jours tous nos camps ont été cernés, les fermes rasées ou brulées et plaine envahie jusqu'aux portes d'Alger. En effet, la ville est sur la défensive, et les courriers allant à la Maison-Carrée ou à Kouba ont été surpris et décapités. Deux jours ont suffi pour perdre les fruits de neuf années de colonisation ! ».
La première phase des opérations de l'Émir semblait à ce moment achevé avec succès dans la mesure où la Mitidja était littéralement vidée de toute présence française, permettant aux troupes algériennes de circuler quasi librement. La suite devait être un resserrement de cet étau autour d'Alger, mais pour cela il fallait traverser oued l'Harrach et donc faire sauter le verrou que constituait le fort de la Maison-Carrée car il bloquait totalement l'accès au pont. Dès lors, on verra des attaques de plus en plus violentes être menées contre la position de Maison-Carrée.
(6 décembre) - Une correspondance algéroise datée de ce jour rapporte : « Malgré tous les renforts envoyés au camp du Fondouk, on n'a pas osé tenter une sortie et il a fallu que nos braves soldats vissent sous leurs yeux brûler nos fermes et les tentes des tribus amies sans pouvoir leur porter secours. Tous les habitants de ces fermes et de ces tribus qui sont parvenus à se sauver, au nombre de plus de 2 000, sont en ce moment à la Maison-Carrée ». La lettre d'un officier en poste à la Maison-Carrée et datée du même jour s'avère plus précise sur la situation : « M. le lieutenant-général Ruhlière a établi ici son quartier-général. Il désirait bien aller en avant, mais les troupes manquent, et dans ce moment l'ennemi a presque toutes ses forces dans la province. Il parait que les Arabes mettent le feu partout ; les tribus alliées ont été saccagées et ceux de leurs habitants qui ont pu sauver leur tête sont arrivés ici ; nous avons près de 3 000 réfugiés européens ou arabes. Depuis l'occupation, la colonie n'avait traversé crise aussi grave ».

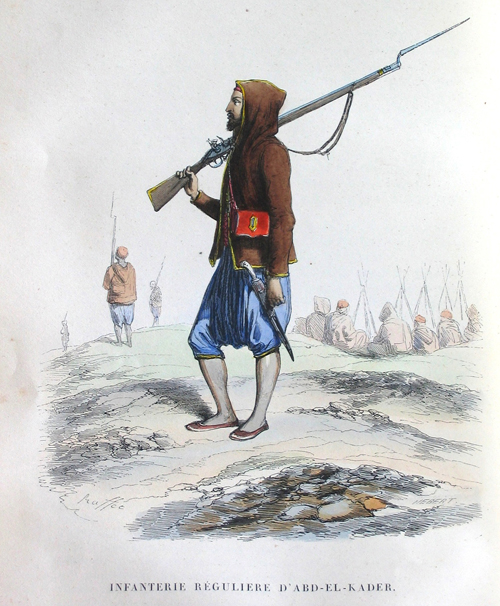
Illustration (1843) d'un soldat de l'infanterie régulière de l'Emir Abdelkader.

(10 décembre) - « [...] Le 10 Abdelkader a passé la Chiffa à la tête de 5 à 6 000 combattants, sans compter ceux qu'il avait envoyé sur l'Harach. Il a fallu dès lors abandonner le camp de l'Harach qui ne pouvait être d'aucun secours étant trop avancé. Les Bédouins y ont mis le feu aussitôt ; les maisonnettes des environs ont été également la proie des flammes. [...] L'ennemi a fait plusieurs tentatives pour passer l'Harach du côté de la Maison-Carrée, mais le pont est gardé par deux pièces d'artillerie. Plusieurs combats ont eu lieu ces jours derniers en avant de la Maison-Carrée ; il parait que les Arabes sont disséminés sur tous les points par groupes de 1 000, 1 200 et 1 500. Nous tenons tout juste les camps de Bouffarik et de Blida dans la plaine de la Mitidja, mais ils sont cernés. Les Arabes ont coupé la route qui conduit au camp de Fondouk et de l'Arbah par la Maison-Carrée, en sorte que l'artillerie partie hier pour ces camps s'est vue forcée de rentrer ».
(11 décembre) - Les combats font rage durant toute cette journée à Maison-Carrée et dans les alentours, les Français « ayant été refoulés jusque sous les retranchements de ce poste, et le canon seul et la mitraille ont pu faire éloigner les Arabes ».
(14 décembre) - Une lettre adressée à un journal français  nous apprend : « Le 14 l'on s'est battu presque tout le jour autour de la Maison-Carrée et ce n'est que la mitraille de ce poste qui a pu décider les Arabes à l'abandonner. Quelques hommes sortis de ce fort pour repousser les attaques avaient été refoulés par les Bédouins dans des marais boueux où ils étaient enfoncés presque jusqu'à la ceinture ; ils y auraient été probablement massacrés sans l'artillerie de ce poste. Pendant toute la journée, la plaine a été couverte non pas de flammes, car il n'y a plus rien pour en faire, tout est détruit, mais de fumée ; les Arabes brûlent jusqu'aux plus petites traces de végétation ; ils sembleraient vouloir détruire le sol, comme pour le purger ou le punir de ce qu'ils appellent les souillures des chrétiens ». Une autre lettre datée du même jour par un officier français sur place donne plus de détails sur les combats : « Le 14, la Maison-Carrée a été attaquée par de 3 ou 4 000 Arabes ; on ne sait pas s'ils s'en sont emparés ou s'ils ont été repoussés de suite, mais nous avons perdu une trentaine d'hommes sur ce point ». Venant de France et à peine débarqués au port d'Alger, 550 hommes du 3e Léger ont été immédiatement dirigés vers la Maison-Carrée, tandis que le 15e et le 58e étaient déjà en route depuis Alger aussi.
(15 décembre) - Chez les Français, On compte une vingtaine de morts dan les combats de la journée autour de Maison-Carrée.
(16 décembre) - On signale un combat de cavalerie devant la Maison-Carrée. Les Français annoncent 40 tués dans leurs rangs dont un capitaine.
(17 décembre) - Nouvelle journée de combats violents devant les murs de la Maison-Carrée. Mais, les Français commencent alors à se ressaisir et engagèrent un grand effort en vue de sécuriser ce point vital de leur défense : « [...] Nos troupes ayant reçu l'ordre d'évacuer la Maison-Carrée, les Arabes ne tardèrent pas à s'en emparer, et il parait qu'ils y aient établi leur quartier-général ; l'ennemi se trouvait e force sur ce point. En même temps, le général Rulhières recevait l'ordre de se rapprocher avec la colonne mobile, plusieurs camps rapprochés d'Alger se disposaient aussi à envoyer des troupes. Enfin, un vaisseau de ligne débarquait à l'embouchure de l'Arach 1 100 hommes de troupes fraiches. Tout annonce que l'ennemi, pris entre deux feux, a éprouvé de grandes pertes. On porte le nombre de tués à 4 000, mais ce chiffre est probablement exagéré, quoi qu'on se soit battus avec acharnement de part et d'autre ». Un autre article se montre plus précise : « Le lendemain les Arabes se présentèrent au nombre de 4 ou 5 000 ; ils furent aussitôt cernés par la brigade mobile venant de la Ferme-Modèle, par 7 ou 800 hommes venus des camps de Fondouk et de Kara-Mustapha, par une colonne du 17e Léger et du 48e de Ligne débarqués près le cap Matifou ».
En somme, ce sont près de 10 000 hommes qui se seraient combattus ce jour-là devant le bordj de la Maison-Carrée. Les pertes algériennes furent apparemment sévères : « Le combat de la Maison-Carrée a été une véritable boucherie. Nos soldats avaient une cruelle vengeance à exercer et ils ont été sans pitié ; ils n'ont fait qu'un petit nombre de prisonniers; la cavalerie qui a chargé constamment poussait les Arabes vers nos colonnes qui les recevaient avec de la mitraille. On assure qu'il y est resté plus de 2 000 Arabes sur le terrain et autant de blessés. Depuis l'affaire de la Maison-Carrée on ne voit dans la plaine que des groupes assez rares ; il parait que les contingents des tribus se sont éclipsés ; quant à l'armée régulière de l'Émir on la dit campée entre Blida et Médéa ». En fait, au moment même ou la bataille de Maison-Carrée faisait rage, l'Émir Abdelkader s'était engagé avec toute son armée régulière contre les positions françaises à Blida et il se fera lui aussi battre sévèrement. Cette journée marqua un tournant dans la guerre car les pertes subies par les Algériens ont littéralement consommé leurs forces après plusieurs semaines les offensives sont ininterrompues. Conscient de la nouvelle donne, l'Émir se retire à Médéa dans l'espoir de pouvoir rallier de nouvelles tribus à travers le pays pour reconstituer ses forces, laissant le commandement des opérations dans la Mitidja à son plus brillant lieutenant, Ahmed Ben-Salem, gouverneur (khalifa) de la province du Sebaou. La nature du conflit va dès lors changer dans le sens où les Algériens, sans encore abandonner la partie, vont se limiter au harcèlement permanent des positions françaises partout où ils le pouvaient à travers la plaine, sans presque jamais s'engager dans des affrontements majeurs où les Français avaient clairement prouvé leur supériorité en nombre et en moyens.
(18 décembre) - La presse française rapporte en ce jour : « on prenait des précautions extraordinaires pour la défense de l'extérieur et de l'intérieur de la place, que quatre camps avaient été abandonnés, que la Maison-Carrée avait été fortifiée de manière à la mettre à l'abri de toute attaque ultérieure et sérieuse. L'hôpital du Dey d'Alger, qui se trouve en dehors de la place, a été aussi fortifié, attendu qu'on craignait qu'il ne fût attaqué. On a donné des armes et des munitions à tous ceux qui pouvaient en porter. Il ne se passe pas de jour que des colons ne paient de leur vie quelque acte d'imprudence. Il suffit de s'éloigner de quelques minutes de la ville et de se promener isolé pour tomber dans un guet-apens et être massacré. On retrouve toujours les cadavres auxquels on enlève toujours la tête et qu'on mutile après. [...] Les Arabes, ne pouvant traverser l'Arach, viennent tous les jours essayer de passer sur le pont construit par les Romains et qui se trouve vis-à-vis de la Maison-Carrée ; mais deux pièces de canon défendent ce passage. Les Arabes ont fait des efforts désespérés. Pendant toute la journée d'avant-hier, on s'est battu en deçà de la Maison-Carrée ; on a entendu très distinctement la fusillade. Le même jour, les Arabes ont coupé la route qui communique par la Maison-Carrée avec les camps de Fondouck et de l'Arbah, en sorte que l'artillerie, partie hier sous bonne escorte, avec des munitions, etc., a été forcée de rebrousser chemin. [...] M. le général Rulhières est toujours à Bouffarick, d'où il dirige toutes les affaires de la plaine. Les autres généraux de la division gardent toujours aussi les mêmes positions : le général Dampierre, à la Maison-Carrée ; le général Rostolan, à Douera ; le général Duvivier, à Blida. Le commandement de la place est confié au lieutenant-colonel Marengo ».
1840
(16 avril) - Le fort de Maison-Carrée ayant été pratiquement vidé de sa garnison pour les besoins d'une parade militaire avec les deux fils du roi de France qui se trouvaient en visite à Alger, un groupe de cavaliers algériens organise une razzia dans les alentours et parvient à enlever un grand troupeau de bœufs appartenant à l'armée française. La nouvelle aurait mis le Maréchal de Bourmont en rage, probablement à cause du camouflet en présence des fils de son souverain, mais aussi parce que la guerre de l'Émir dans la Mitidja avait grandement diminué les disponibilités en viande et autres denrées alimentaires dont le ravitaillement était très difficile à ce moment.
(27 avril) - Une dépêche du commandement militaire français à son ministre de tutelle à Paris en du 30/04/1840 rapporte que « dans la nuit du 27 au 28, les troupes de Ben-Salem, de Mahieddine, réunies, ont traversé l'Haratch, et au point du jour, quelques-uns de leurs cavaliers se sont présentés aux environs de Bir-Khadem [...]. Après avoir été repoussés du Sahel, les Arabes se sont dirigés sur la Maison-Carrée pour attaquer les Aribs, nos alliés, qui s'y trouvent campés depuis qu'ils ont été autorisés à s'établir sur ce point ; mais M. le général Rostolan les a précédés, et quelques coups de fusil seulement ont été échangés. Deux maisons de campagne entre Bir-Khadem et la Ferme-Modèle ont été pillées ; une personne a été tuée, deux ont été enlevés par l'ennemi, qui a mis le feu à des tas de roseaux près de la ferme de Oulid-Adda. Nous avons cinq blessés. Les Arabes se sont retirés, partie dans la direction de l'Arba, partie dans celle de la Regaya. Ils étaient au nombre de 14 à 1.500 hommes environ ». Cette razzia plutôt musclée du khalifa Ahmed Ben-Salem (accompagné ici par Mahieddine qui était chef des Beni-Slimane du Titteri) a semble-t-il provoqué une certaine panique dans la Mitidja et à Alger, les gens étant encore sous le choc des attaques de la fin 1839. Le Maréchal Valée relativise alors : « L'évènement a répondu quelques alarmes dans la population indigène de la campagne, et plusieurs familles sont rentrées en ville. Les événements qui réellement ne sont que fort peu de chose, ayant été singulièrement dénaturés dans la ville d'Alger, par suite d'informations incomplètes, je n'ai pas voulu tarder à vous les faire connaitre ».
(1er mai) - Un Européen est tué par des cavaliers locaux à quelques centaines de mètres du bordj de la Maison-Carrée.
(15 mai) - Ben-Salem, gouverneur (khalifa) de l’Emir Abdelkader pour la province du Sebaou, réunit 1 600 hommes (incluant ses troupes régulières et des contingents de tribus kabyles alliées) et mène une attaque contre le fort de Maison-Carrée. La garnison française y fut harcelée durant plusieurs jours, alors qu'une incursion est poussée jusqu'au Hamma dans les faubourgs d'Alger. Au retour de cette opération audacieuse, Ben-Salem et ses cavaliers furent pris sous le feu des canons de la Maison-Carrée au moment où ils traversaient oued El-Harrach par son embouchure. Cela n'empêcha pas leur retraite, mais un boulet de canon tiré depuis le bordj aurait emporté El-Hassaïn b. Zamoun, fils du fameux chef de la tribu des Flissa de Kabylie.
Pour ce qui est de la bataille même, un soldat de la garnison de Maison-Carrée rapporta à un journal français sa version détaillée des évènements qui eurent lieu ce jour-là : « Le 15 Mai à 3h du matin, les postes dépendants de la Maison-Carrée ayant fait connaitre au commandant supérieur de ce camp qu'une fusillade était engagée du côté du gué de Constantine et de la redoute de Kouba, la garnison prit aussitôt les armes pour se porter du côté où l'ennemi s'était montré. […] Au moment où la colonne, partie de la Maison-Carrée, allait gravir le coteau sur lequel est construite la redoute du pont de l'Arach (rive gauche), nous fumes informés par l'officier de cavalerie qui rentrait de reconnaissance avec 30 cavaliers, que l'ennemi était massé en grand nombre sur la rive droite au gué de l'embouchure et que plusieurs centaines de cavaliers étaient déjà sur la rive gauche et semblaient vouloir se diriger sur Alger. Il était alors 5h 3/4 du matin. Le chef du 4e Bataillon de la Légion Etrangère commandant supérieur, fit changer de direction à la colonne pour la porter immédiatement au-devant de l'ennemi et le combattre. La colonne composée de : 1) 89 cavaliers et 4 officiers sous les ordres d'un capitaine du 8e Régiment de Chasseurs ; 2) 193 hommes d'infanterie dont 9 officiers (58e Régiment, 2e Bataillon, 43 Voltigeurs, Légion Etrangère, 150 hommes) sous les ordres du capitaine du 58e Régiment, s'est avancée sur la route qui conduit de la Maison-Carrée à Alger et, arrivée à hauteur de la redoute des dunes, elle a été dirigée sur le gué de l'embouchure où étaient réunis le gros des Arabes. Ceux qui étaient sur la rive gauche et dont une cinquantaine s'était déjà éparpillée autour d'Hussein-Dey, qu'ils n'ont pas dépassé, ayant aperçu les troupes de la Maison-Carrée, se réunirent aussitôt sur la plage pour revenir sur leurs pas et traverser le gué et rejoindre Ben-Salem qui était resté sur la rive droite. Il était trop tard : ils trouvèrent le gué gardé par nos troupes, et à l'instant où ils arrivèrent à 200 pas de ce passage, l'escadron de cavalerie à la tête duquel s'était mi le commandant supérieur, chargea à fond sur eux et en fit un grand carnage. Pendant la charge, l'infanterie s'était déployée de manière à protéger la cavalerie menacée par Ben-Salem qui occupait la rive droite et qui essayait de passer le gué pour venir au secours des siens. Un feu de deux rangs bien nourri et celui d'une pièce de 8 placée à 1,200 mètres de ce point dans la redoute des dunes ne permirent pas à ce chef d'exécuter son projet. Les Arabes après avoir essuyé la charge de la cavalerie, ne songèrent plus qu'à repasser l'Arrach en emportant leurs morts et leurs blessés, ce qu'ils firent avec de nouvelles pertes, car ils étaient forcés de passer sous le feu de l'infanterie et la cavalerie, plusieurs d'entre eux se sont jetés à la mer pour gagner à la nage l'autre rive de l'Arach, mais ils y ont trouvé la mort qu'ils cherchaient à éviter. Les cavaliers se servant de leurs fusils les ont tués. Cette précipitation empêcha l'ennemi de pouvoir enlever tous ses morts ; 5 cadavres restèrent encore sur la plage et furent enterrés le lendemain pas les soins nos soldats. Il serait difficile de préciser les pertes de l'ennemi ; seulement ils ont été vus pendant l'action ramassant leurs morts et leurs blessés en assez grand nombre et dans la même journée, enterrant leurs morts autour d'un marabout situé entre la Rassauta et la Maison-Carrée ; ils en ont également enterré au marabout de Sidi-Kaleb entre la Maison-Carrée et le Fondouk ».
(26 juillet) « Le 26, le feu brûlait encore du côté de la Maison-Carrée ; il parait que le farouche Ben-Salem n'est pas loin de là. La fumée qui s'élève des feux de la plaine dérobe la vue de l'Atlas. Les Arabes ont attaqué la Maison-Carrée ; mais ils ont été repoussés par les Couloughlis et les Aribs, faibles débris de tribus indigènes chargées de la défense de ce point ».
(29 juillet) - Selon l'ordre du jour de l'armée française affiché à Alger en ce jour, un sérieux affrontement eut lieu contre les forces alliées à l'Emir Abdelkader dans la région de Maison-Carrée : « L'ennemi s'est présenté ce matin au nombre de 1 800 cavaliers sur divers points pour pénétrer dans le Sahel, sous les ordres d'El-Berkani, ex-bey de Médéah, et Ben-Salem de Sebaou. La ligne de nos avant-postes a été, attaquée sur un développement de quatre kilomètres, et nombre d'Arabes avaient pénétré par les ravins, lorsque les reconnaissances envoyées des camps voisins, dès la diane battue à trois heures, ont arrêté le mouvement de l'ennemi dans le Sahel. Forcés de repasser l'Arasch, les Arabes ont pris position sur les hauteurs d'Oulidadda pendant que les indigènes nos auxiliaires, chargés de la garde de la Maison-Carrée, défendaient les approches- de ce dernier point, soutenus bientôt par un détachement de la légion étrangère venu du petit camp d'Hussein-Dey. Attaqué de tous côtés à l'arrivée des divers camps, l'ennemi a abandonné toutes ses positions. Une de ses colonnes a été chargée avec intelligence et intrépidité par le 3e Escadron du 5e Hussards, sous les ordres de M. le capitaine de Laborde. Dans la mêlée, l'ennemi a eu de 25 à 30 hommes tués. Un des cavaliers réguliers a été pris, ainsi que cinq chevaux et quantité d'armes ; deux hussards seulement ont été blessés, grâce à la vigueur avec laquelle la charge a été menée par le capitaine ».
(3 novembre) - Un affrontement assez sérieux est signalé sous les murs du bordj de la Maison-Carrée.
La situation sécuritaire devenant alors intenable, les autorités militaires de la Maison-Carrée ordonnent à tous les Européens, jusque-là dispersés autour du fort, de se regrouper dans un secteur prédéfini en bas du vallon. Quelques maisons improvisées vont alors former un petit hameau sur la rive droite de l'Harrach, entre le vieux pont (où il y avait une fontaine d’eau) et le contrebas de la colline où se tient le bordj, et c'est ainsi que se constitua le noyau de la future ville de Maison-Carrée.
1841

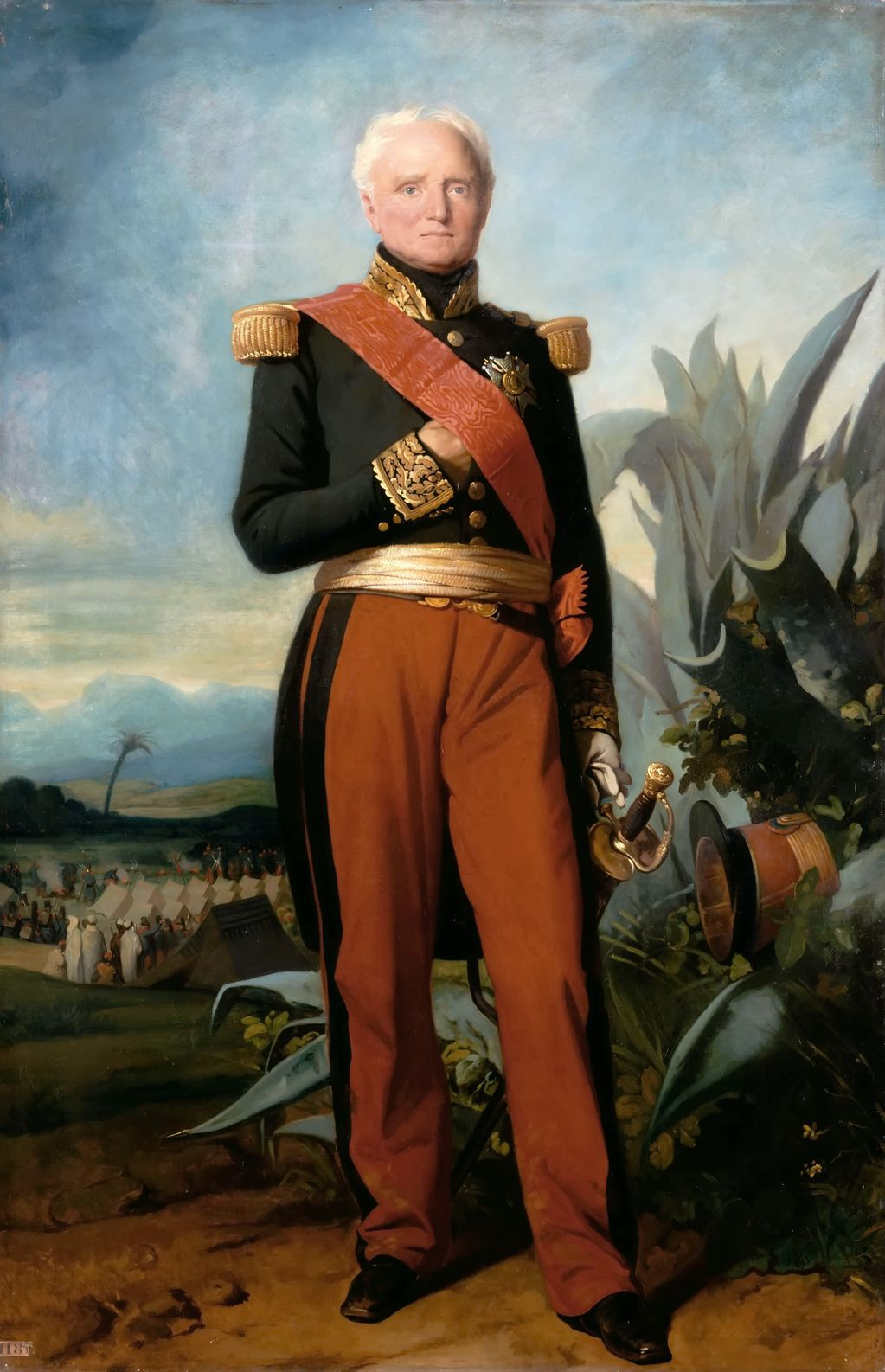
Général Bugeaud (1784-1849) en Algérie. Il fut d'abord Gouverneur Général et chef de l'armée française en Algérie en 1836-1837 où il lutta contre le premier soulèvement de l'Emir Abdelkader avec qui il finit par signer le "Traité de la Tafna". Après la reprise de la guerre par l'Emir en 1839 et l'incapacité des généraux qui se sont succédé à Alger d'en venir à bout, le gouvernement français le rappelle et il occupera de nouveau le poste de 1841 à 1847)

(28 janvier) - Une attaque menée en ce jour contre les tribus des Zerouâla et des Béni Sâada provoquera leur reddition quelques jours après, lorsque près de 30 familles se rendent à la Maison-Carrée en amenant tous leurs biens, pour demander grâce et se place sous la protection des Français sur place, sachant que leur défection les rendait désormais cible licite pour les troupes de Ben-Salem.
En fait, avec le retour du Général Bugeaud (il est de nouveau nommé au poste fin 1840 et s'installe et arrive à Alger le 22/02/1841), le commandement français en Algérie va adopter une toute nouvelle stratégie pour contrer l'Emir Abdelkader : les troupes françaises seront désormais organisées en colonnes mobiles et, au lieu de se fixer sur des positions fortifiées pour défendre Alger ou les installations coloniales de la Mitidja, elles mèneront sans cesse des attaques dévastatrices contre les terres et les tribus ralliées à l'Emir. Cette politique offensive finira très rapidement par payer, provoquant la terreur parmi les populations algériennes, déjà très éprouvées par l'effort inédit qu'avait demandée la reprise de la guerre par l'Emir, et qui voyait aussi ses maigres ressources systématiquement détruites par les Français.
(8 mars) - Au fil des semaines, le flux des redditions parmi les anciennes tribus alliées de l'Emir Abdelkader dans la région n'a pas cessé de grandir, et une trop grande concentration de population algérienne finit par se constituer aux alentours du bordj de la Maison-Carrée. Les autorités militaires françaises ont pu entrevoir un danger dans cette situation et s'affaira à y mettre de l'ordre. Ainsi, le général Bugeaud publie en ce jour un arrêté qui stipule en premier lieu qu'il ne sera plus reçu, dans la province d'Alger, les soumissions individuelles « ou de familles d'Arabes ayant ou non fait partie des tribus du Sahel ou de la Metidja », seuls les chefs de tribus étant désormais admis à traiter de la soumission de leurs groupes respectifs. L'arrêté précise ensuite (article 4) que les tribus qui seront acceptées ultérieurement devront attendre qu'un territoire leur soit désigné, tandis que celle dont la reddition avait déjà été acceptée jusqu'à cette date « seront réunis dans le territoire situé entre la Maison-Carrée, l'Arach et la mer. Les limites de ce territoire seront indiquées du côté des terres par des lignes apparentes. Ils seront placés sous l'autorité d'un Kaïd qui sera nommé par nous et relèvera du bureau arabe. Défense expresse leur est faite de franchir l'Arach, si ce n'est dans le cas et sous les conditions déterminées ci-après », la condition en question étant de figurer sur un registre officiel des personnes autorisées à franchir oued l'Harrach pour travailler dans les chantiers de l'administration coloniale ou ceux des colons européens (article 5). Ces registres devaient être tenus par les caïds des tribus et les personnes autorisées devaient porter une médaille distinctive, de manière permanente et visible, tant qu'ils se trouveront dans la rive gauche et la remettre à leur caïd à leur retour : « Les Arabes cantonnés qui seront trouvés circulant de jour et sans armes en dehors des limites du territoire désigne en l'article 4 sans être porteurs de la médaille et sans justifier qu'ils se rendent au travail pour lequel ils seraient engagés ou qu'ils en reviennent, seront arrêtés et conduits devant le Kaïd, qui leur infligera une amende de 10 francs et une peine corporelle. Ceux desdits indigènes qui, même porteurs de médailles et employés comme ouvriers par l'administration ou par des particuliers, seraient trouvés circulant au dehors du territoire indiqué dans les circonstances ci-après, seront également arrêtés et punis, à savoir : l) En cas de circulation de jour avec armes, d'1 à 5 ans d'emprisonnement ; 2) en cas de circulation de nuit et sans armes, de 5 ans à 10 ans de travaux forcés ; 3) en cas de circulation, la nuit, avec armes, de la peine de mort ». Aussi, l'arrêté prévoit (article 5) qu'il sera « établi entre le pont de l'Arach et la Maison-Carrée un marché à jours fixes dont l'emplacement et les époques périodiques seront déterminés par un arrêté du Directeur de l'Intérieur approuvé par nous et où se feront exclusivement les échanges avec lesdits indigènes ».
L'idée à ce moment était donc d'abord de mettre fin immédiatement au danger d'une trop grande concentration de tribus autour de la position de Maison-Carrée tout en gardant ces tribus nouvellement soumises hors d'atteinte des hommes de l'Emir Abdelkader, et en même temps de en mettre en place l'ébauche d'une organisation qui permettrait d'exploiter de la main d'œuvre locale sans trop mettre en danger la sécurité de la colonie algéroise, faisant ainsi du cours de l'Oued l'Harrach une sorte de frontière et du pont de Maison-Carrée un point de transit et de contrôle obligatoire. Ces dispositions seront bien entendu validées pour un temps seulement sur le plan officiel. Mais, il n'en reste pas moins que la future ville de Maison-Carrée tiendra très longtemps ce rôle de porte d'entrée pour Alger et de point de chute principal pour les migrations de populations algériennes de l'intérieur du pays, notamment les régions centrales le Titteri et du Dîra, vers Alger. Par-contre, et même si elle ne sera pas immédiatement concrétisée du fait de la guerre qui se poursuit du caractère provisoire des installations à Maison-Carrée, l'idée du marché devant servir de point de jonction contrôlé entre le monde des tribus algériennes et la colonie européenne d'Alger, persistera dans ls faits et constituera même le véritable point de départ pas l'existence de la future ville de Maison-Carrée, une dizaine d'années plus tard.     
(23 mars) - Un rapport du général Bugeaud, daté de ce jour, à son gouvernement sur le déroulement de la guerre en Algérie mentionne : « Le bruit s'est répandu il y a trois jours, qu'Abd- el-Kader venait avec Ben-Salem et une nombreuse cavalerie attaquer la Rassauta et la Maison-Carrée. J'ai envoyé dans la nuit deux bataillons et les gendarmes maures s'embusquer en avant de la Maison-Carrée. Rien n'ayant paru, le lendemain les troupes sont rentrées, et hier six cents chevaux ont attaqué le poste indigène de la Rassauta : après avoir tiraillé pendant deux heures, cette cavalerie s'est retirée emportant 7 à 8 blessés et laissant un cheval mort. Nous avons eu un blessé ».
(12 avril) - Dans un ordre général de l'armée française d'Afrique daté de ce jour, on peut lire ce qui suit : « Aujourd’hui, 400 chevaux de l’Est commandés par Ben-Salem sont venus attaquer des indigènes amis établis à la Rassauta. M. le lieutenant Pellé est parti de la Maison-Carrée avec 300 tirailleurs indigènes, a marché sur les Arabes, les a mis en fuite, en a tué plusieurs et les a poussés jusqu’à Sidi-Khaled […] ». Ce fut là la dernière incursion que mènera le khalifa Ben-Salem dans la Mitidja. Le fort de Maison-Carrée devient dès lors une base d'où sont lancées les colonnes de l'armée française contre les alliés de l'émir plus qu'une position défensive. Par-ailleurs, la zone étant désormais sécurisée, les colons européens purent reprendre leurs activités à Maison-Carrée.
(15 avril) - Lettre du général Bugeaud au ministre français de la Guerre à propos du cantonnement des Arabes de la Maison-Carrée. Bugeaud était effectivement un fervent promoteur de la colonisation du territoire conquis et n'hésitait pas à s'investir personnellement sur le terrain. Ainsi, face au peu d'empressement des vétérans de l'armée de s'engager dans son projet de colonisation militaire, il se déplaça « accompagné du directeur de l'Intérieur, de trois généraux et d'un nombreux état-major à la colonie de l'Harrach pour inaugurer ce qu'il appelait la fête du labourage. Grand nombre de dames, à la suite de Mme Bugeaud, et beaucoup de notables s'étaient joints au cortège champêtre. Soixante charrues étaient réunies en avant de la Maison-Carrée. Il mit pied à terre et traça lui-même un sillon "pour montrer aux Arabes", dit la feuille officielle, qu'il n'en était pas à son coup d'essai ».
En fait, profitant aussi de l'accalmie dans la région, la garnison du fort de la Maison Carrée avait entamé de grands travaux d'assèchement des marais qui bordaient les rives de l'oued Smar et rendirent la région un peu plus habitable pour les européens. Parallèlement à cela, en exécution d'un grand plan de fortification imaginé par ce même Bugeaud en vue de sécuriser la zone de colonisation française autour d'Alger, on entama le creusage d'un fossé qui va s'étaler jusqu'à Bir-Touta au S. et qui sera achevé en 1842.
(octobre) - « Le gouverneur-général s'occupa d'organiser l'administration des tribus qui venaient se ranger sous notre autorité. Nous leur avions prouvé que nous étions plus forts qu'Abdelkader ; il nous restait à leur montrer que nous étions plus sages et que nous savions faire respecter nos amis. À la fin d'automne, quand il passa en revue les libérables de la garnison d'Alger et des camps environnants, il les engagea vivement à accepter les terres qu'il pouvait mettre à leur disposition ; quelques-uns se décidèrent à rester en Afrique, et ce fut pour l'année suivante un exemple utile. Le lendemain de cette revue, il se rendit à la colonie de l'Arracht pour ouvrir le labourage. Soixante charrues avaient été réunies devant la Maison-Carrée. Le général Bugeaud traça un sillon de manière à faire voir aux Arabes que ce n'était pas son coup d'essai ».
(novembre) - « Depuis quelque temps une activité énergique est imprimée aux travaux entrepris par l'armée et par l'administration pour préparer et amener la colonisation du pays. […] De semblables dispositions ont été prises à l'égard de familles arabes demeurées fidèles ou ralliées à notre cause. Le nombre de ces familles réunies autour de la Maison-Carrée est déjà considérable et il s'accroit chaque jour ; presque toutes appartiennent aux anciennes tribus des Béni Moussa, Béni Khelil et de Khachna, et qui habitaient la plaine avant la guerre. Elles se sont hâtées, disent-elles, de fuir la misère et les vexations qu'elles éprouvaient sous la domination d'Abdelkader, aussitôt qu'elles ont trouvé moyen d'échapper à la surveillance des gardes que l'Emir entretient depuis deux ans autour d'elles. 200 hectares pris parmi tes terres voisines de la Maison-Carrée et de la Rassauta vont être labourées et ensemencées par ces indigènes ; l'administration leur fournit les bœufs et les instruments de labour, elle leur accorde en outre des semences qui seront rendues après la récolte avec addition d'un tiers de la paille. Ces sortes d'arrangements sont habituels pour les Arabes, et il n'est pas douteux qu'ils y seront fidèles. Tels sont en résumé les travaux et les soins par lesquels l'armée se repose en hiver des fatigues de la guerre, et la part qu'elle apporte dans l'œuvre immense de la colonisation du pays ».
(20 décembre) - La presse coloniale rapporte pour ce jour : « Le gouverneur-général, accompagné de M. le comte Guyot, directeur de l'intérieur, de M. le général du génie baron de Berthois et de MM. les généraux Lyautey et Changarnier, vient de consacrer quatre jours à visiter l'obstacle continu, dans le but de s'assurer du bien-être et de l'état sanitaire des troupes, d'encourager les travaux et d'étudier une manière de garder l'enceinte. […] Les extrémités des deux lignes qui se trouvent dans des lieux saints seront seules garnies de blockhaus dont la garde sera fournie par l'infanterie indigène ou française stationnée a Blidah, Coléah et la Maison-Carrée. Il n'y aurait point de blockhaus dans la plaine ; mais les deux lignes seraient parcourues par des patrouilles de cavalerie partant, au Sud de Medeah et Mebdouh, au Nord de Coléah et d'une des collines qui dominent l'oued Karma. La partie de la plaine serait donc renfermée entre quatre petits corps de cavalerie qui communiqueraient entre eux par des moyens télégraphiques d'une installation très simple, de manière que tout événement, découvert par l'un des corps, put être signalé aux autres en peu de temps. Il est probable que l'enceinte sera terminée avant l'été prochain. M. le gouverneur est aussi allé visiter la ligne d'obstacle de l'Arratch, et la colonie arabe qui a été établie en avant et autour de la Maison-Carrée, et qui s'est grossie depuis six semaines d'une centaine de familles, formant un total d'environ 500 personnes qui ont fui la domination de l'Emir. M. le maréchal Clausel a, sur la demande de. M.le gouverneur-général, autorisé les familles indigènes appartenant a la colonie arabe établie auprès de la Maison-Carrée, d'ensemencer à leur profit les terres dépendant de sa ferme de Ouali-Dada ».
1842
(9 février) - Plus de 23 familles de la tribu des Béni-Moussa se présentent au fort de la Maison-Carrée pour faire leur reddition aux Français.
(10 février) - Des chasseurs européens signalent la présence de lions dans les alentours du fort de Maison-Carrée, une lionne accompagnée de son petit ayant même attaqué et blessé leurs deux accompagnateurs algériens.
(20 mars) - On signale une attaque contre le bordj de la Maison-Carrée, suivi aussitôt par une expédition punitive de plusieurs unités de Zouaves, qui seraient rentrées le lendemain avec une soixantaine de prisonniers.
- Durant l'année 1842, le bordj de la Maison-Carrée est tenu par un détachement de tirailleurs et de cavaliers indigènes, commandés par un officier des Zouaves[79].

1843
(16 mai) - Après une rude bataille, la Smala l'Emir Abdelkader (grand camp mobile qui servait de capitale itinérante), est prise par les troupes françaises du Duc d'Aumale dans la région de Boghar. Ce désastre marqua la fin de la résistance de l'Emir contre les Français en Algérie, même si le khalifa Ahmed Ben-Salem va poursuivre la lutte pour un temps et avec le peu de moyens qu'il pourra encore mobiliser.
Dans l'immédiat, et aussitôt la bataille achevée, le butin ainsi que la majorité des prisonniers algériens (près de 3 500 personnes) sont dirigés vers le camp de la Maison-Carré. Près d'un mois plus tard (14/06/1843), les troupeaux de moutons et autres bestiaux qui avaient été saisis (les sources françaises parlent de 15.000 têtes au total) sont mises en vente à Maison-Carrée. Pour ce qui est des prisonniers, les gens de condition modeste furent transférés vers l'Oranie pour y être employés à diverses tâches, tandis que les chefs et leurs familles devaient aller rejoindre l’Émir dans sa prison sur l'île Sainte-Marguerite en France.
1844
(25 avril) - La presse coloniale rapporte pour ce jour que : « La colonne qui va opérer dans l'Est d'Alger pour abattre le drapeau de Ben Salem, resté debout chez les Flissas, s'est réunie le 25 du mois courant à la Maison-Carrée où elle a bivouaqué […] ». Il s'agissait de concentrer un corps de 8 000 hommes qui allaient être répartis en trois colonnes sous les ordres des généraux Gentil et Corte ainsi que le colonel Schmitt. Le Gouverneur Général arrive à Maison-Carrée le lendemain et, une fois les préparatifs achevés, l'armée fait mouvement vers l'Est le 27 mai.

### 1844-1846: un premier village éphémère
1844
Bien qu'une relative accalmie toucha la Mitidja à partir de 1841, la fin officielle de la longue guerre de l'Emir Abdelkader marque un retour définitif au calme dans la région. Cela avait permis aux Français, dans un premier temps, d'achever tranquillement les derniers travaux d’assèchement des marais de l'Harrach et de résoudre ainsi une grande partie les problèmes sanitaires qui empêchaient jusqu'alors l'occupation permanente du site de la Maison-Carrée et ses alentours. La zone devient dès lors habitable à longueur d'année pour les Européens et, la fin de la guerre aidant, on observe presque aussitôt après un foisonnement d'opérations foncières qui conduiront en quelques années à l'apparition de nombreuses fermes et plantations coloniales sur les terres environnantes, et dont certaines vont même marquer la toponymie générale de la région jusqu'à nos jours.
Bien que la Maison-Carrée ne constitue désormais plus une frontière ou une limite à la présence française, la position restera encore à ce stade de valeur essentiellement militaire et comme principale base de départ pour les expéditions françaises qui vont s'enfoncer de plus en plus loin en territoire algérien. Néanmoins, la documentation officielle de l'administration commence au même moment à évoquer des perspectives coloniales pour la région, notamment le général Bugeaud qui, on l'a vu au cours de la guerre, avait toujours manifesté un intérêt pour le site de Maison-Carrée et qui, dans un rapport daté de cette année, préconise qu'il y soit établi un centre de peuplement français : « Je partage l'opinion du colonel du génie sur l'avantage qui résulterait de la création d'un centre de population sur ce point [Maison-Carrée], lieu d'étape pour une partie des Arabes qui apportent leurs denrées au marché d'Alger ». Pourtant, aucune action officielle concrète ne sera engagée dans l'immédiat et, lorsque vont se former quelques masures et modestes habitations autour du bordj de la Maison-Carrée, ce tout premier hameau sera le fruit d'une dynamique totalement spontanée et sans aucune planification des autorités coloniales.
(20 juillet) - Un acte notarial daté de ce jour atteste que la « ferme connue sous le nom de Haouch-el-Alia, située dans le Béni-Moussa, à 1,5 km de la Maison-Carrée ; limitée d'une part par la propriété de M. Masseyk, d'autre part par l'Haouche-Ben-Selama, appartenant au domaine ; traversée par la route d'Alger au Fondouk », est acquise par un certain Adolphe Cordier, propriétaire et résident alors à Alger. ne dizaine d'années plus tard, il y lancera une culture de coton, et deviendra d'ailleurs un des notables de Maison-Carrée où il sera propriétaire de plusieurs terrains et immeubles. A noter que l'un des voisins cités, Alexandre Van-Masseyk en l'occurrence, fera l'acquisition d'une ferme nommée Haouche-El-Temak dont les terrains recouvrent à peu près tous les quartiers qu'on nomme de nos jours Tamaris et les Bananiers.
(17 octobre) – Un arrêté ministériel reconnait officiellement en ce jour qu'un « hameau de la Maison-Carrée » (on comptait à cette date une dizaine de maisons sur les lieux) comme « village de peuplement français ». Le texte précise en préambule que : « Considérant que le hameau de la Maison-Carrée ne fait partie d'aucune commune, et qu'il importe néanmoins d'y établir un représentant de l'autorité civile dans l'intérêt de la police comme aussi de l'état civil des personnes qui le composent ». Administrativement, le nouveau village ainsi que son vaste territoire sont rattachés à la colonie d'Hussein-Dey qui constituait à l'époque une section de la commune de Kouba. Pour gérer les affaires locales le texte prévoyait la désignation d'un « adjoint spécial », mais il se trouve qu'un ”adjoint du maire pour Maison-Carrée” était déjà en poste le 03 septembre 1844 en la personne d'un certain Philibert Guénet, mais qui ne tarda pas à démissionner et remplacé par Jean-Louis-Jules Rogues le 11 novembre 1844. Sinon, la tradition locale rapporte que le tout premier habitant civil du village de Maison-Carrée était un nommé Antonio Lluch, originaire de Catalogne (Espagne).
1845
(juin) - Une invasion de sauterelles traverse Maison-Carrée et ses alentours
(2 septembre) - Création, par un certain M. Delachanterie, d'une compagnie de transport (Omnibus Africain) devant établir et gérer une liaison permanente entre la Maison-Carrée et ce qui était appelé à l'époque "Hôpital du Dey". Il s'agit là de la toute première liaison régulière de transport public entre le lieu-dit Maison-Carrée et la ville d'Alger, et on peut tirer certaines informations intéressantes de l'annonce faite à l'époque dans la presse par l'initiateur du projet : « Les voies de communications rayonnant d'Alger sur les communes et sur les admirables campagnes qui l'entourent ont, jusqu'à ce jour, été desservies par des voitures incommodes et que le peu de soin apporté à leur construction, la maladresse et l'incurie de leurs conducteurs, presque toujours grossiers et adonnés à la boisson, rend dangereuses, ainsi qu'il résulte des fréquents accidents arrivés aux voyageurs, […] carrioles peu solides, mal suspendues, mal entretenues, ouvertes à tous vents ; mais il est temps de songer à doter la capitale de l'Algérie d'Omnibus à l'instar de ceux de Paris, c'est-à-dire de voitures réunissant à la solidité qui fait la sécurité des voyageurs, l'élégance et le confortable réclamés par les classes aisées du pays et les nombreux étrangers qui viennent le visiter. Persuadés que remplir une semblable lacune, ce serait à la fois servir la population et créer une nouvelle source de produits pour les capitaux qui commencent à affluer à Alger, nous avons conçu le projet de fonder en commandite un service d'omnibus qui, partant de l'hôpital du Dey (route de la Pointe Pescade), de 20 minutes en 20 minutes, desserviraient Alger, l'Agha, les deux Mustapha et la Maison-Carrée, en passant par le Jardin-d'Essai et Hussein-Dey. Ces voitures seraient au nombre de douze, construites en France sur le modèle le plus nouveau de Paris, à stalles et pouvant contenir commodément douze voyageurs. Chaque voiture aura son conducteur et son cocher en livrée ; elles seront convenablement relayées, et feront, en 14 heures de marche et partant du siège de l'administration, un total de 278 voyages par jour. Après avoir envisagé ce projet sous le point de vue de l'utilité publique, première condition de succès dans toutes les entreprises de ce genre, nous avons dû l'examiner en détail sous le rapport des bénéfices présumés qu'il pouvait offrir aux actionnaires. À cet égard, la première chose à faire, c'était de savoir le nombre approximatif des voyageurs parcourant la banlieue. Or, des renseignements administratifs certains, que justifient nos propres observations, nous ont convaincus que le mouvement de la population, dans un rayon de 4 à 5 kilomètres d'Alger, occupait journellement 160 voitures, et que la masse brute des recettes de ces voilures dépassait, par jour, 3.000 fr. dont un tiers peut être hardiment imputé au bénéfice des entrepreneurs ».
(septembre) - La presse coloniale rapporte : « Le préjugé des indigènes, qui croient que la peste est annoncée par les apparitions de sauterelles sahariennes, parait s'être communiqué aux Européens. Du moins, parmi ceux-ci, le bruit a couru plus d'une fois, depuis trois mois, que ce fléau sévissait tantôt sur un point, tantôt sur un autre. Bien que ces bruits se soient toujours trouvés sans fondement, ils ne laissent pas de se reproduire. Ainsi, on prétendait ces jours-ci que la peste était à la Maison-Carrée, assertion qui ne reposait absolument sur rien. […] En démentant de la - manière la plus formelle ce qui a été dit relativement à la Maison-Carrée, nous ajouterons que jusqu'au moment où nous écrivons la santé publique est très-satisfaisante, même sous le rapport des maladies qui règnent habituellement à cette époque de l'année ».
(6 novembre) - Un important incendie éclate dans les forêts et broussailles qui vont des alentours immédiats du fort de la Maison-Carrée jusqu'à ce qui était nommé Haouche Ben-Selama. Les autorités militaires françaises immédiatement accuser les indigènes (alors mêmes que ceux-ci avaient perdus deux meules dans l'incident). Mais, une enquête va par la suite établir que c'était des charbonniers italiens et maltais qui étaient à l'origine du feu.
1846
(18 mai) - Article de presse : « Notre premier soin, ne le perdons jamais de vue, doit être de nous établir sûrement, solidement et définitivement en Afrique ; pour cela nous ne devons rien négliger ; or, comme nous ne pouvons arriver à ce but que par des émigrations européennes, et surtout, disons-le encore, par des émigrations françaises, ce sont les colons européens qui doivent être d'abord l'objet de toute notre sollicitude et non pas des indigènes qui ne comprennent pas ce que nous faisons pour eux et qui n'ont répondu jusqu'à présent à toutes nos avances que par des trahisons multipliées ou par l'indifférence la plus profonde, à tel point qu'aux environs immédiats d'Alger, les Hadjoutes, les Krachna, les Beni-Khelill les Beni-Moussa et -ce qui est bien plus frappant encore- les Aribs qui ont planté leurs tentes autour de la Maison-Carrée à une heure de distance de la porte Bab-Azzoun, et qui viennent chaque jour au marché de la ville, sont encore exactement aujourd'hui ce qu'ils étaient il y a quinze ans. Et ce fait s'est répété sur tous les points du territoire, sauf quelques exceptions individuelles qui ne changent rien aux conclusions que l'on en doit tirer. Ne comptons donc pas sur l'élément indigène, nous ne devons rien en attendre d'ici à un laps de temps qui sera nécessairement fort long, mais comptons seulement sur l'élément européen, qui seul peut assurer notre domination et nous indemniser de nos sacrifices -nous n'aurons pas de trop de toutes nos ressources pour l'encourager et le favoriser. Plus tard, quand nous aurons pris possession de la terre d'une manière irrévocable, quand nous pourrons être certains de l'avenir, alors nous nous occuperons des Arabes. Jusque-là, bornons-nous à leur donner protection et justice ; soumettons-les à une police vigilante et cherchons encore si l'on veut, à agir sur l'enfance par l'éducation, mais n'allons pas plus loin ; nous ne leur devons pas davantage et toute autre conduite serait de la niaiserie politique. Si nous pouvons obtenir leur neutralité, nous aurons déjà beaucoup fait, et nous devrons nous en estimer très heureux ».
(3 novembre) – Une violente crue de l'oued El-Harrach provoque de grosses inondations à Maison-Carrée. Le reporter d'un journal colonial nous raconte le drame : « Les eaux couvraient tout le terrain compris entre les collines du Sahel, celle où est assise la Maison Carrée et toute l'étendue de la plaine que l'œil peut embrasser jusqu'au monticule de la ferme d'Oulid Adda. Vers 9h, l'inondation était dans toute son étendue et grossissait encore quoi que l'eau s'écoulât avec une fureur et une rapidité effrayantes ». L'article précise que sept des onze maisons qui constituaient le hameau à cette date avaient disparu dans la matinée, et qu’elles furent suivies d’une auberge nommée « La Nouvelle France » qui engloutit à elle seule une dizaine de personnes. Au total, il y eut 23 morts parmi les habitants et la situation était telle que le village aurait pu ne plus exister.
Tout était à refaire.

### 1846-1868: un nouveau départ
1847
(8 avril) - Après de longues négociations avec les Français, on annonce la reddition définitive de Ahmed Ben-Salem, ancien khalifa d'Abdelkader pour le Sebaou qui s'était retranché en Kabylie depuis la défaite et la reddition de l'Emir. Il est accueilli officiellement en ce jour par les autorités coloniales dans le bordj de la Maison-Carrée où il reçoit les honneurs militaires.
1848
(9 décembre) - Création officielle du "Département d'Alger", regroupant alors toute la partie centrale de l'Algérie.
1849
1850
Quatre années après la destruction quasi totale de la première installation de colons européens sur le site de Maison-Carrée, les quelques rescapés de la catastrophe de 1846 vivaient dans la plus grande misère, tandis que quatre familles espagnoles nouvellement arrivées de Mahon (Baléares) sont venues se joindre à eux. En guise d'aide, les autorités coloniales leur construisent un petit nombre de nouvelles maisons à titre gracieux, relançant ainsi le noyau du village.
1851

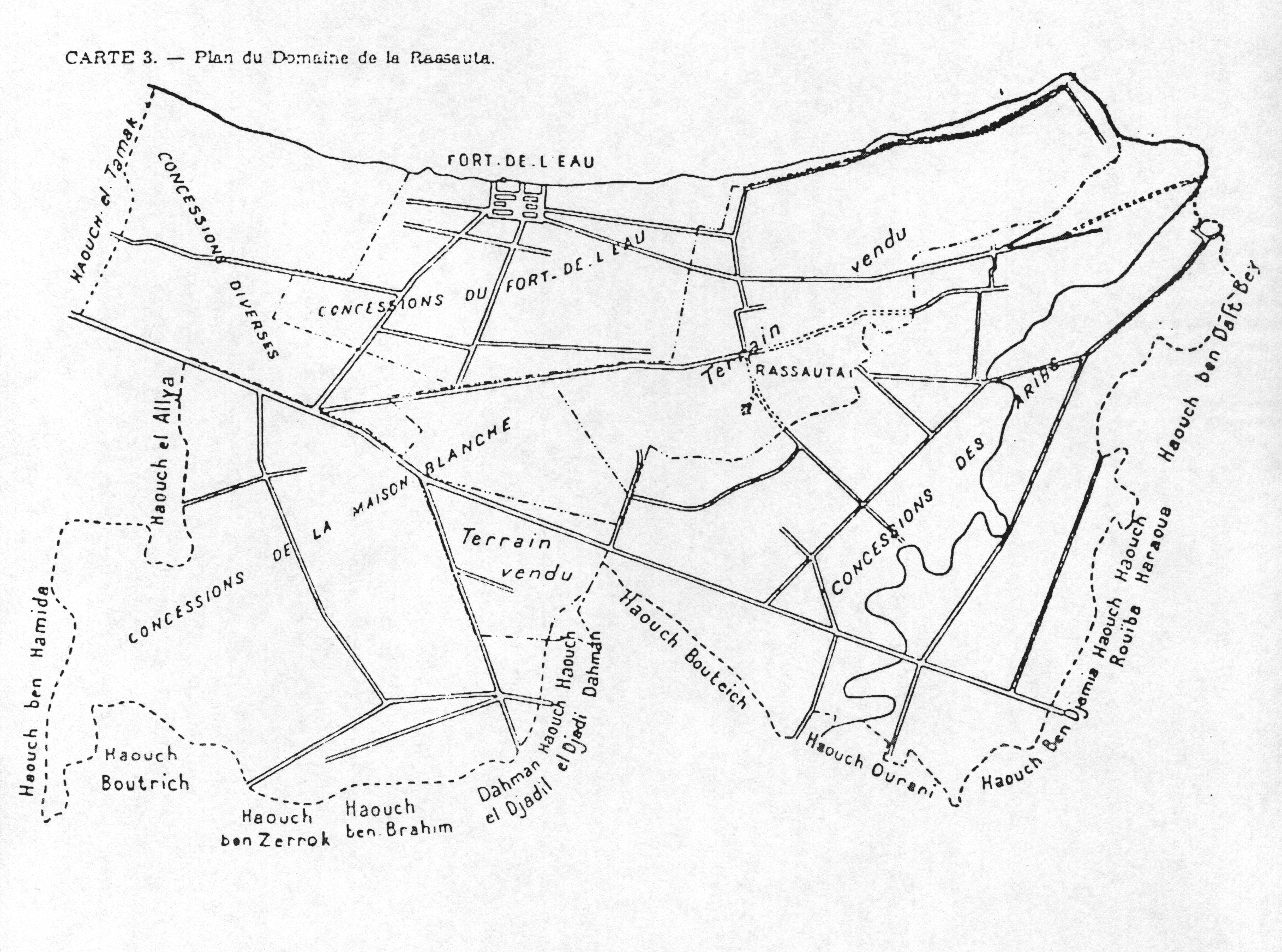
Plan (av. 1851) du domaine de la Rassauta et des territoires dépendants (Fort-de-l'Eau, Maison-Blanche, les Aribs), à l'exception de Maison-Carrée qui ne lui était pas encore attachée.

(22 août) - Par décret présidentiel daté de ce jour, le modeste hameau de Maison-Carrée est érigé en section administrative.
Il s'agit là de l'acte de naissance officiel de la future ville de Maison-Carrée. En même temps, le décret proclame le rattachement de Maison-Carrée (dépendant jusque-là de la commune d'Hussein Dey) à la commune de plein exercice de la Rassauta qu'on venait aussi de créer avec un certain François Trottier pour tout premier maire. Selon les registres de l'administration coloniale, le hameau et ses alentours comptaient à cette date 26 maisons (valant 92 000 francs d'époque), 11 hangars, 20 écuries ou étables, 8 greniers ou silos et 20 puits (d'une valeur de 26 150 francs). On y entretenait 38 chevaux, 18 mulets, 2 ânes, 213 bœufs, 107 vaches, 10 chèvres, 41 moutons et 97 porcs. Les fermes, qui totalisaient 1 383 hectares de concessions et 7 665 arbres plantés, étaient équipées de 36 charrues, 27 voitures et 8 tombereaux.
Pour ce qui est de la Rassauta, c'était un établissement colonial totalement artificiel et plutôt improvisé. L'idée des autorités était alors de réunir trois secteurs jusque-là distincts en une seule entité administrative : 1) le hameau de Maison-Carrée à l'extrême Ouest du territoire et avec la rive droite de oued l'Harrach pour limite ; 2) le hameau de Fort-de-l'Eau (51 maisons) sur la côte ; et, enfin, ce qui était proprement appelé à l'époque 3) « Concessions de la Rassauta », soit une série de fermes et de maisons étalées sur environ 8 kilomètres (depuis Fort-de-l'Eau à l'Ouest jusqu'au Haouch El-Merdja à l'Est), créé en 1835 par l'attribution d'un immense domaine de 3 000 hectares au prince polonais Sviatopolk de Mir-Misky. L'affaire du prince n'ayant pas réussi, il rétrocéda la propriété en 1844 à un comte espagnol qui se retirera à son tour l'année d'après. La réorganisation administrative de 1851 avait donc pour but de redonner vie à ce projet de colonisation officielle, mais l'affaire semblait à jamais marquée par l'improvisation : au moment de la création de la commune, le site de la Rassauta n'était encore qu'une ferme et on se résigna à installer provisoirement son centre administratif de la nouvelle commune hors de son territoire, à Hussein-Dey. Ce provisoire dura un moment, le chef-lieu fut d'abord transféré vers le hameau de Maison-Blanche (act. Dar El-Beïda), ensuite vers celui du Retour-de-la-Chasse (act. Bab-Ezzouar), toujours à titre temporaire. Pour finir, le chef-lieu sera établi à Maison-Carrée (act. El-Harrach) une dizaine d'années plus tard et, prenant définitivement acte de l'échec du centre de colonisation de la Rassauta, elle sera officiellement rebaptisée commune de Maison-Carrée.
(2 décembre) - Un coup d'Etat est mené en France par le prince-président Louis-Napoléon Bonaparte, qui abolit la IIe République et se proclame empereur sous le nom de Napoléon III.
Dans les jours qui suivent ce coup de force, plusieurs centaines d'opposants au nouveau régime sont arrêtés en France, notamment les républicains et hommes de gauche, et seront par la suite massivement transférés vers le bordj de Maison-Carrée qui se transforme ainsi en bagne pour prisonniers politiques.
1852
(18 janvier) - On signale la présence d'une panthère avec ses deux petits dans les broussailles qui s'étendent sur les deux bords de oued l'Harrach, entre la ferme Ouali-Dada à Maison-Carrée et le Gué-de-Constantine. Une battue est organisée en ce jour par les autorités locales afin de chasser le fauve.
1853
1854
1855
(9 juillet) - Par arrêté du ministère français de la guerre, le vieux bordj de la Maison-Carrée cesse de servir à la garnison et se voit transformé en prison exclusivement destinée aux « indigènes » algériens.
Selon le document, la mesure intervient sur proposition du Gouverneur Général de l'Algérie et était motivée par le fait que les centres pénitenciers du Sud de la France étaient saturés et qu'ils ne pouvaient plus recevoir les condamnés algériens qui étaient jusqu'alors transférés en France. Les bâtiments de l'ancien fort (déjà désaffecté depuis quelque temps et n'abritaient donc plus de troupes) sont ainsi transformés "provisoirement" en Maison centrale de l'Harrach, réservée aux individus algériens des deux sexes qui sont condamnés aux peines de réclusion, de travaux-forcés ainsi qu'aux peines correctionnelles supérieures à une année.
L'établissement pénitencier ainsi créé fut aménagé pour accueillir 500 prisonniers. Il en comptait déjà 300 à son ouverture, et il était soumis à la même réglementation que les "maisons centrales" qui existaient alors en territoire français, à la différence qu'il demeurait sous la juridiction du Ministre de la guerre qui en nommait le directeur et en réglait le budget. Il est donc clair que, aux yeux des contemporains, le bordj demeurait une installation militaire et que son affectation à cet usage civil n'était en principe que temporaire, mais qui durera finalement près de 60 ans.
((31 décembre) - On compte officiellement à cette date 310 habitants sur le territoire de Maison-Carrée, tous européens. Sur ce total, 60 personnes vivaient dans le village proprement dit, tandis que les 250 restants se répartissaient sur les diverses fermes et maisons isolées des alentours.
1856
(20 décembre) - La presse signale un débordement des eaux de l'Harrach à la suite d'une violente tempête.
(31 décembre) - Remaniement du territoire de la commune de la Rassauta par l'administration coloniale.
La commune comprend désormais « le territoire de la Rassauta proprement dit et ceux du Fort-de-l'Eau, de la Maison-Carrée avec la Maison-Blanche, d'Aïn-Taya avec Aïn-Beïda, Rouiba avec Matifoux, qui forment quatre sections de commune. La commune de la Rassauta est délimitée de la manière suivante : Au NORD, la mer depuis l'embouchure de Oued El-Harrach jusqu'à l'embouchure de Oued Reghaïa. À l'EST, l'Oued Reghaïa qu'on remonte jusqu'à l'endroit où il reçoit l'Oued El-Biar [...]. Au SUD l'ancienne route d'Alger et de Dellys jusqu'à sa rencontre avec l'Oued Khemis, qu'on remonte jusqu'à un petit chemin conduisant à la route d'Alger au Fondouk, et de ce dernier chemin jusqu'à son embranchement avec celui d'Alger à l'Arba. À l'OUEST, le chemin de l'Arba à Alger, qu'on parcourt du S. au N. jusqu'à sa rencontre avec l'Oued El-Harrach qu'on descend jusqu'à son embouchure, point de départ ». Ce réaménagement maintenait la limite Ouest de la commune de la Rassauta avec celle d'Hussein Dey le long de l'oued El-Harrach, ce qui faisait dépendre la rive droite de Maison-Carrée et sa rive gauche de deux circonscriptions différentes. De son côté Est, la limite de la section de Maison-Carrée (le hameau comptait 65 habitants à cette date) était fixée par ce qui était appelé Haouch Tamaris (du côté Nord de la RN5 jusqu'à la mer) limitrophe de la section de Fort-de-l'Eau, et par Haouch el-Aliya (au Sud de la RN5) et Haouch Ben Hamida (tout au Sud) qui jouxtaient la section de Maison-Blanche.
1857

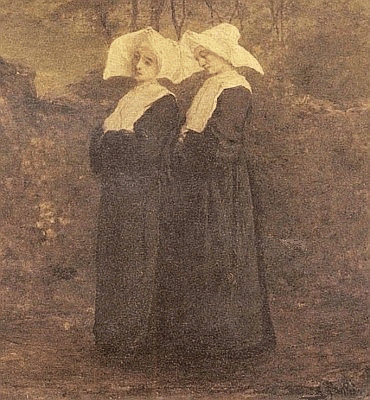
Toile intitulée « Les Filles de la Charité »du peintre Armand Gautier (1825-1894). fondée en France au XVIIe siècle, la congrégation catholique des Filles de la Charité de St Vincent-de-Paul était établie à Alger depuis 1842, où ses 52 nones assuraient des soins dans les hospices publics et créèrent des salles d’asile et des salles d'école gratuites comme à Maison-Carrée en 1860.

(janvier) - Pour subvenir à certains besoins du pénitencier de la Maison-Carrée, l'administration fait appel aux Sœurs de la Charité de St. Vincent-de-Paul dont l'ordre était installé à Alger depuis 1842, et à qui furent confiés la cuisine, la lingerie et l'infirmerie de la prison. Un prêtre, l'abbé Brissonet, leur fut aussi adjoint pour assurer le service religieux (et assurait en même temps le service pour les hameaux de Maison-Blanche, Houche-Hamidi et Rouïba), ce qui justifia la fondation d'une paroisse sur les lieux alors que le hameau de Maison-Carrée était encore très peu habité à l'époque.
Installées donc à Maison-Carrée, les religieuses furent logées au départ au premier étage de l'angle S.-O. du bordj et leur chapelle (installée dans un couloir séparant leur logement de celui du curé) devint automatiquement l'église paroissiale sous le nom de St George. Pour sa part, le logement du curé (situé au-dessus de la porte principale du fort qui donnait sur la route) va servir de presbytère (jusqu'en 1877). Quelques années plus tard, alors que la localité commençait peu à peu à prendre forme, la petite chapelle ne paraissait plus adéquate et l'on peut lire dans le compte-rendu des délibérations du Conseil Municipal du 19 mai 1862 le vœux de faire construire une véritable église paroissiale à Maison-Carrée, évoquant la promiscuité des lieux et la gêne que cela occasionne, particulièrement lors des enterrements où il faut porter les cercueils « perpendiculairement pour franchir l'escalier étroit et tortueux qui mène à la chapelle » et les mésaventures que cela avait occasionné sur quelques cadavres. Il faudra, toutefois, attendre plus d'une décennie avant de voir ce vœu se réaliser.
1858
Le village de Maison-Carrée compte à cette date 363 habitants, tous européens, parmi lesquels 108 espagnols. La population algérienne était encore inexistante dans le village à cette époque, mais on compte déjà près de 800 indigènes travaillant dans les nombreuses fermes et plantations coloniales du canton.
(1er février) - Madelaine Pons, fille d'un journalier, est la plus ancienne naissance conservée pour l'état-civil de Maison-Carrée.
- Un auteur français  évoque en décrivant la région d'Alger « La Maison Carrée (en arabe Bordj el H’arrach) où l’on passe l’Harrach sur un pont turc restauré et agrandi, et que domine le grand édifice qui lui a donné son nom, ancien fort devenu un pénitencier pour les condamnés indigènes ». En faut, jusque-là réservée aux condamnés algériens de droit commun, la prison maison-caréenne allait bientôt s'ouvrir aux prisonniers européens et accueillera, dans les années à suivre, l'essentiel des opposants politiques au régime de Napoléon III et deviendra le plus célèbre des bagnes français sous le IIe Empire.
1859
(23 novembre) - Sous l'effet de pluies torrentielles survenues dans la nuit, oued l'Harrach et ses affluents débordent de leurs lits et provoquent d'importantes inondations dans toute la partie centrale de la Mitidja.
Toutefois, le village de Maison-Carrée s'en est tiré sans grands dégâts cette fois-ci, si ce n'est la frayeur des habitants dont la mémoire était encore traumatisée par la catastrophe de 1846. Concrètement, c'est surtout ce qui était nommé Haouche Baraki qui a le plus souffert de ces inondations.    
1860
(Printemps) - Création de la toute première salle d'école dans l'histoire de Maison-Carrée.
Ce fut l'œuvre du curé du village, l'abbé Brissonet, qui -juste avant de quitter la ville en ce début d'année- parvint à mettre en place une modeste salle de classe, avec l'aide des Sœurs de St. Vincent et en faisant appel à la charité privée. Le Conseil municipal de Maison-Carrée se félicita de l'initiative et s'empressa de voter un budget pour l'entretien de l'institutrice, une religieuse appelée Sœur Couturié, et qui restera finalement en place jusqu'en 1900, soit près de quarante ans. Le bâtiment de ce premier établissement scolaire (situé en contrebas de l'actuel lycée Ourdida Meddad d'El-Harrach et qu'on appelait "École des Sœurs") subsistera jusqu'aux premières années de l'indépendance algérienne en 1962. Il abrite de nos jours un établissement spécialisé dans l'enseignement aux jeunes sourds-muets.
- L'abbé Calvet devient curé de l'église de Maison-Carrée. Il restera en poste plus de 14 ans.
(18 septembre) - L'empereur Napoléon III visite pour la deuxième fois l'Algérie.
Accompagné de son épouse l'impératrice Eugénie, il passe cette journée à Maison-Carrée ou de grandes festivités sont organisées par les autorités coloniales en leur honneur, notamment une frande fantasia de cavaliers des diverses tribus de la région.
1861
(9 janvier) - Un débordent de l'Harrach provoque d'importantes inondations à travers la Mitidja, et tout particulièrement à Maison-Carrée.
La presse algéroise  rapporte à ce sujet : « La Mitidja n'est plus qu'un vaste lac. La première nouvelle du désastre nous a été donnée hier par un de nos abonnés. Parti d'Alger à 11h pour se rendre à la Rassauta, il dut s'arrêter au pont de l'Harrach qu'il ne put franchir. Le village de la Maison-Carrée était submergé ; plusieurs habitants avaient dû abandonner leurs demeures et se réfugier dans le fort. Depuis ce matin, l'Harrach ne cessait de charrier des matériaux de toutes sortes, tels que madriers, poutres, planches ... etc. Des ponts entiers, appartenant à des particuliers, avaient été enlevés et étaient venus se briser contre les arcades du pont dit Romain. Des bœufs, des moutons et des amas considérables de foin et de paille, provenant de meules enlevées par les eaux, ont été entraînés vers la mer. La diligence venant de l'Arbah a dû rétrograder à la hauteur de la propriété Gimbert. À ces détails, nous ajouterons les suivants, fournis par des témoins oculaires : c'est à 7h30 du matin que la crue des eaux a commencé à se faire sentir hier, à la Maison-Carrée. Cependant la circulation a été possible jusqu'à 2h de l'après-midi. L'inondation a atteint sa plus grande violence entre minuit et 3h du matin, et c'est seulement à partir de 6h de la matinée d'aujourd'hui qu'elle a commencé à décroître. L'eau est montée jusqu'à un 1,50 m dans les maisons situées dans la partie basse du village, et jusqu'à 20 cm dans l'auberge du Vieux-Sergent, placée sur la hauteur. Les habitations qui ont le plus souffert sont celles sieur Bose, forgeron, et de madame Juane Gomila, qui tenait un café à l'entrée du village à droite. À 3h, aujourd'hui, quelques Arabes ont traversé à gué le bas du village et la route de l'Arbah ; les voitures ont commencé à passer à 4h30 ».
(9 avril) - Sous le titre de "Trésor à Maison-Carrée", la presse algéroise rapporte : « Une nouvelle curieuse, s'est répandue ces jours-ci a Alger. On prétend que peu après la prise d'Alger, le chef des janissaires casernés à la Maison-Carrée serait parti pour la Tunisie après avoir enfoui sous la porte du bordj une somme de quatre millions de francs. Il y a six ans environ, un Arabe qui connaissait le secret de la cachette vint s'assurer que rien n'y avait été dérangé, puis il repartit pour Tunis sans parler de l'affaire a personne. Cet Arabe est mort depuis, mais avant de mourir il a confié le secret à un habitant de Tunis. Celui-ci est arrivé, il y a quelque temps, à Alger. Il a commencé par reconnaître que la cachette était intacte et telle qu'on la lui avait décrite. Puis il est allé faire une déclaration à l'autorité française en réclamant la moitié des sommes qui seraient découvertes sur ses indications ; on la lui a promise ; on a formé une commission d'employés de l'intendance militaire et des domaines, et tout le monde est parti pour la Maison-Carrée. On va faire les fouilles nécessaires. Aboutiront-elles à quelque résultat ? Nous le souhaitons, mais nous ne pouvons nous empêcher d'être un peu incrédules, tant d'espoir de découvertes semblables s'est souvent trouvé vain depuis notre arrivée en Algérie ».
(30 juin) - Un dénombrement de la population du département d'Alger compte un total de 5.127 habitants (2.660 européens et 2.467 indigènes) sur le territoire de la commune de la Rassauta, dont 1.295 (641 européens et 654 indigènes) dans la section de commune de Maison-Carrée seule.
(8 août) - À la suite d'un changement de résidence, le maire François Trottier démissionne de son poste dans la commune de la Rassauta, et laisse la place à Aristide Tisserand qui était jusque-là adjoint au maire pour la section de Maison-Carrée.
(22 août) - Par décret impérial, le hameau de Maison-Carrée est officiellement érigé en centre-annexe de la commune de la Ressauta.
Le même texte fixe le conseil municipal de la commune de la Rassauta à 11 personnes (4 français, 2 étrangers européens et 1 indigène musulman) en plus du maire et de trois adjoints (1 pour le chef-lieu, 1 pour la section de Maison-Carrée et 1 pour celle de Fort-de-l'Eau).
A cette date, le petit village de Maison-Carrée comptait une population -encore exclusivement européenne- de 216 habitants.
(25 décembre) - À la suite du remaniement administratif effectué en août, un arrêté de la préfecture d'Alger désigne un nouveau conseil municipal pour la commune de la Rassauta.
Est ainsi nommé maire le colon Alexandre Van-Maseyk, alors qu'Adolphe Cordier est désigné maire-adjoint pour la section de Maison-Carrée où tous les deux ont d'importantes propriétés. Les autres membres du conseil sont tout simplement reconduit, à savoir : Charles Mauge comme maire-adjoint pour la section de Fort-de-L'Eau ; les propriétaires Jacques-Eustaches Aumont, Alexandre Boulanger, Pierre Valentin et Onesyme Pasquier comme conseillers municipaux français ; Segui Ramon et M. Juanico comme conseillers européens étrangers et enfin un agriculteur nommé Mohamed b. Ali comme conseiller indigène musulman.
1862
(3 avril) - Un arrêté préfectoral daté de ce jour autorise un certain "Jean Michel à établir une briqueterie à deux fours, sur un terrain de la propriété Dupy, au lieu-dit Haouche Caïd-Ahmed près de la Maison-Carrée, commune de Kouba".
(mai) - Un marché hebdomadaire aux bestiaux est officiellement crée à Maison-Carrée.
Institué par un arrêté de la Préfecture d'Alger, le marché fut initialement lancé pour la journée de Jeudi de chaque semaine, avant qu'un deuxième décision préfectorale ne le transfère vers le Vendredi à partir de décembre 1862. Depuis lors, appelé communément par les algériens Sûq el-Mâl ("Marché aux Bestiaux"), Sûq el-Djem'â ("Marché du Vendredi") ou simplement Sûq El-Harrâch ("Marché de Maison-Carrée"), le marché -idéalement situé sur la route d'Alger à l'époque- connaîtra très rapidement le grand succès pour devenir, 20 années, plus tard le plus grand marché d'Algérie et un des plus importants de toute l'Afrique du Nord.
(15 août) - Inauguration officielle de la ligne ferroviaire Alger-Blida, la toute première infrastructure de chemin de fer dans l'histoire de l'Algérie.
Projetée par les autorités coloniales dès 1844, cette liaison avec Blida est approuvé par le Conseil général de la province d'Alger en mars 1847 dans le cadre d'une ligne Alger-Oran dont elle devait être la première étape. Les travaux commencent en mai 1858, sur un tracé qui fut établi sur la base du moindre coût possible, ce qui imposa le choix du passage par Maison-Carrée, seul point de transit commode vers la Mitidja en venant d'Alger car il permettait aux ingénieurs d'éviter les collines du Sahel. Une fois les premiers travaux de terrassement achevés par des unités de l'armée française, la réalisation de la ligne est confiée à la société concessionnaire PLM (Paris-Lyon-Méditerranée) qui fut sélectionnée, parmi les six compagnies ferroviaires françaises de l'époque, du fait qu'elle était la plus proche géographiquement de l’Algérie et, de ce fait, le type de voie ferrée de cette première ligne algérienne sera la voie large qui était celui de la ligne Paris-Marseille, alors que tandis que les gares étaient bâties selon le modèle adopté pour la Bourgogne. À Maison-Carrée, cette première gare restera en activité jusqu'à la fin des années 1980, avant d'être démolie dans le cadre d'un grand programme de modernisation des chemins de fer par le gouvernement algérien et remplacée par la gare actuelle de la SNTF d'El-Harrach.
1863
(31 juillet) - Alexandre Van-Masseyk, maire de la Ressauta et grand propriétaire terrien à Maison-Carrée et sa la région, est nommé au conseil général de la province d'Alger en remplacement d'un certain M. Martin démissionnaire. Son mandat devait courir jusqu'en 1866.
- Mise en service du Moulin Sainte-Corinne à Maison-Carrée.
Érigé sur la rive gauche de oued l'Harrach (le quartier qui existe sur les lieux de nos jours se dit encore Sinkouri en langage populaire) par un colon français du nom de Depuis, cette petite usine est la plus ancienne minoterie de Maison-Carrée et, en même temps, la toute première source d’électricité que connut la localité. Rachetée en 1873 par Marius de Soliers (dit aussi Dessoliers), elle restera encore fournisseur exclusif de Maison-Carrée en électricité jusqu'en novembre 1903, date à laquelle la concession sera transférée à la Société Algérienne d’Éclairage & de Force pour une durée de 30 ans.
1864
1865
Selon un dénombrement, la population du canton de Maison-Carrée (annexe de la commune de la Rassauta), se chiffre cette année à 1 659 habitants.
(16 janvier) - Très tôt le matin, on signale un tremblement de terre à Maison-Carrée et ses alentours.
(24 juillet) - Menant une visite officielle en Algérie, l’empereur Napoléon III fait une halte en ce jour dans le village de Maison-Carrée. Ainsi, dès que le cortège impérial traverse le pont de l'Harrach, il est accueilli sur la rive droite par Aexandre Van-Maseyk, maire de la Rassauta, qui fit une allocution à cette occasion. Le cortège prend ensuite le chemin de l’Est et passe par l'ancien fort de Maison-Carrée qui abritait alors la prison. À ce moment précis, l'empereur aurait été interpellé par une femme algérienne qui demanda grâce pour son fils emprisonné et qui lui fut accordée.
1866
(25 avril) - On signale une importante invasion de sauterelles à Maison-Carrée et ses alentours. La propriété d'un certain M. Cauday fut particulièrement touchée, et les autorités mettent à sa disposition 100 détenus de la prison de l'Harrach pour essayer chasser les insectes nuisibles.
(22 août) - Alexandre Van-Masseyk est reconduit pour un nouveau mandat de conseiller général de la province d'Alger pour le compte de la circonscription de la Rassauta (dont faisait partie Maison-Carrée) dont il était encore le maire.
1867
(22 janvier) - Création d'un poste d'interprète au pénitencier de la Maison Centrale de l'Harrach à Maison-Carrée.
(10 mai) - Tenue du premier « Conseil de Fabrique » de Maison-Carrée. La réunion eut lieu au presbytère du village en présence de son premier président, Adolphe Cordier, et des membres fondateurs Van-Maseyk, Gimbert et le Comte de la Villière qui possédaient à eux quatre toutes les propriétés de la commune à cette époque.
1868
La population du village de Maison-Carrée dépasse le seuil de 1 000 habitants.

### 1869-1882: une petite ville en plein essor
La fin des années 1860 marque un véritable essor démographique pour la petite localité de Maison-Carrée, essentiellement par l'afflux de nouveaux colons catalans et mahonnais. Le petit hameau passe ainsi d'environ 200 habitants à plus d'un millier en 1868, alors que sur l'ensemble du territoire communal de la Rassauta le nombre des habitants stagnait à 1 690. Cette évolution rapide de Maison-Carrée fut aussi renforcée par un certain essor économique, essentiellement dû à là la création du marché aux bestiaux et à la construction du chemin de fer.
Tout cela contrastait avec l'échec du centre de colonisation officiel qu'était censée être la Rassauta. Misant sur les terres fertiles de cette zone, le rattachement du petit hameau de Maison-Carrée (qui dépendait jusqu'alors d'Hussein-Dey) comme annexe à la Rassauta lorsque celle-ci fut promue en commune de plein exercice en 1856 s'inscrivait dans cette même démarche. Mais, à la fin des années 1860, l'administration coloniale constatera définitivement l'échec du projet de la Rassauta et, prenant acte du fait que le site de Maison-Carrée abritait près de 80 % de la population européenne de la commune, décidera d'y transférer officiellement et le chef-lieu de la circonscription.
1869
(31 juillet) - Alexandre Van-Masseyk, maire de la Rassauta, obtient un nouveau mandat de trois ans au conseil général de la province d'Alger.
(14 août) - Par décret impérial, le chef-lieu de la commune de la Rassauta est transféré à Maison-Carrée et ladite circonscription rebaptisée "commune de Maison-Carrée". Le territoire de la commune demeurerait tel que fixé en 1856, et le corps municipal gardait la même composante et la même organisation qu'avant : un maire ; cinq adjoints (dont quatre devaient résider dans chacune des sections qui composaient la commune), huit conseillers municipaux (dont cinq Français ou naturalisés français, deux étrangers européens et un indigène musulman) : Alexandre Van-Maseyk fut maintenu comme maire et Adolphe Cordier demeurait son adjoint pour la section de Maison-Carrée.
- Le cardinal Charles Lavigerie, archevêque catholique d’Alger, fait construire un grand monastère à Maison-Carrée.
Erigé sur une petite colline surplombant la mer, à environ 2 km du village de Maison-Carrée, le monastère est baptisé du nom de Saint-Joseph. Un an plus tard, Lavigerie en fera un noviciat et y installera la maison-mère de l'Ordre missionnaire des Pères Blancs qu’il venait de fonder, et il en confia la direction au moine jésuite François-Joseph Desbillons.
Dès lors, les moines appelés Pères Blancs commencent à aménager les vastes terrains qui entouraient le couvent, plantant en premier lieu un grand vignoble qui prendra le nom de Domaine d'Oulid Adda, et qui se fera rapidement connaître entre par un son muscat de l'Harrach. En octobre 1874, l'abbé Charmelant décrira avec fierté les résultats obtenus par les Pères Blancs à Maison-Carrée : « Cette propriété, qui est aujourd'hui notre maison mère, était, il y a six ans, un immense territoire couvert de broussailles, de palmiers nains et que le voisinage des eaux croupissantes de l'Harrach rendait des plus malsaines. En 1869 et 1870, à mesure que les broussailles s'arrachaient, nous y avons planté une quantité considérable d'Eucalyptus en massifs et en allées le long de nos champs ou de nos vastes jardins, ce qui donne à cette propriété nouvelle l'aspect d'un vieux domaine aux arbres et aux forêts séculaires. Mais le résultat le plus merveilleux, c'est que la fièvre intermittente qui venait si souvent arrêter nos orphelins dans leurs travaux agricoles a disparu peu à peu, en sorte qu'aujourd'hui cette propriété est une des plus saines des environs d'Alger, après avoir été la plus fiévreuse ».
Bien plus tard, en 1899, cette grande et florissante plantation sera officiellement rachetée par la Société Immobilière & Agricole de l’Harrach. On change alors l'ancien nom et cette de Domaine d'Oulid Adda en Les Coteaux de l’Harrach. En réalité, ladite société était une propriété de la congrégation des Pères-Blancs et elle était dirigée par des ecclésiastiques, cette transaction n'étant qu'une astuce mue par la crainte de voir l’État faire mainmise sur ce bien ecclésiastique, à une époque où foisonnaient en France les politiques anticléricales et les lois relatives à la laïcité.
Après l’indépendance de l'Algérie en 1962, les anciens terrains des Pères-Blancs seront peu à peu recouverts par les habitations et les cités qui constituent de nos jours le quartier de Mohamadia (ex. Lavigerie), ainsi que les deux lycées Abane Ramdane et Ahmed Taoufik El-Madani. Le bâtiment principal du couvent, celui qui abritait la maison-mère de l'Ordre à l'origine, devint un institut public de formation professionnelle alors que le bâtiment annexe (l'ancien orphelinat) fut converti en centre spécialisé dans l'enseignement aux enfants handicapés. Mais tout cet ensemble fut finalement démoli en 2014, laissant place au complexe de la Grande Mosquée d'Alger dont la construction fut achevée en 2018.
1870
(10 mars) - Un fait divers, daté de jour et rapporté dans la presse locale, indique qu'il existait à cette date une brigade de gendarmerie à Maison-Carrée et que certains habitants s'adonnaient à la pêche sur l'Harrach pour gagner leur vie.
(20 mai) - Un décret impérial promulgué en ce jour crée officiellement la commune d'Hussein-Dey (jusque-là simple section de la commune de Kouba) et fixe ses limites à l'article 2 comme il suit : « La commune d'Hussein-Dey conserve les limites de l'ancienne section de même nom, sauf en ce qui concerne la partie qui est voisine de la commune de Maison-Carrée. De ce côté, la commune aura pour limite le pont viaduc du chemin de fer et les dépendances à partir du pont viaduc jusqu'à, et y compris la maison portant no 12, la barrière fixée en face de la maison portant le no 12 avant le moulin Saulière et de cette barrière une ligne droite jusqu'à l'Harrach ».
(14 septembre) - Par arrêté de la Préfecture d'Alger, les territoires des deux localités de Maison-Blanche et Fort-de-L'Eau sont séparés de la commune de Maison-Carrée pour former une nouvelle circonscription administrative en reprenant le nom de Commune de la Rassauta.
Il y eut toutefois une querelle entre les deux administrations sur la délimitation exacte de leurs limites communes, ce qui nécessita une enquête de la préfecture et l'émission d'un arrêté complémentaire précisant que « Les limites séparatives entre les communes de Maison-Carrée et la Rassauta sont fixées comme il suit : 1° L'Oued Boumsia, depuis sa rencontre avec le chemin de Larbaa à la Réghaïa jusqu'à l'Oued Smar ; 2° L'Oued Smar, depuis son embranchement avec l'Oued Boumsia jusqu'au point où il est canalisé ; 3° De ce point, l'Oued Smar canalisé jusqu'à sa rencontre avec la route médiane, et sa continuation pendant un parcours de 1.230 mètres environ, jusqu'à la rencontre d'un canal privé formant la limite entre les propriétés Cordier à l'Ouest et Sénéclause à l'Est ; 4° Ce canal privé formant un coude à l'Est, entre la propriété Cordier à l'Ouest et la propriété Mantout à l'Est, jusqu'à la route d'Alger à Dellys et Constantine ; 5° Cette route à l'Ouest sur un parcours de 30 mètres environ jusqu'à un chemin d'exploitation se dirigeant vers la ferme Villa ; 6° Ce chemin jusqu'à une haie de cactus qui limite la ferme Villa avec la propriété Bernis ; 7° La haie de cactus jusqu'à un autre chemin se dirigeant vers la mer en ligne droite, et cette droite prolongée jusqu'à la mer ».
- Selon un dénombrement de population, la commune de Maison-Carrée compte à cette date un total de 1 693 habitants, dont 1 053 européens (62 %) et 640 musulmans (38 %). Toutefois, les Européens occupent l'essentiel de la ville alors que les populations musulmanes vivent encore en grande majorité dans les zones extra-urbaines de la commune.
1871
(19 avril) - La presse locale rapporte que l'insurrection subite des tribus kabyles ralliées au Bachagha al-Mokrani provoque un mouvement de panique dans l'Est de Mitidja, provoquant l'exode de certaines populations européennes des régions de Rouïba et de Réghaïa vers Maison-Carrée, en ayant emporté avec eux tous leurs troupeaux.
(31 octobre) - En complément des décisions prises en 1866 de diviser le département d'Alger en circonscriptions électorales pour élire les délégués des communes au Conseil général du département, un arrêté préfectoral daté de ce jour fixe le nombre et la distribution des sections municipale.
Pour ce qui concerne Maison-Carrée, la commune constitue une seule section et ouvre droit à l'élection de 9 conseillers généraux (6 français, 4 étrangers européens et 2 indigènes musulmans).
(27 novembre) - Elections municipales en Algérie.
1872
- Les nommés Feradi Ould Salem, Mohamed Ould Daho b. Chadedi et Larbi Ould Si Kaddour, tous condamnés par la justice coloniale pour des affaires de droit commun, s'échappent des mains de la gendarmerie à Maison-Carrée où ils étaient emprisonnés, et rejoignent aussitôt la bande du célèbre bandit Bouziane dans l'Oranais.
(23 décembre) - Un certain Bourlier est élu au conseil général du département d'Alger pour la circonscription de Maison-Carrée.
1873
(19 octobre) - Après maintes péripéties et des années d'attente, une église catholique est enfin construite à Maison-Carrée. Baptisée du nom du Sacré-Cœur de Jésus, la nouvelle église est officiellement consacrée en ce jour par le Cardinal Lavigerie, archevêque d'Alger.
Annoncé dès 1869 par le curé du village, l'abbé Calvet, l'édifice fut conçu par un bureau d'architecte algérois (Frères Mazali) et réalisé par les entrepreneurs Mangellas & Lespasé pour un budget de 40.000 Francs d'époque rassemblés auprès de divers donateurs locaux. On fit toutefois face à des difficultés financières au cours de la réalisation et il fallut une demande formelle du Cardinal au Gouverneur Général d'Algérie pour obtenir une aide de 10.000 Francs des autorités et achever le projet.
1874
(Mars) - Un bureau télégraphique est ouvert pour la première fois à Maison-Carrée.
(4 avril) - La presse rapporte le meurtre d'un certain Barthélemy Sintès par son ami Jean Myr, tous deux employés comme domestiques et résidents chez un fermier de Maison-Carrée, M. Florit. L'affaire suscita beaucoup d'émotion dans le village.
(juin) - Une nouvelle invasion de sauterelles est signalée à Maison-Carrée et sa région.
(31 octobre) - Un arrêté du Gouverneur général d'Algérie réorganise le département d'Alger selon 26 circonscriptions électorales.
À cette occasion, Maison-Carrée devient chef-lieu de la 10e Circonscription qui recouvrait recouvre les communes de Maison-Carrée proprement dite, ainsi que celles de Réghaïa, la Rassauta, Aïn-Taya, l'Alma (act. Boudouaou), St.Pierre-et-St.Paul et Fondouck.
- Après le décès de l'abbé Calvier, un certain Sabatiet lui succède comme 3e curé de la paroisse catholique de Maison-Carrée.
(novembre) - Parmi la liste des travaux communaux autorisés par l'administration coloniale au cours de ce mois, on peut noter pour la commune de Maison-Carrée ceux relatifs à un "Etablissement du marché sur un nouvel emplacement pour un montant de 16.600 francs".
Le document ne donne pas plus de précisions sur le marché concerné, ce qui laisse penser qu'il s'agissait du grand marché hebdomadaire qu'abritait la ville, et qui aurait été donc situé à un endroit différent que celui, juste derrière le bâtiment de la mairie (qui n'existait pas encore à cette date), qu'on lui connaitra par la suite jusqu'en 1953.
1875
1876
(1er janvier) - La commune de maison-Carrée compte une population totale de 1.695 habitants.
- L'Abbé Lecorchet succède à Sabatier à la tête de la paroisse catholique de Maison-Carrée, devenant le 4e curé dans l'histoire de la ville.
1877
(16 décembre) - Une violente crue de l'Harrach frappe Maison-Carrée.
1878
(juin) - De grands travaux de transformation sont effectués sur le vieux pont ottoman de l'Harrach à Maison-Carrée.
Des projets de remplacement du vieux pont turc de Maison-Carrée sont évoqués par les autorités coloniales dès août 1851. Mais, l'idée restera au stade de vœux jusqu'en 1875 où on évoqua la construction d'un nouveau pont, à la fois parce que l'ancien ouvrage devenait trop exigu par rapport à la croissance importante du trafic sur cette route stratégique, mais aussi pour avoir constaté que sa forme en arcades étroites le transformait carrément en barrage lors des crues de oued l'Harrach, et que cela favorisait le fléau des inondations dans la petite ville de Maison-Carrée. La direction des travaux publics proposa alors au gouvernement de la colonie de modifier le pont existant pour corriger ces problèmes, mais il faudra attendre l'été 1878 pour voir aboutir ce dernier projet.
Ainsi, l'ancien pont turc (dont la dernière restauration connue datait de 1736) fut consolidé sur ses deux extrémités, tandis que sa partie centrale et ses arcades en pierre sont supprimés et remplacés par un long tablier métallique, de 4 mètres de largeur, appuyé sur une seule assise étroite. Au cours des travaux, à partir du 19 juin 1878, la circulation sera partiellement déviée vers une passerelle en charpente, tandis que les troupeaux d'animaux et les convois de gros tonnage se verront obligés de traverser l'oued à gué. Une fois achevée, cette nouvelle configuration changea totalement l'apparence du pont de l'Harrach, mais elle ne va finalement durer qu'une trentaine d'années puisque l'ouvrage sera totalement démantelé en 1911 et remplacé par le pont en béton que nous connaissons encore de nos jours à El-Harrach sous le nom de "Pont du 8 Mai 1945" ou, plus communément, "Pont Blanc".
1879
- La compagnie PLM inaugure la deuxième ligne ferroviaire en Algérie. Reliant Alger à Constantine, la nouvelle ligne se détache de la ligne Alger-Blida-Oran à Maison-Carrée dont la gare devient ainsi un embranchement de toutes les lignes à destinations d'Alger, consacrant et renforçant son rôle de porte obligée de la capitale algérienne. Par ailleurs, cette nouvelle desserte vers l'Est dotera la commune de Maison-Carrée d'une seconde station au niveau de l'Oued Smar.
- Dans un article de presse [143] évoquant l'industrie du lin en Algérie, on peut lire ce qui suit : « Il s'était monté dans l'intervalle à Aïn-Taya, localité située à 20 km d'Alger, ainsi qu'à Maison-Carrée, deux petites usines de teillage ; elles avaient succombé en 1873 et le matériel en avait été dispersé. Tout récemment, il vient de se former, sur les bords de la petite rivière l'Arrach, à dix minutes de son embouchure et à 8 km d'Alger, entre Hussein-Dey et Maison-Carrée, sous la raison sociale Hartog & Cie, un nouvel établissement établi dans le but d'étudier le rendement d'une broyeuse-teilleuse pour laquelle il a été pris dernièrement un brevet en France : cette usine expédie couramment une certaine quantité de lin teillé à l'étranger ».

1880
1881
(19 avril) - Un document administratif fait état du paiement par la commune de Maison-Carrée d'une somme de 15 000 francs en mars, en guise de quote-part dans les travaux de construction de caniveaux pavés avec bordures de trottoirs sur la RN n° 5 pour la partie de son tracé qui traverse le village.
- Félix Déssoliers, et propriétaire des Moulins Déssoliers à Maison-Carrée et grand colon européen dans la région, est élu député algérien au parlement français.
(28 décembre) - Un dénombrement de la population donne un total de 1.567 habitants pour l'agglomération de Maison-Carrée, et 3.049 habitants pour l'ensemble de la commune.
Par la même occasion, le document énumère l'ensemble des hameaux et centres de peuplement qui constituaient à l'époque le territoire de la commune de Maison-Carrée, ce qui peut nous donner une idée sur l'origine ancienne de certains toponymes qui existent encore de nos jours dans la région d'El-Harrach. Les lieux cités dans le document sont repris ici dans l'ordre et suivant l'orthographe qui y figure : Oulid-Adda, El-Alia, Oued-Smar, El-Tamek, Ben-Hamida, Boutreiek, Aïn-Skhouna, Ouled-Félite, Nehidi, Ouled-Ahmed, Bou-Fasli, Ouled-Ferrah, Schraba, Sïda-Fokania, Seïda-Tahtania, Mimouna, Ben-Amar, Chamely, Ben-Cheab, Ouled-Chaouche, Ben-Athmen et Ben-Abdeltif.

### 1882-1920: une petite ville qui s'industrialise
1882 : l'industriel Antoine Frédéric Altairac (d) , colon français établi à Alger depuis 1843, installe une usine de tannerie-corroierie à Maison-Carrée.

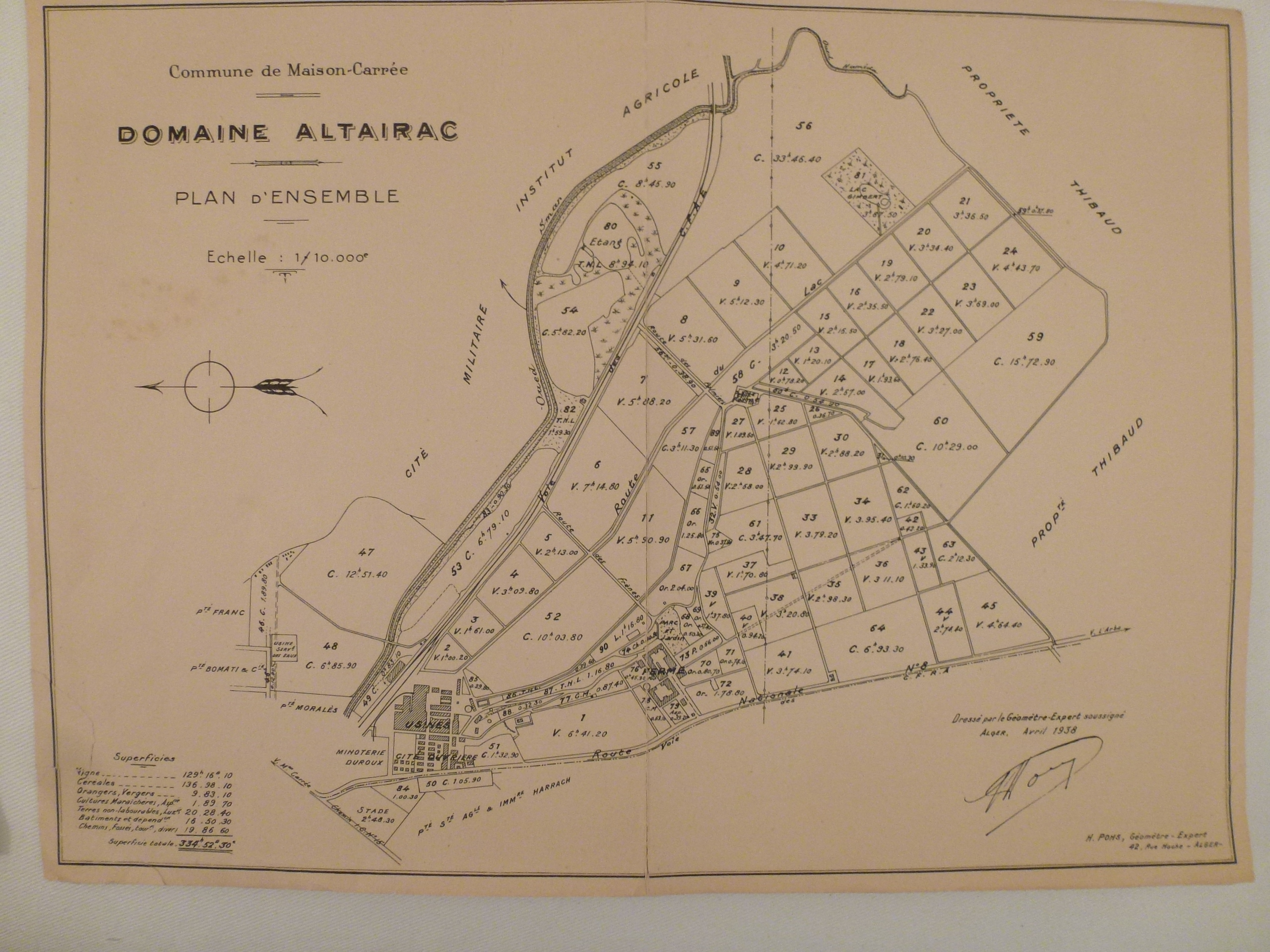
Plan (daté d'avril 1938) du domaine Altairac à Maison Carrée.

Occupant un terrain de 300 hectares se situant alors à la sortie Sud du village de Maison-Carrée, la zone (qui s'appelle encore de nos jours « Lantirak » dans le langage populaire local) se trouve aujourd'hui en amont du quartier Kourifa à El-Harrach. À l'origine, cette propriété s'appelait Haouche Aïn-Skhouna (parfois orthographié Ain-Schrouna sur les documents français) et abritait une plantation agricole qu'un autre colon du nom de Gimbert avait acquise dans les années 1848 puis revendue à Antoine Altairac en 1878. Cette tannerie, qui devait alimenter en cuirs les autres manufactures algéroises d'Altairac, est donc la première véritable industrie installée à Maison-Carrée et même l'une des toutes premières en Algérie.
La fabrique employait au départ quelque 150 personnes puis, en 1885, il y sera adjoint une briqueterie-tuilerie de 200 employés alors qu'on maintenait une partie des terrains pour diverses productions agricoles : un vignoble, des orangers, des céréales et même des mûriers pour un élevage de ver à soie), ainsi que des étables où on élevait des mulets, là encore pour les besoins de l’armée coloniale en Algérie.
Alors que la main-d’œuvre industrielle était toute européenne au début (essentiellement des ouvriers espagnols), les employés de la partie agricole du site (environ 100 personnes) étaient déjà en partie constitués d’Algériens indigènes. Au vu de la taille encore modeste du village de Maison-Carrée à cette époque, cet afflux de travailleurs marquera deux tournants qui vont influer grandement sur l'évolution de la ville par la suite. Le premier est la transformation progressive de la population européenne en prolétariat industriel alors que la région avait jusque-là un caractère exclusivement agricole, ce qui va déjà transformer la politique locale comme nous le verrons plus loin. Le second aspect important est que cette transformation va aussi commencer à drainer des populations algériennes de l'intérieur du pays qui viendront désormais à Maison-Carré pour cherche des opportunités de travail permanent, et non plus seulement comme lieu de transit ou comme place de négoce que leur offrait le grand marché du vendredi. Pour s'en rendre compte, il suffit d'observer que la population totale de Maison-Carrée dans les années 1880-1885 avoisinait les 3 500 habitants (dont les 2/3 étaient encore des Européens), alors que les usines Altairac allaient vite occuper près de 500 personnes en emplois directs. Plus tard, des logements seront installés pour les manœuvres ainsi qu'une petite école, ce qui donnera au site les airs d'un faubourg prolétaire dans une localité qui avait jusque-là une vocation agricole et commerciale pour l'essentiel.
- Fondation de la distillerie Bomati & Botella à Maison-Carrée.
Lancé au départ par deux européens de Maison-Carrée, Vincent Bomati et M. Botella, l'établissement se spécialisa dans la production d'une liqueur d'anisette commercialisée sous le nom de Anis-Diamant, et qu'ils obtenaient -disaient-ils- par un procédé de distillation qui serait de leur propre invention. L'affaire fut par la suite reprise par Botella seul puis, après sa mort en 1923, devint Ets. Veuve Botella & Frères. Le produit, qui était âprement très apprécié des Européens à Alger, sera commercialisé jusqu'au début des années 1940 avant de disparaître.
La distillerie occupait le rez-de-chaussée d'une maison qui existe encore de nos jours à El-Harrach. Elle se situe à l'angle de la rue de la villa mauresque qui abrite la section FLN (qasma) d'El-Harrach et de l'ancienne salle de cinéma Le Ritz.
(23 octobre) - Le Conseil général du département d'Alger redéfinit les composantes des conseils municipaux de sa juridiction. Celui de la commune de Maison-Carrée est alors porté à 12 conseillers dont 8 français, 2 étrangers européens et 2 musulmans.
(15 novembre) - Une élection au Conseil général du département d'Alger est organisée dans la 10e Circonscription (qui couvrait les communes de Maison-Carrée, l'Alma, Menerville, Blad-Guitoun, Aïn-Taya, Fondouk et St-Pierre-St-Paul), à la suite de la démission du conseiller Arlès-Dufour.
Parmi les nombreuses candidatures qui prennent part à la course, on note celle d'Antoine-Frédérdic Altairac, l'industriel nouvellement établi à Maison-Carrée qui fait à cette occasion son entrée en politique en représentant inavoué de la droite et des milieux cléricaux catholiques dont il était proche. Pour sa part, la gauche était menée par le candidat Charbonnier, médecin et maire de Rouiba.
1883
(Mai) - Établissement à Alger du premier réseau téléphonique en Algérie.
À Maison-Carrée, c'est l'usine Altairac qui sera le tout premier abonné local à être reliée à Alger par voie téléphonique.
(23 septembre) - Élections départementales à Maison-Carrée (10e Circonscription).
Le scrutin se joue entre l'ingénieur-civil et architecte D. Panchioni (du Parti Républicain Indépendant, gauche) et l'industriel F.-A. Altairac (droite). C'est finalement le premier qui sort vainqueur avec 118 voix, mais la régularité du scrutin est très fortement contestée par les partisans d'Altairac et celui-ci, apparemment bien appuyé, va aussitôt entamer des actions légales et réussira effectivement à faire annuler le scrutin.
- 5e curé catholique dans l'histoire de la ville, l'Abbé Fouques succède à Lecorchet à la tête de la paroisse de Maison-Carrée.
1884
(6 avril) - Alors qu'il avait déjà assisté à la première séance plénière du nouveau Conseil Général du département d'Alger, D. Panchioni est informé par la justice que son élection comme conseiller de la 10e Circonscription est annulée. Un nouveau scrutin est donc organisé à en ce jour avec les mêmes protagonistes, mais il en sortira un résultat totalement inverse puisque c'est Altairac qui sera élu cette fois-ci.
Les résultats détaillés de l’élection peuvent nous donner une image intéressante, à la fois de la situation politique qui prévalait parmi la population européenne de la commune à cette époque, mais aussi sur le poids devenu prépondérant de Maison-Carrée dans la région : les inscrits étaient au nombre 365 et les votants 319. Sur les six communes qui constituaient cette 10e Circonscription, Maison-Carrée a donné 111 voix (sur un total de 186) à Altairac et 38 voix (sur un total de 133) à Panchioni. La commune représentait donc à elle-seule près de la moitié du corps électoral de toute la circonscription, alors que la masse des 111 votants qui y ont donné leurs voix à Altairac donne une idée sur le poids qu'avaient pris les prolétaires européens au sein de la population locale, mais aussi du rôle pris désormais par l'industriel dans l'économie locale.
De son côté, la presse de gauche ne manqua pas de dénoncer cette victoire des "réactionnaires et des cléricaux", accusant Altairac d'être la marionnette de certains potentats de la droite conservatrice en Algérie (notamment le Cardinal Lavigerie par le biais de ses Pères Blancs), d'avoir acheté des électeurs et d'avoir même faussé le résultat par l'afflux massif de ses employés qu'il aurait intimidés afin qu'ils votent pour lui, sachant que son score à Maison-Carrée lors de l’élection annulée de septembre était de 74 voix. La polémique va ainsi se poursuivre durant des semaines et des mois, et la même presse de gauche se fera un immense plaisir de ridiculiser l'élu Altairac (qui était apparemment illettré) lorsqu'il s'était trouvé incapable de lire un simple rapport lors de sa première séance au Conseil Général. De son côté, le vieux capitaliste ne manquera pas de faire appel à ses propres soutiens conservateurs et en arriva même à faire attrouper quelque 300 employés de son usine devant les locaux de journaux qui lui sont hostiles, profitant en certainement en cela de leurs orientations catholiques vu qu'ils étaient presque tous issus de l'émigration catalane, ou jouant carrément de la pression et de la vénalité comme l'affirmaient ses adversaires.
(10 mai) - Élection municipale à Maison-Carrée.
Louis Garry, propriétaire d'une ferme située aux environs du couvent des Pères-Blancs à Lavigerie (act. Mohammadia), est élu maire. Les autres membres du nouveau conseil municipal sont Déjean (adjoint au maire), Ménimur, Cordier, Pons, Verdier, Frédéric Altarirac, Lafon, Lubet, Narbonne, Duhan, Padovani, Cézanne, Beaulieu, Troney et Escudier.
(14 juillet) - L'évasion de cinq détenus de la prison centrale de l'Harrach met la petite ville de Maison-Carrée en émoi. Deux parmi eux étant de dangereux criminels condamnés à perpétuité, une prime fut annoncée par les autorités pour leur capture et c'est pratiquement tous les colons européens de Maison-Carrée qui se lancent dans une battue pour ratisser les alentours, mais les fugitifs ne furent jamais attrapés.
(23 août) - La presse locale rapporte qu'un important incendie s'était déclaré dans la ferme Garry, propriété du maire de Maison-Carrée.
(10 novembre) - À la suite d'une délibération du Conseil municipal de Maison-Carrée, la préfecture d'Alger établit en ce jour un arrêté qui crée une compagnie de sapeurs-pompiers à Maison-Carrée. Constituée au départ de 15 hommes, son effectif sera augmenté à 25 hommes quatre mois plus tard.
1885
(5 janvier) - Un tremblement de terre est signalé à Maison-Carrée. Aucune perte n'est enregistrée, mais la secousse causa un peu de panique parmi la population du village.
(28 février) - La presse locale rapporte un fait divers survenu en ce jour : « le sieur Mustapha ben Zaiya, garde-champêtre indigène de Maison-Carrée, a arrêté le nommé Ali ben Daman, âgé de 45 ans et habitant à El-Thmac (Maison-Carrée) prévenu de viol et vol sur la personne de Fadhma bent Si Mohamed Zouaoui, âgée de 13 à 14 ans. L'inculpé mis à la disposition de M. le Juge de paix, est écroué à la prison de l'Arrach ».
(30 mars) - La presse locale rapporte une autre affaire de viol survenue à Maison-Carrée et impliquant cette fois-ci un ressortissant marocain nommé Mimoun b. Hassein et une dame européenne nommée marie Planet épouse Denand, nouvellement installée dans le village .
(6 juin) - À la suite de la publication d'un décret au Journal Officiel, « Il est créé à Maison-Carrée (Algérie) une justice de paix ressortissant au tribunal de première instance du tribunal d'Alger. La circonscription de cette justice de paix se composera des communes de Maison-Carrée, Maison-Blanche, Fort-de-L'Eau, Rouiba, Aïn-Taya, Reghaïa, Fondouk [...] ».
Il s'agit de la toute première fois que Maison-Carrée abrite le siège d'une institution judiciaire, confirmant ainsi l'ascension continue de la petite ville parmi les autres colonies européennes de la région. Les premières nominations documentées à cette occasion sont celles d'un certain M. Encausse comme greffier, Baille comme interprète et Bastide comme huissier, alors que le premier juge de paix à y siéger est un certain M. Ripert qui, décédé trois mois plus tard, sera remplacé par son suppléant Verdier.
(19 avril) - La presse locale rapporte que « Les pluies torrentielles qui sont tombées tous ces temps-ci ont occasionné dans la plaine de la Mitidja des accidents de personnes et des pertes matérielles énormes. À Maison-Carrée, l'Harrach a débordé, inondant villages, plaines et vignes. Cinq malheureux pontonniers auraient été victimes de leur dévouement en voulant porter secours aux fermes environnantes ». On indique ailleurs : « A la Maison-Carrée, oued El-Harrach ayant débordé au moment où les pontonniers exécutaient des manœuvres avec un pont récemment prêté au génie militaire par le département, ce pont a été emporté par les eaux. Sur six pontonniers montés dans des bacs, cinq ont péri » .
- Maison-Carrée compte un total de 4.756 habitants dont 3.062 Européens agglomérés dans le village à proprement parler.
1886
(8 août) - La presse locale rapporte les nouvelles d'un suicide qui eut lieu en ce jour à Maison-Carrée. Il s'agit d'un employé qui, après avoir passé la soirée dans un café proche du pont de l'Harrach, tenta de se tuer par une arme à feu qu'il portait sur lui. Ayant apparemment raté son premier coup, il se tira dessus plusieurs fois avant de succomber, une des balles ayant au passage blessé mortellement le cafetier qui avait accouru avec un autre ami pour l'arrêter.
(29 octobre) - Une importante inondation de oued l'Harrach submerge Maison-Carrée et ses alentours. La route d'Aumale est ainsi coupée de la circulation, et on signale des dégâts importants dans l'usine Altirac qui dut s'arrêter.
(1er décembre) - Une nouvelle crue de l'oued Harrach produit des inondations du côté de l'usine Alatirac et provoque cette-fois ci l'interruption du transport ferroviaire sur la ligne de l'Est.
(4 décembre) - La presse locale rapporte un nouveau fait divers dramatiques survenus à Maison-Carrée. Il s'agit d'une nommée Clara, âgée de 24 ans qui, ayant apparemment été délaissée par son amant, elle lui tire dessus quatre balles d'un revolver juste au moment où il sortait du marché de Maison-Carrée. Le monsieur, un certain Charles Monger, était laitier à Baraki et il entretenait une relation avec elle depuis un moment car elle travaillait comme bonne chez ses parents et elle se trouvait apparemment enceinte de lui au moment des faits. Quoi qu'il en soit, il s'en sortit miraculeusement avec une simple blessure sous un œil, tandis que la malheureuse fut arrêtée et traduite en justice.
1887
(5 mars) - Décès d'Antoine-Frédric Altairac, patron de la plus ancienne industrie à Maison-Carrée et en même temps conseiller général de la 10e Circonscription du département d'Alger.
(3 avril) - Élections départementales à Maison-Carrée.
Alors que les journaux de gauche remettaient sur le devant de la scène politique locale la candidature de Panchioni à la suite de la mort d'Antoine-Frédéric Altirac et de la vacance du poste de représentant de la 10e Circonscription au Conseil général du département d'Alger, Frédéric Altairac, fils aîné du défunt, démissionne de son poste au conseil municipal à Maison-Carrée et annonce sa candidature pour succéder à son père au conseil départemental. Le résultat du vote à Maison-Carrée sera finalement de 148 voix (sur 279 pour l'ensemble de la 10e Circonscription) pour Altairac et 35 (sur 143) pour Panchioni.
(Juin) - Construction de l'Hôtel-de-Ville de Maison-Carrée.
Le projet de doter Maison-Carrée d'un nouveau siège municipal apparait pour la première fois dans un appel d'offres publié par le maire Louis Garry dans la presse du 27/07/1885, étant alors précisé que le bâtiment projeté allait abriter à la fois les services de la mairie et ceux de la justice de paix qui venait d'être créée à Maison-Carrée. Conçu par un architecte algérois du nom de Voinot, le coût du projet était initialement estimé à 96.641 francs d'époque, mais la note grimpera par la suite jusqu'à atteindre 250.000 francs à son achèvement en 1887. Jugé trop luxueux et hors de prix pour la taille et les moyens de la commune à l'époque, cette construction suscita une violente polémique durant des mois, entre ceux (la gauche surtout) qui jugeaient la dépense trop onéreuse et superflue et les partisans du maire Garry qui, en plus d'une réputation assez sulfureuse comme nous le verrons plus loin, n'hésitait pas à lever des taxes spéciales pour financer son projet.
(octobre) - M. Guieu, tout premier juge de paix du canton de Maison-Carrée, est relevé de son poste et muté vers le canton de Sebdou à la suite d'une cabale qu'aurait monté contre lui le maire Louis Garry et son parti conservateur.
L'affaire ne manqua donc pas de prendre une dimension politique et, dès le 26 octobre, on voit six parmi les huit maires des communes constituant le canton de Maison-Carrée adresser une protestation officielle au ministre français de la justice de l'époque, l'accusent ouvertement d'avoir pris cette décision sur instigation de ce qu'ils appellent les "milieux réactionnaires" de la région et comme sanction envers le magistrat en question pour ses convictions "républicaines". Tous les maires signataires (Fort-de-L'Eau, Rouiba, Arbatache, Fonfouk, Maison-Blanche et Cap-matifou) étaient comptés sur les partis de gauche alors le maire de Maison-Carrée était justement le principal absent de cette pétition et que soutenaient précisément ces milieux de la droite catholique et conservatrice au même titre que le conseiller général Frédéric Altairac.
1888
- Le village de Maison-Carrée compte à cette date 4 340 habitants
(Mai) - Élection municipale à Maison-Carrée.
Hormis le maire sortant, Louis Garry, qui est réélu pour un nouveau mandat, les membres du nouveau conseil municipal sont : les propriétaires Déjean, Cordier et Lebailly ; les viticulteurs Coste et Faucher ; les entrepreneurs H. Brignole, Mélia et Padovani ; les négociants Bonneville et Tarsaud ; le vétérinaire Pons ; le contremaître Sigondès ; le pharmacien Nicolas Zévaco ; le débitant Mazoyer ; le mécanicien Toja ; le comptable Bauhardt et le régisseur Landry.
(12 décembre) - Dans une lettre publiée dans un journal algérois, des habitants de Maison-Carrée se plaignent du service très insuffisant de l'unique médecin que la commune mettait à leur disposition, et qui n'habitait même pas le village.
1889
(22 juin) - Maître Alphonse Pourterre (né à Alger en 1859, mort en 1913) ouvre un bureau de notaire à Maison-Carrée.
(24 juin) - Une violente altercation survient entre un ferronnier de la forge Renaudin de Maison-Carrée et deux individus, un certain Juan Fernandez et son fils Francisco, appartenant à un campement de nomades "gitanos" installés depuis peu près de la ville, dans le lit de oued l'Harrach. À la suite d'une dispute au sujet du prix, le père fut bousculé et, voyant cela, le fils alla se munir d'un fusil pour revenir, dix minutes plus tard, tirer sur le personnel présent. Un ouvrier de 25 ans appelé Lamy, sourd-muet, fut tué sur le coup. En essayant de prendre la fuite, Francisco Fernandez est vite assailli par la foule et se fait carrément lyncher, avant de se faire trainer à la gendarmerie moitié mort.
Par la suite, deux autres comparses sont arrêtés, mais l'un parvint mystérieusement à s'échapper de la prison municipale où il séjournait. Le village de Maison-Carrée était en émoi à la suite de cette affaire, à tel point que le maire décide alors de chasser toute la communauté gitane de passage dans la commune et de leur interdire tout accès.
(1er septembre) - Élections départementales
A Maison-Carrée, le résultat du vote se présente comme il suit : 254 inscrits, 151 votants dont 143 voix pour Altairac, conseiller général sortant, et à peine 2 voix pour son adversaire du jour, un certain Boulanger. Le résultat fut identique dans le reste de la circonscription avec 187 votants en tout, dont 161 voix pour Altairac et 11 pour Boulanger.
(septembre) - Élections législatives françaises
Dans la circonscription de Maison-Carrée, c'est le député sortant Latellier -soutenu par la droite et le conseiller général Frédéric Altairac- qui est élu.
1890
- L'Abbé Chanudet prend la tête de la paroisse de Maison Carrée. 6e curé catholique dans l'histoire de la ville, il eut un court ministère de deux ans qui fut essentiellement marqué par la dégradation inquiétante du bâtiment de l'église - pourtant âgée de sept ans seulement à cette date- qui nécessita la construction d'un mur de soutènement le long de la route afin d'endiguer le mouvement du sol. Cette mesure ralentit l'aggravation du problème mais ne parvint pas le résoudre définitivement.
(23 décembre) - Des pluies torrentielles provoquent une crue de oued l'Harrach et une inondation assez importante dans le centre-ville de Maison-Carrée.
1891
(21 janvier) - Une demande, formulée par la commune de Maison-Carrée, pour le transfert au mardi de chaque semaine du traditionnel marché aux bestiaux (qui se tient le vendredi depuis sa création), est refusée par l'administration coloniale.
(2 février) - Installation du premier réseau téléphonique à Maison-Carrée.
Huit années après l'introduction du téléphone en Algérie, un arrêté du ministère français du commerce (daté du 02/02/1891) autorise "la création à Maison-Carrée d'un réseau téléphonique annexe au réseau d'Alger, fixant à 150 francs le prix de l'abonnement". Le service deviendra effectivement opérationnel en ce jour.
(21 mai) - Une importante invasion de criquets pèlerins est signalée à Maison-Carrée. Étalé au départ sur une surface de 3 km x 4 km à l'est de la commune, l'essaim passe rapidement sans faire trop de dégâts, mais une nouvelle vague sera signalée une dizaine de jours plus tard où seront touchés les vignobles des propriétés Cordier, Lebailly et Panny.
(novembre) - La presse rapporte les nouvelles de l'arrestation d'une grande bande de malfaiteurs à Maison-Carrée. Il s'agissait d'un groupe d'européens sans domicile qui s'étaient établis dans une sorte de camp de fortune dans les dunes qui bordent le rivage en face du monastère des Pères-Blancs (act. Mohamadia), et d'où ils organisaient diverses opérations de vol dont n'ont été épargnés ni le curé de la ville ni le couvent des Sœurs de la charité !
(9 novembre) - Un violent orage éclate dans la nuit et provoque la crue, non pas de oued l'Harrach comme à l'accoutumée, mais celle de oued Ouchaiah qui causa quelques inondations mineures dans les environs de Maison-Carrée.
1892
(7 mars) - Création de la Compagnie des Chemins de Fer sur Routes de l'Algérie (C.F.R.A) qui entreprend aussitôt les travaux de construction de trois lignes de locomotives à vapeur pour desservir l’Algérois, dont l'une allait relier Saint-Eugène à Maison-Carrée.
(mai) - Élection municipale à Maison-Carrée
(mai) - L'Abbé Reboul succède à Chanudet à la tête de la paroisse catholique de Maison-Carrée. 7e curé dans l'histoire de la ville, son très court ministère de deux mois se distingua par l'insolite cambriolage de l'église par des malfrats qui en saccagèrent l'intérieur. C'est l'Abbé Valence qui lui succédera en juillet de la même année et il ne cessera, à son tour, de faire face aux difficultés de restauration et d'entretien de l'édifice dont l'état ne cessera plus d'inquiéter les autorités locales. Parallèlement à cela, cette même année verra la nomination de Monseigneur Livinhac, archevêque d'Oxhyrinque, à la tête de l'Ordre des Pères Blancs dans leur maison-mère à Maison-Carrée, poste qu'il va alors garder pour les trente années à venir, soit jusqu'à sa mort en novembre 1922.
(23 mai) - Une invasion de criquets pèlerins est signalée à Maison-Carrée en direction d'Alger.
(7 septembre) - Alors que la fête annuelle de Maison-Carrée battait son plein, une explosion survient dans un magasin de la ville où plusieurs Algériens étaient réunis pour préparer la poudre devant leur servir dans une fantasia. Trois d'entre eux sont grièvement blessés dans l'accident et dont au moins un va succomber dans la soirée.
(28 novembre) - Une décision du Gouverneur général d'Algérie approuve la création d'une "école mixte avec classe enfantine" à Aïn-Skhouna. Il s'agissait en fait d'une école construite, à titre privé, par l'entreprise Altairac sur le site de ses propres usines à Maison-Carrée et devant servir à son personnel qui était aussi logé sur place.
1893
(janvier ?) - Une ligne téléphonique relie Alger à Blida par Maison-Carrée.
(20 août) - Élections législatives françaises en Algérie
Dans la commune de Maison-Carrée, il y eut 182 votants sur 285 inscrits pour le résultat suivant : Delamare (67 voix), Latellier (43), Paul Samary (gauche radicale, 41 voix) et Broussais (25). Le résultat au niveau de 1ere Circonscription du département d'Alger (dont faisait partie Maison-Carrée) fut toutefois différent avec Latellier en première place (3410 voix), suivi de Samary (2898) et de Delmare (645).
(Septembre) - Alors qu'il se trouvait en pleine campagne pour les élections générales du département d'Alger, la presse de gauche rapporte plusieurs scandales financiers impliquant le maire de Maison-Carrée Louis Garry et son receveur postal et ami intime Demargny, ainsi que le maire d'El-Attaf qui, parait-il, dirigeait carrément sa commune depuis sa résidence à Maison-Carrée. Alors qu'une série d'enquêtes judiciaires sont lancées à son encontre, Garry prend d'abord la fuite vers Genève avant que la nouvelle de sa mort ne se répande dans le village quelques semaines plus tard et que sa dépouille ne soit finalement rapatriée à Maison-Carrée le 14/10/1893. On apprend par exemple, dans l'un des nombreux articles de presse qui furent dédiés à cette affaire, qu'une maison de jeu clandestine existait à Maison-Carrée et que le défunt maire lui-même fréquentait sans gêne, de même que le gardien-chef de la prison de l'Harrach et d'autres fonctionnaires locaux.
(Octobre) - Élections départementales à Maison-Carrée.
A Maison-Carrée et dans la 10e Circonscription d'Alger, Frédéric Altairac perd son siège de conseiller général après avoir obtenu 221 voix contre 257 pour son adversaire de gauche.
(19 novembre) - Le maire Louis Garry étant décédé et son adjoint Déjean ayant démissionné avec les dix-sept autres membres du conseil municipal, des élections communales sont convoquées pour ce jour à Maison-Carrée.
Succès pour la gauche radicale cette fois-ci, c'est Louis-Eugène Lebailly qui devient maire de Maison-Carrée. Les nouveaux membres élus au conseil à cette occasion sont Nicolas Zévaco, Pierre Mélia, Taja, Larsaud, Keller, Rey, Berger, Crocherie, Mazoyer, Simonin et Cergé.
1894
(avril) - Lors de débats au Conseil Général du département d'Alger sur les mesures susceptibles d'encourager et faciliter l'exportation d'ovins d'Algérie, les conseillers Vivarez, Joayne et Delamare proposent pour la première fois de créer une nouvelle piste qui serait destinée au transfert des troupeaux entre le grand marché aux bestiaux de Maison-Carrée et le port d'Alger, en évitant la route traditionnelle.
En fait, à peine deux années après son ouverture, la ligne de train léger des CFRA provoqua la saturation de la route traditionnelle d'Alger (qui suivait à l'époque le tracé des actuelles rue d’Alger, avenue de Tripoli et rue Hassiba Benbouali), les rails ayant monopolisé une partie de la chaussée alors que la voie était déjà très fortement sollicitée par l'important flux de bétail transitant du marché de Maison-Carrée vers les abattoirs d’Alger et, plus encore, avec l’apparition de l’automobile en cette fin de XIXe siècle. Le problème était tellement ressenti que les autorités locales ne cessaient de faire pression sur les élus et l'administration, d'où le vote ladite proposition par le Conseil Général d'Alger. Les services de la préfecture étudièrent les tracés possibles dès octobre 1894 puis une étude fut commandée, en 1896, sur ce qui fut appelé « chemin littoral devant relier Maison-Carrée à Alger par le bord de mer ». L'idée était encore de réserver cette seconde route exclusivement au passage des troupeaux, d’où la dénomination de « piste à mouton » puis de « route moutonnière » qui s'attachera au projet. La piste projetée devait ainsi longer l'ancienne « route d’Alger » jusqu’à Hussein Dey après avoir coupé les lignes du « Polygone de Tir » (il s’agit d’une partie du bord de mer de ce qui est communément appelé « plage Mazella » et « Les Sablettes »), alors que la traversée de oued El-Harrach devait se faire sur un nouveau pont à construire en face de la propriété des Pères blancs à Lavigerie (act. Mohammadia). Mais, finalement, le coût du projet (estimé à 800 000 fr d’époque pour 12 km) parut exorbitant et le Gouvernement Général d’Algérie ne lui donna pas suite dans un premier temps. La municipalité de Maison-Carrée va néanmoins s'y attacher et sans cesse revenir à la charge à ce sujet, jusqu'à ce qu'elle obtienne enfin satisfaction une quinzaine d'années plus tard.
(Novembre) - Election municipale à Maison-Carrée.
1895
(24 février) - Inauguration par la CFRA de la ligne de tramway à vapeur reliant Saint-Eugène (act. Bologhine) à Maison-Carrée.
Longue de 11,6 km, le terminus de la ligne se situait à ce stade sur la rive gauche et opérait, à son lancement, une trentaine de rotations par jour dans les deux sens, chacune reliant les deux terminus (via Hussein Dey, le Champ-de-Manœuvre et Bab El Oued) en 50 minutes environ. Pendant ce temps, on poursuivait les travaux pour la prolongation de la ligne depuis Maison-Carrée vers Rovigo (act. Bougara) et Larbaa.
(3 avril) - Par un arrêté de la Préfecture d'Alger daté de ce jour, il est créé à Maison-Carrée un commissariat de la sûreté dont la juridiction devait couvrir, en plus de Maison-Carrée elle-même, les communes de Maison-Blanche, Fort-de-l'Eau, Hussein-Dey et Kouba.
(24 octobre) - Lors d'une séance tenue en ce jour, le Conseil général du département d'Alger adopte une résolution portant sur l'étude d'une possible « voie pour le passage des moutons entre Alger et Maison-carrée ». Il s'agit en fait de la première mention officielle du projet d'aménagement d'une seconde route vers Alger, mais qui ne verra le jour qu'une trentaine d'années plus tard sous le nom de « Route moutonnière ».
1896
(3 mai) - Élections municipales en Algérie
À Maison-Carrée, le nouveau conseil municipal se compose de Lebailly (réélu maire), des adjoints Henri Tuja et Pierre Mélia, des conseillers européens Crocherie, Dejean, Galéa, Tarsaud, Bachelot, Palomès, Pérez, Lépiney, Zévaco, Gardier, Dantoine, Delalande, Berger, Vial, Pitavin, Sigaudès, Lubet ainsi que des conseillers indigènes Sadallah et Boughella.
(19 mai) - Un crime est signalé à Maison-Carrée. Il s'agit d'un charretier nommé Gélabert retrouvé mort par coups de couteau à l'entrée du village, et dont l'assassin était un repris de justice espagnol, Manuel Egéa, lui aussi habitant de Maison-Carrée, sera recherché durant plusieurs semaines avant d'être arrêté.
(28 mai) - Journée particulièrement mouvementée à Maison-Carrée : on y signale la tentative de viol d'un espagnol nommé Pepe sur une petite fille de quatre ans et, presque simultanément, une violente altercation sur la place du village entre un charretier et deux Algériens dont l'un, un nommé Tahar, a fini sortir un révolver et a failli faire feu si ce n'est l'intervention du maire Lebailly et d'autres.
(19 juin) - La question de l'insécurité ne cesse de revenir sur la scène à Maison-Carrée et un article posté par un habitant (signé "Un vieux colon") nous offre pas mal d'informations intéressantes sur la perception qu'avaient les colons européens à cette époque du pays : « Cette région n'est pas au diable dans ces pays déshérités qui n'ont ni moyens de communication, ni police organisée ; elle n'est pas dans quelque commune mixte où domine l'élément indigène et où l'insuffisance des moyens de répression est à l'état endémique. Cette région c'est Maison-Carrée, une commune bien française celle-là, par sa situation aux portes d'Alger, sur deux lignes de chemin de fer, pourvue de sa police, de sa gendarmerie, de ses gardes-champêtres et de tout l'appareil de la justice et de la loi. Or, Maison-Carrée est en ce moment mise au pillage par une bande de voleurs qui ont jeté leur dévolu sur les moutons des propriétaires du pays. Du 10 au 15 juin, cette bande a volé chez M. Aourou 49 moutons, Sintès 77, Camps 43, mantout 39 et 40 autres chez un autre propriétaire. [...] On voit que l'audace des auteurs de ces vols n'est pas banale, et qu'ils doivent se sentir bien sûrs de leur affaire pour commettre dans le même pays et cinq jours d'intervalle une telle série de larcins ! M. Grevy avait raison, la sécurité nous l'aurons ... quand, découragés et ruinés, nous reprendront le bateau pour Marseilles ».
(24 septembre) - Inauguration par la CFRA de la ligne de tramway vapeur reliant Maison-Carrée à l'Arba.
Déjà prévue en prolongation de la ligne St.-Eugène à Maison-Carrée, cette nouvelle liaison demanda la construction d'un deuxième pont sur l'Harrach. Long de 60 mètres, l'ouvrage (communément appelé el-Qantara el-Kahla ou "Pont Noir", il fut livré en août 1896) permettait à l'époque la traversée des petits trains de la CFRA vers un nouveau terminus située au centre-ville Maison-Carrée (à ne pas confondre avec la gare PLM sur la rive gauche qui abrite encore de nos jours la gare SNTF d'El-Harrach) qui se situait sur l'actuelle rue Saïd Mokrani (juste derrière le collège al-Farazdaq), et dont le bâtiment principal -encore existant mais peu visible depuis l'extérieur- servira plus tard (après la fermeture de la ligne au début des années 1930) comme siège de l'organisme municipal chargé des routes et chaussées et qui se trouve de nos jours mitoyen de l'antenne ANEM d'El-Harrach. Depuis ce point, la ligne (dont les rails étaient plus étroits que ceux de la ligne PLM car conçus pour des trains plus légers assimilés à des tramways) se dirigeait vers la place de la Mairie par l'act. avenue du 5 juillet 1962, empruntait ensuite l'act. rue Belkacem Tabount et débouchait sur le "Pont Noir" par lequel ses trains traversaient l'Harrach vers la rive gauche et suivre, à partir de là, la route ordinaire d'Alger par Hussein-Dey (act. avenue de Tripoli).
1897
(19 janvier) - Première exécution d'une peine de mort par guillotine attestée à Maison-Carrée.
Le condamné est un ressortissant espagnol nommé Manuel Égéa qui avait assassiné de trois coups de couteau (le 17 mai 1896) un certain M. Gélabert, entrepreneur à Maison-Carrée pour un motif assez banal. Le meurtrier n'en était pas à sa première affaire puisque, quelques années plus tôt, il fut condamné à un an de prison pour avoir, à la suite d'une dispute, frappé de treize coups de couteau un de ses camarades. Après sa condamnation définitive, Egéa est conduit en ce jour de la prison Barberousse à Alger jusqu'à la mairie de Maison-Carrée où il arrive à 4 h 40. Informé à 5 h 45 de la sentence, l'homme se montra d'abord calme et déclara « je savais que j'allais être exécuté. Mais on ne meurt qu'une fois ». Après s'être confessé à un prêtre, il fuma plusieurs cigarettes et but deux verres de rhum. Puis, jugeant que l'affaire traînait trop à son goût, il s'emporta à un moment en criant « C'est bien long ! Mierda ! Qu'est-ce qu'on attend pour m'exécuter ? ». Confié aux exécuteurs, il discuta avec eux pendant la toilette, allant jusqu'à s'asseoir de lui-même sur le tabouret. Il quitte ensuite la mairie d'un pas ferme, les yeux baissés pendant qu'il parcourait les 30 mètres qui séparent l'Hôtel de Ville de la guillotine. Quelques cris « A mort ! » retentissent dans l'assistance à la chute du couperet à 6 h 30.
(6 mars) - Une violente tempête provoque, dans la nuit, un débordement de l'Oued El-Harrach et une nouvelle inondation à Maison-Carrée.
- Première parution du Bulletin Municipal de Maison-Carrée, organe officiel et mensuel de la municipalité.
1898
- Établissement du tout premier bureau de poste à Maison-Carrée.
Situé dans un local exigu de la rue Arago (act. rue Ahmed Aoun), ce premier office postal sera d'abord agrandi en 1920 avant d'être transféré définitivement vers de nouveaux locaux en 1921. Le nouveau bâtiment, appelé "immeuble Bomati" parce qu'il appartenait à l'origine au grand propriétaire immobilier Vincent Bomati, se situait à côté du Groupe Scolaire (act. collège al-Farazdaq) dont on allait entamer la construction et de ce qui était encore appelé "Place des Palmiers" (act. Jardin Abdelhamid b. Badis). Le bâtiment en question existe encore et abrite toujours la Poste d'El-Harrach.
(6 mars) - Inondation à Maison-Carrée à la suite d'une crue de l'oued Harrach.
(26 avril) - Une nouvelle crue importante de l'Harrach provoque de nombreux dégâts dans la ville de Maison-Carrée et sa périphérie, causant notamment l'arrêt de l'usine Dessoliers.
(16 Octobre) - Les CFRA inaugurent une deuxième ligne de chemin de fer léger au départ de Maison-Carrée, reliant cette fois-ci la ville à la localité de Rovigo (act. Bougara) dans la Mitidja sur 25,6 km. Cette ligne va subsister jusqu'en décembre 1934.
(4 décembre) - Après la création d'une assemblée coloniale appelée à délibérer sur le budget algérien (les Délégations Financières d'Algérie), le premier tour des élections des délégués financiers se tient en ce jour à travers le pays.
Dans la circonscription de Maison-Carrée, c'est le notable et pharmacien Nicolas Zévaco qui sera élu pour cette toute première assemblée, en compagnie d'un certain C. Boniface. Par la suite, si ce dernier ne se fera plus entendre, Zévaco se maintiendra en poste dans toutes les législatures, et ce jusqu'aux dernières élections qui vont précéder son décès en juin 1928 et dans lesquels il se fera remplacer par son fils Raoul.
1899
(avril) - L'Abbé Barreau succède à Favier à la tête de la paroisse catholique de Maison-Carrée. Il restera curé de la localité jusqu'en janvier 1922 et il y sera enterré à sa mort en novembre 1924.
1900
(Septembre ?) - Inauguration de la première véritable école publique à Maison-Carrée.
Projet lancé par la municipalité en août 1899, le nouvel établissement était nommé Groupe Scolaire de Maison-Carrée et consistait au départ de quatre classes réservées aux enfants européens de la localité. Une vingtaine d'années plus tard, à la fin de la 1ere Guerre mondiale, l'école sera rebaptisée du nom de Laverdet qui y exerçait comme professeur et qui avait trouvé la mort au cours du conflit. L'édifice existe encore de nos jours et abrite un établissement d'enseignement moyen sous le nom de collège Al-Farazdaq d'El-Harrach.
1901
1902
(11 janvier) - Le correspondant local d'un journal français rapporte, dans l'édition de ce jour, quelques informations intéressantes concernant la vie quotidienne à Maison-Carrée :
Des questions d'hygiène d'abord lorsqu’il se plaint que « les propriétaires ne tiennent aucun compte de l'avis ordonnant le blanchiment des immeubles. Certaines maisons laissent à désirer au point de vue de l'hygiène. La caserne de la gendarmerie elle-même à besoin d'être recrépie ». Il évoque ensuite des problèmes d'insécurité tels que perçus par les européens à l'époque, décrivant la police municipale de Maison-Carrée qui opère, depuis quelques jours, de nombreuses arrestations d'indigènes, et qui se demande si on ne « pourrait pas dresser des procès-verbaux aux cafetiers qui logent des indigènes non munis de permis de voyage ? ». Plus intéressant encore, environ trois mois après ces dépêches, le même correspondant raconte avec satisfaction comment les deux problèmes auraient été très astucieusement solutionnés par la municipalité et son "dévoué agent indigène, le nommé Tahar, qui a profité des leçons d’hygiène de son ancien chef, M. Labri, aujourd'hui commissaire de police à l'Arba, par un procédé des plus simples, et qui consiste a transformer en corvée une demi-journée de prison dont les indigènes en défaut sur la loi de l'indigénat, que l'on trouve dans nos cafés maures sans permis de voyage sont passibles". Il ajoute ensuite -avec une note de lyrisme raciste- que "avec quelques exemples de ce procédé, ces derniers ne s'aventureront plus dans notre commune et iront chercher ailleurs un soleil plus clément à leur fainéantise qui les conduit toujours au vol".
(23 janvier) - Devant la dégradation de l'hygiène dans le village, le maire de Maison-Carrée promulgue un arrêté interdisant formellement aux habitants de déposer leurs ordures sous les ponts ou sur les rives de l'Harrach.
(27 avril) - Elections législatives.
A Maison-Carrée (1ere Circonscription), on voit s'affronter le député sortant, l'anti-juif Edouard Drumont, et son concurrent républicain Maurice Colin. L'atmosphère, très particulière, était celle de la querelle anti-juive qui caractérisa toute la scène politique française en Algérie à cette époque. Ainsi, soutenu par le maire Lebailly et le conseiller municipal Zeévaco, le candidat républicain animait une conférence électorale dans une salle de la mairie de Maison-Carrée lorsque son adversaire, accompagné de toute une bande de partisans, y débarqua et il s'ensuivit une altercation fit annuler le meeting.
(Mai) - Elections municipales en Algérie.
L'industriel Frédéric Altairac, ancien conseiller municipal de Maison-Carrée et conseiller général pour la 10e Circonscription depuis 1887, est élu maire d'Alger. Il restera en poste jusqu'en 1908.
(3 juin) - Une brève invasion de sauterelles est enregistrée à Maison-Carrée, mais passe sans grands dégâts. Une nouvelle nuée est signalée deux jours plus tard, mais causa d'importants dégâts dans les fermes et les cultures des alentours, notamment la propriété Soleri et le vignoble des Pères-Blancs à Lavigerie.
(18 juillet) - Une épidémie de fièvre typhoïde se répand parmi la troupe stationnée dans la caserne de Belfort à Maison-Carrée, occupée à cette époque par une unité du Génie. Causée par des problèmes d'insalubrité de l'eau potable, cette situation sanitaire forcera le commandement français à Alger d'évacuer le site pour un temps.
(21 août) - Des nouvelles concernant la fermeture imminente de la caserne de Belfort mettent la population européenne de Maison-Carrée en émoi, ce qui fut immédiatement relayé par la municipalité : « Le Conseil municipal de Maison-Carrée a décidé de signaler à l'autorité militaire le préjudice que cause au commerce local l'évacuation des troupes hors de cette commune et la prier de faire rentrer celle-ci, le plus tôt possible, dans leur ancienne garnison. Il a émis également que la construction d'une caserne soit entreprise d'urgence, afin de voir supprimer les inconvénients résultant de l'installation défectueuse des troupes. [...] le Ministre de la guerre a prié le commandant du 19e Corps de lui rendre compte des dispositions qu'il adoptera en vue de la réintégration des locaux évacués. Il est aussi recommandé au général Caze de continuer à faire étudier, par les services intéressés, la question encore pendante de l'emplacement à choisir pour la construction des nouveau casernements ».
1903
1904
(27 avril) - Tard dans la nuit, oued l'Harrach et oued Smar débordent de leurs lits et provoquent d'importantes inondations à Maison-Carrée et sa région. Furent particulièrement touchés les usines Galéa et Altairac, le dépôt électrique et les installations des chemins de fer, ainsi que beaucoup d'immeubles au Sud de la localité, sur la route de Rivet (act. Meftah). La conduite des eaux d'alimentation ayant été emportée, la ville fut privée d'eau potable un certain temps.
1905
(1er mai) - Elections municipales en Algérie.
A Maison-Carrée, parmi les nouveaux élus au Conseil municipal se trouvait le commerçant Michel Redon (né à Maison-Carrée en 1871), poste qu'il ne quittera plus durant les 30 années à venir.
- Fondation de l’ École d’Agriculture Algérienne à Maison-Carrée.
Il s’agissait en fait d'un transfert de l’ancienne École Pratique d’Agriculture (installée depuis 1880 à Rouïba, annexe de la commune de Maison-Carrée à l'époque) vers ce qui était appelé « Plateau de Belfort » à Maison-Carrée. Le nouvel établissement occupait 63 hectares et disposait de grands jardins, d’espaces pour les cultures expérimentales, d’un vignoble de 25 hectares, d’une station botanique et possédait aussi un jardin maraîcher s'étalant jusqu'au lieu-dit Les Cinq-Maisons. En plus des bâtiments d’enseignement qui y furent construits selon un très beau style néo-mauresque, on y trouvait des étables diverses, un atelier de préparation des aliments, un silo à grains et fourrages ainsi qu’une cave et un rucher. Ayant gagné une solide réputation, l'école devient en 1947 un Institut National d'Agriculture d'Alger.
Après l'indépendance de l'Algérie, l'établissement continuera d'exister d'abord comme Institut National Agronomique (INA) à partir de 1968, ensuite comme École Nationale Supérieure Agronomique (ENSA) d'El-Harrach depuis 2008, date à laquelle il y eut une extension assez importante de sa superficie par l'adjonction de terrains annexes.
- Inauguration du Marché couvert de Maison-Carrée.
Discuté par municipalité dès 1902, le projet d'un grand marché couvert est lancé en janvier 1904 sur la base d'un concours. Le plan choisi était en charpente métallique, suivant un style de construction qui était très en vogue à l'époque. Situé en face de la mairie, ce marché existe encore de nos jours, mais se trouve en assez mauvais état de conservation. Rebaptisé Marché Zakaria après l'indépendance de l'Algérie, il sert désormais de marché aux vêtements pour moitié et de galerie aux poissons pour l'autre moitié, la ruelle (act. rue Ahmed Aït-Mohand) qui le traverse étant à son tour occupées à longueur de journée par les étals de fortune et lui sert comme un prolongement.
- La Société des Produits Chimiques d’Alger, qui possédait une usine de fabrication d’acide sulfurique à Maison-Carrée, décide de transférer son activité de la rive droite vers la rive gauche de l'Oued El-Harrach. Or, s’agissant d’une activité très polluante, l'idée provoqua une vive réaction de la part des riverains et de certains membres du conseil municipal. Ils firent remarquer que la rive gauche relevait administrativement de la commune d’Hussein Dey et que, de ce fait, c’est ladite circonscription qui allait bénéficier des dividendes financiers de cette installation alors que la ville de Maison-Carrée aura toujours à supporter les désagréments et les rejets industriels ainsi que les frais financiers qui en découlent, sachant que les habitants de ce qui était appelé alors « quartier de l’Harrach » (il s’agit en fait des anciennes maisons qui jouxtaient directement les berges de l’oued et dont une bonne partie n’existe plus de nos jours) souffraient déjà énormément des odeurs pestilentielles que dégageait une usine d’engrais de la société Holden.
L'oued en lui-même restait pourtant praticable à cette époque. Certes, un arrêté municipal du 28 août 1919 proclame une interdiction de baignade dans les parties de oued El-Harrach et de oued Smar qui traversent la ville de Maison-Carrée ("depuis des ponts de la voie ferrée au Sud jusqu’à 200 m après le pont CFRA" ou El-Qantara El-Kahla au Nord, précise-t-on dans le document). Toutefois, la mairie ne justifie pas cette décision par des considérations de santé publique, mais par le fait que de nombreux accidents de noyade furent enregistrés et par le fait que les baigneurs revêtaient souvent des tenues jugées indécentes pour les mœurs de l’époque. Le seul élément d'hygiène contenu dans cet arrêté concerne l'interdiction faite aux riverains de laver leur linge sur ce même parcours. Quoi qu'il en soit, cette mesure ne semble pas avoir eu l'effet escompté puisqu'un nouvel arrêté sera promulgué en mai 1934 pour rappeler une fois encore aux habitants que la baignade était interdite dans l’oued.
1905
1906
(4 mars) - Publiés en ce jour, les résultats du recensement de 1905 donnent pour la localité de Maison-Carrée une population totale de 7 582 habitants dont 4 612 européens (soit 61 %, y compris 1 338 personnes qui ne portent toujours pas la nationalité française) répartis sur 1 007 ménages, et 2 970 musulmans (39 %, dont 63 Marocains et 1 Tunisien) répartis sur 585 ménages. En dehors du périmètre urbain, on dénombre sur le territoire de la commune 410 maisons, 283 gourbis et 4 tentes.
(20 septembre) - Par décret présidentiel daté de ce jour, le « quartier dit de la gare PLM de la commune d’Hussein-Dey et comprenant une superficie de 61 hectares 53 ares » est officiellement rattaché à la commune de Maison-Carrée, réunissant pour la première fois la rive droite et la rive gauche de l'Harrach au sein de la même circonscription depuis 1856.
(12 octobre) - Une décision de la préfecture d’Alger datée de ce jour prononce l’expulsion, sous escorte de la gendarmerie, d’un certain Hamoud b. Lakhdar Djouabi vers Maison-Carrée d’où il est originaire au motif qu’il constituait un danger pour l’ordre public dans la capitale. Nous avons là le plus ancien exemple de « truand » harrachi attesté par une source historique.
- Une crue exceptionnelle de Oued El-Harrach inonde une nouvelle fois la ville de Maison-Carrée, l’eau y ayant atteint plus de 1 m dans certains quartiers et laissa plusieurs victimes selon la presse. Une fois l'orage passé, des travaux de curage des berges furent entrepris par la municipalité et l'embouchure fut désensablée dans l'espoir d'atténuer ce phénomène récurrent.
1907
- À la suite d'une petite polémique entre la société de chemin de fer PLM et la municipalité de Maison-Carrée à propos de l’aménagement d’un terrain vague jouxtant la gare ferroviaire, un accord est finalement conclu entre les deux parties pour la construction d’un escalier en pierre. Si l’ancienne gare de Maison-Carrée sera démolie vers la fin des années 1980 et remplacée (au même endroit) par l'actuelle gare SNTF d'El-Harrach, ledit ouvrage en maçonnerie construit en 1907 (formant à la fois un escalier à double rampe et un mur de soutènement) existe encore de nos jours, bien qu'assez mal conservé.
1908
(10 novembre) - Un violent orage provoque une crue de l'Oued El-Harrach et une inondation dans la zone industrielle de Maison-Carrée, et particulièrement les usines Altairac.
1909
(27 janvier) - Inauguration d'une nouvelle ligne des CFRA, reliant cette fois-ci Maison-Carrée à la localité de Aïn-Taya (20 km).
(15 février) - Lors de la session ordinaire du conseil municipal tenue en ce jour, le maire Léon Lebailly fait lecture de la réponse reçue de l’Académie d'Alger sur le projet de construction d’une nouvelle école à Maison-Carrée. Le document est intéressant, dans le sens où il nous éclaire sur la géographie de la ville à cette date et sur l’appréciation que l'on avait de ses différents quartiers à l'époque :
« Au sujet de l’emplacement de la future école primaire projetée à Maison-Carrée, mon avis est qu’il conviendrait de ne pas trop l’éloigner du centre de la ville, vers où convergent toutes les voies de communication. N’étaient la réputation d’insalubrité que possèdent, à tort peut-être, les quartiers du centre, et l’inquiétude que pourraient en éprouver certains pères de famille s’ils voyaient l’école s’y édifier, c’est vers ces quartiers mêmes que se porterait mon choix. Le quartier PLM n’est pas très éloigné du centre, mais pour y accéder, il faut traverser la voie du chemin de fer. Il peut en résulter un certain danger. Peut-être aussi, le voisinage de certaines usines ne serait-il pas sans présenter quelques inconvénients. Le quartier de Belfort est tout à fait sain ; malheureusement, il s’étend sur un plateau dont les facilités d’accès ne sont pas très grandes et, surtout, il est très éloigné du centre. À mon avis, le meilleur emplacement […] c’est celui du lot de terrain où se trouvent l’ancienne école de filles et le presbytère. La proximité du centre-ville, le voisinage de la forêt, la salubrité de l’endroit et le magnifique horizon qu’on y découvre, contribuent à rendre ce site parfaitement approprié à nos desseins, d’autant plus que la municipalité peut y disposer de 6 000 m2 d’après les renseignements que vous avez bien voulus me donner. Il ne présente qu’un seul inconvénient […] la déclivité du sol étant considérable, des glissements de terrain sont à craindre. […] Mais s’il était possible de faire disparaître cette menace d’insécurité je me prononcerais sans hésiter pour cet emplacement ».
Finalement, le conseil décida de suivre la recommandation de l’Académie et d’abandonner l’idée initiale d'acheter un terrain dans le quartier de Belfort et dont les propriétaires, M. Sintès et M. Kanouï, avaient déjà été approchés par le maire. Pourtant, cinq ans plus tard, la municipalité va revenir à sa première décision et le terrain en question sera effectivement acquis par la ville afin d’y construire un deuxième groupe scolaire, mais qui sera destiné aux jeunes filles dans un premier temps. Toutefois, l'opération ayant été effectuée quelques semaines à peine avant le début de la 1re Guerre Mondiale, la réalisation du projet sera reportée de quelques années.
(mars) - Souhaitant promouvoir certaines voies de communication de la commune en routes vicinales, les autorités entament des démarches avec certains propriétaires locaux afin qu’ils cèdent des portions de leurs terrains à la municipalité de Maison-Carrée. Il s’agissait notamment du chemin reliant alors " la RN n°5 à Fort-de-l’Eau " (act. Bordj-El-Kifane) et qui nécessitait que ce qui était appelé « chemin du Parc Bomati » soit cédé à la commune. Approché par le maire à cet effet, le propriétaire (il s'agit de Vincent Bomati) accepte bien la cession d’une bande de terrain, mais sous certaines conditions et notamment le droit de créer sur le terrain en façade de ladite voie (act. rue Abdelouahab Guetaf à El-Harrach) autant de rues qu’il lui conviendrait d’ouvrir pour accéder à la route une fois celle-ci érigée en chemin d’intérêt commun. Un accord fut conclu sur cette base et c’est ainsi que va naître peu à peu le quartier « du Parc Bomati », et qu'on appelle encore de nos jours « le Parc » pour sa partie la plus ancienne et « Boumâati » pour les zones qui ont été construites au cours des années 1990.
(9 mai) - Inauguration de l’hippodrome du Caroubier par l' Association Hippique de l’Harrach qui organise, en ce jour, le tout premier pari mutuel. L'Hippodrome existe encore de nos jours alors que tout un quartier s'est développé dans les environs sous le nom d' al-Kharrouba. En fait, il s'agissait à l'origine d'un simple lieu-dit, à la sortie de Maison-Carrée sur la route d'Alger, où se tenait un grand arbre de caroubier et dont on se servait communément pour désigner la station du tramway des CFRA qui y faisait halte.
1910
- Création de la Société des courses de l'Harrach par Frédéric Altairac, Michel Redon et d'autres notables de Maison-Carrée.
(20 mars) - Tenue du 1er Congrès des Maires du département d'Alger.
Maison-Carrée y est représentée par son maire de l'époque, Louis Lebailly, qui se fait même élire comme un des trois assesseurs du bureau du Congrès.
1911
(mars) - Selon la presse algéroise, un insecte nouvellement découvert (nommé Eupedis par les scientifiques) provoque des ravages dans les vignobles à Maison-Carrée.
(31 octobre) - Une nouvelle crue de l'Oued El-Harrach a lieu à Maison-Carrée. L'alerte lancée dès 22h00 du soir précédent, le cours de l'oued déborde rapidement au matin et provoque les inondations les plus violentes jamais enregistrées jusque-là, les eaux ayant atteint 2,80 m dans le café nommé « Les Pyrénées » selon certains témoignages de l'époque. Parmi les victimes de la catastrophe, on dénombre un gendarme qui se serait noyé dans au centre-même de la ville en tentant de secourir des passants. La municipalité de Maison-Carrée décidera par la suite de délimiter un périmètre non constructible le long des berges de l’Oued et le fera respecter de manière très stricte.
- La population de la commune de Maison-Carrée se chiffre à 9 678 habitants, dont 60 % d’Européens et 40 % d’Algériens musulmans.
1912
- Fondation du Racing Club de Maison-Carrée (RCMC), premier club de football dans l'histoire de la ville. Créé par Nicolas Zévaco, pharmacien et grand notable de Maison-Carrée, le RCMC deviendra le club attitré des Européens de la ville. Évoluant au sein de la Ligue d'Alger de football à sa création en 1920, la participation du club maison-carréen sera modeste puisqu'il ne semble pas avoir remporté de trophée jusqu'à sa disparition en 1962.
(11 mars) - La presse rapporte les nouvelles d'un crime qui eut lieu à Maison-Carrée. L'affaire se déroula vers 7h du matin dans le marché-couvert, lorsqu'un ouvrier nommé Henri Scala fut mortellement poignardé au cœur par un collègue à lui, un certain Joseph Guardiola. Les deux hommes, habitant Alger et employés par une entreprise locale sur le chantier de construction d'une nouvelle prison à Belfort, se seraient bagarrés la veille sur un sujet banal avant que la situation ne s'envenime et n'aboutisse au drame : un premier coup fut asséné par le meurtrier sur la Place de la République ; la victime s'enfuit en direction du Marché-couvert où elle fut rattrapée et achevée. L'auteur fut aussitôt arrêté par un agent de la police municipale qui se trouvait sur les lieux.
(Printemps) - Une période de sécheresse s'annonce à Maison-Carrée et provoque de grands soucis pour les agriculteurs locaux.
(6 avril) - Livraison à la circulation du nouveau pont de l'Harrach. Plus large que l'ancien et totalement en béton (technologie encore nouvelle à l'époque), l'ouvrage vint remplacer le vieux pont ottoman dont les derniers vestiges sont démolis en même temps que le tablier métallique qui lui fut adjoint dans les années 1870.
L'idée de faire réparer le vieux pont est évoquée une première au sein du Conseil municipal de Maison-Carrée en mars 1897. Par la suite, les archives indiquent que le sujet était encore en discussion en février 1906, l'administration coloniale ayant alors examiné plusieurs projets d’élargissement et de reconstruction et qu'il fut même question à un moment de modifier carrément le tracé de la RN5 et de délocaliser totalement l’emplacement du pont hors de Maison-Carrée, idée que les habitants et propriétaires de ce qui était appelé « quartier de l’Harrach » (appuyés par le puissant Jacques Duroux dont le tracé annoncé en projet traversait justement des immeubles à lui) s’opposèrent à cette option et le gouverneur Charles Jonnart finit par accepter que la reconstruction du pont se fasse au même emplacement. Les travaux furent entamés vers 1910, et l'édifice final est celui-là même qui se trouve de nos jours à El-Harrach de nos jours sous le nom de "Pont du 1er novembre" ou, plus communément, le « Pont Blanc » (el-Qantara el-Bidha) qui constitue un des points les plus distinctifs de la ville.
(5 mai) - Élections municipales à Maison-Carrée.
Le premier tour (5 mai) annonce la victoire de la liste de Frédéric Altairac qui est élu maire, et de son allié Jacques Duroux qui devient 1er adjoint avec un certain Michel Germain comme 2nd adjoint. Toutefois, ce premier résultat sera âprement contesté par le maire sortant Léon Eldine qui porta bien l'affaire devant les tribunaux, mais sans succès.
Une semaine plus tard, le résultat du 2e tour des élections (tenu le 12 mai) fut lui aussi l'objet de contestation de la part des candidats Trudhumeau et Gintestet. Ceux-ci eurent plus de succès puisque le tour se verra effectivement annulé par le Conseil d'État par un arrêté daté du 04/03/1913 qui ordonne la réédition du scrutin pour les 8 candidats dans un délai de deux mois. L’élection sera ainsi tenue le 18/05/1913 et c'est un certain Eugène Boisset, lui aussi de la liste Altairac, qui sortira finalement vainqueur de cette interminable bataille avec 640 voix sur un total de 1.030 votants.
(mai) - Ouverture au public de l'Electric-Théâtre, première salle de spectacles à Maison-Carrée. Propriété d'un certain Di Martino, l'établissement était aussi nommé Eden-Théâtre et il abrita peu après les toutes premières projections cinématographiques dans l'histoire de la ville.
- Inauguration de la Maison Centrale de l'Harrach. Il s'agissait d'un nouvel établissement pénitentiaire en remplacement de l'ancienne prison abritait le vieux bordj de la Maison-Carrée depuis 55 ans et qui, remis de nouveau à l'armée française, reprit sa fonction de caserne. Ladite prison, située quelques centaines de mètres en amont de l'ancienne, mais toujours dans le quartier de Belfort, était la plus vaste et l'une des plus modernes du pays en son temps, sans que cela n'empêche totalement les évasions pour les plus téméraires puisque, à peine inaugurée, la presse algéroise annonce la fuite d'un certain Ahmed b. Ali b. Amar b. Djemâa, puis son arrestation six semaines plus tard. Cet établissement existe encore de nos jours et reste une des prisons les plus connues d'Algérie.
(Juin) - Nouvelle affaire sordide à Maison-Carrée : selon la presse locale, un épicier de la ville, nommé Mellah Boudjemaa b. Mohamed et âgé de 70 ans, s'est fait agresser dans sa boutique et décéda des suites des coups de couteaux qu'il avait reçu de son agresseur. Le meurtrier, un adolescent de 15 ans nommé Bouaklaz Yahia, fut arrêté le soir-même et, tout en reconnaissant les faits, affirma avoir agi par vengeance du vieillard qui lui aurait fait des avances. Le vieil épicier étant connu de longue date à Maison-Carrée, il n'y eut nul témoignage défavorable sur sa moralité, ce qui vaudra une condamnation à 8 années de réclusion pour le jeune meurtrier en janvier 1913.
(22 décembre) - Sous l'intitulé d'insuffisance de la force de police à Maison-Carrée, un petit article de presse exprime la vision européenne de la situation sécuritaire dans la ville à cette époque : "Deux agents, un brigadier et un garde, voilà de quoi se compose notre police, en face d'une véritable armée de malandrins attirée à Maison-Carrée par les prisons, surtout par celle de femmes. Les malfaiteurs indigènes sont aussi nombreux et se recrutent parmi cette jeunesse oisive qui passe ses journées et ses nuits à jouer aux cartes, dans les cafés maures et à exploiter les marchés".
(29 décembre) - Dans une lettre à la presse locale, un européen habitant à Maison-Carrée critique les autorités locales et rapportent sa vision sur l'état de la ville à cette époque : "Depuis que Jacques Duroux, sous le pseudonyme d'Altairac, est maire de Maison-Carrée, notre cité est d'une saleté repoussante. Nos marchés servent de dortoirs et de remises aux gitanos et aux indigènes vagabonds".
1913
(3 janvier) - Un certain Amrouz Ali b. Hadj-Saïd, originaire d'un petit village du côté de Drâa El-Mizane où il aurait commis -quelques semaines auparavant- un meurtre contre une européenne, se fait arrêter à Maison-Carrée par un agent indigène nommé Gunorni.

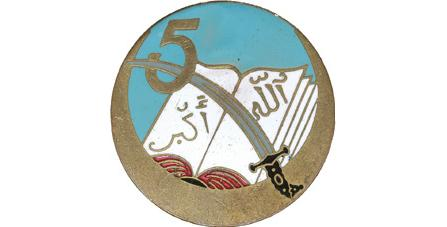
Insigne du 5e Régiment de Tirailleurs Algériens (1913-1940)

(15 avril) - Alors que l'unité se trouvait en opération au Maroc, le commandement de l'Armée française d'Afrique décide de retirer trois bataillons du 1er régiment de tirailleurs algériens (RTA) pour créer un nouveau régiment qui sera nommée 5e Régiment de tirailleurs algériens (5e RTA). Au grand dam de la localité de Dellys vers laquelle était au départ prévue cette affectation, et au grand bonheur des habitants européens du quartier Belfort, le 1er bataillon de cette nouvelle unité ainsi que son quartier-général et dépôt d'armes seront établis dans le vieux bordj de la Maison-Carrée, et dont le nom restera désormais étroitement lié au 5e RTA, jusqu'à la dissolution du corps en mai 1941.
(6 mai) - Le premier conseil de révision pour le recensement des conscrits indigènes au service militaire français se tient à Maison-Carrée.
Le service militaire obligatoire a été institué pour les musulmans d'Algérie en février 1912, prévoyant alors un recensement annuel des jeunes hommes indigènes dans chaque commune, pour un système de conscription partielle par tirage au sort, sachant que ces conscrits musulmans seraient astreints à un service de trois années alors que les européens se servaient que deux ans.
De manière générale, cette mesure fut perçue très négativement par les algériens et le début de son application suscita même des altercations et des incidents à certains endroits du pays. L'administration coloniale procéda alors avec prudence et il fut décidé de limiter l'exercice 1912 à la moitié des communes seulement, de et traiter l'autre moitié en 1913. La commune de Maison-Carrée fit partie de cette seconde vague et la tenue de ce premier conseil de révision suscitait clairement des inquiétudes de la part des autorités locales vu qu'un dispositif sécuritaire particulier a été déployé autour de la mairie en ce jour selon ce qui est rapporté par la presse.
Finalement, l'opération se déroula dans le calme et il en sortit un total de 154 inscrits indigènes dont 16 furent déclarés bons pour le service. Sur le nombre restant 3 personnes sont ajournées, 2 sont excusées, 2 comptabilisés comme erreurs d'inscription, 38 sont exemptées, 28 dispensées, 48 sont inscrites d'office, 8 sont inscrites dans d'autres communes et enfin 15 personnes sont écartés par le tirage au sort.
(22 juin) - Meurtre en public à Maison-Carrée : en soirée, à la sortie d'une fête de mariage, un certain Beddaouche Salah b. Braham se fait interpeller au niveau du dépôt des CFRA, par Akoun Larbi b. Belkacem (45 ans) et El-Haoussine b. Belkacem (24 ans, habitant Plateau-Saulière) qui le tuent à coup de matraque et de couteau après une brève altercation. Arrêtés le lendemain à Alger, les deux meurtriers reconnaissent les faits et affirment avoir agi pour l'honneur de leur famille, la victime ayant selon eux détourné une de leurs parentes.
(29 juin) - Élections départementales en Algérie.
À Maison-Carrée (10e circonscription), il y eut 758 votants sur un total de 1 174 inscrits, et le vainqueur du scrutin fut Frédéric Altairac (635 voix) contre un certain Fabrega.
(4 juillet) - Un nouveau crime passionnel secoue Maison-Carrée. Le meurtrier est, cette fois-ci, un résident espagnol du nom d'Amer Juan qui poignarde son épouse dans le quartier de Belfort. L'homme n'en était pas à son premier forfait si l'on croit la presse de l'époque car, une année plus tôt (12 août 1912), il avait tiré sur sa pauvre femme avec un revolver à la suite d'une dispute mais s'est vu absout par le jury de la Cour d'Assise d'Alger et, à peine un mois après sa libération de prison, il revint à la charge dès la première occasion et parvient cette fois-ci à mettre fin aux jours de la malheureuse avec un couteau de boucher. Il sera alors condamné à 15 ans de réclusion criminelle.
(22 août) - Le marché aux bestiaux de Maison-Carrée se hisse au premier rang en Algérie e terme de volumes traités et devient un des plus importants marchés de toute l'Afrique du Nord française. Ayant été un des principaux moteurs de la croissance économique et démographique à Maison-Carrée depuis les années 1860, le grand marché drainait -chaque vendredi- une foule de plus en plus importante de gens de l'intérieur du pays vers la ville, ce qui ne manquait pas de susciter de nombreux problèmes de sécurité pour les autorités coloniales locales, avec parfois des proportions dangereuses.
Ainsi, la presse algéroise de ce jour rapporte les faits une violente altercation qui eut lieu entre un maquignon algérien et un Européen de Maison-Carrée, rapidement transformée en une rixe impliquant plus de 150 Algériens et plusieurs Européens, et suscitant un tel désordre qu'on songea carrément à faire intervenir la troupe pour ramener l'ordre. Quels que soient les motifs à l'origine, cet incident aurait mis en émoi les habitants européens de Maison-Carrée ainsi que les autorités municipales.
(9 septembre) - Dans une lettre ouverte publiée dans la presse locale par un riverain de oued l'Harrach se plaint aux autorités nous donne quelques précieuses informations sur la situation écologique à cette époque : « Depuis ce matin, l'oued l'Harrach est noir comme de l'encre et un grand nombre de poissons morts surnagent à sa surface, ce qui indique qu'un poison assez violent et d'une grande quantité a dû être déversé dans cette rivière. Qu'on s'imagine le tort que cela peut faire aux riverains, soit par les maladies causées par la corruption de ces poissons ou l'ingestion de ceux qui seront vendus dans nos parages, soit par l'arrosage des légumes, ou par l'emploi d'une eau acidulée dans les usines. Ajoutez encore le dépeuplement presque complet de poissons ; le mauvais breuvage par les troupeaux de passage à Maison-Carrée, etc. Cette eau malpropre restera stagnante relativement jusqu'à la nouvelle crue, car l'embouchure de la rivière étant presque obstruée, l'écoulement ne s'en fait qu'excessivement lentement ».
(28 octobre) - Un cabinet d'étude notariale est institué à Maison-Carrée, par un arrêté départemental, au nom d'un certain M. Masson. Réclamé depuis quelques années déjà par les habitants, il s'agissait du tout premier notaire dans l'histoire de la ville.
(29 octobre) - Une dépêche du Gouverneur général d'Algérie prescrit officiellement « la délimitation du domaine public fluvial des Oueds Smar et el-Harrach entre les ponts des routes nationales n°5 et n°8 à Maison-Carrée ».
Un arrêté préfectoral fixe en ce jour les limites du domaine publique fluvial sur les deux berges de oued l'Harrach à Maison-Carrée.
(30 novembre) - Élections des représentants aux Délégations Financières d'Algérie.
Dans la 5e Circonscription électorale, dont fait partie la commune de Maison-Carrée, le poste de « délégué non-colon » voit s'affronter deux grands notables de la ville : d'un côté le pharmacien Raoul Zévaco (délégué sortant, candidat du Parti Républicain) et de l'autre l'industriel Jacques Duroux (candidat du Parti Réactionnaire). Tout au long des semaines qui précèdent le scrutin, une campagne des plus musclées sera menée par les deux camps et on ne compte plus les accusations de fraude que s'échangèrent les partisans des deux candidats. Zévaco sera finalement réélu, mais avec une si courte majorité (18 voix) que le résultat suscitera encore de vives polémiques entre les  des mois après la proclamation des résultats. Une altercation eut ainsi lieu entre le conseiller municipal Léon Eldine qui présidait la commission de recensement et le commissaire de police Coquelin qu'il accusait de l'avoir menacé dans l'exercice de ses fonctions et dont l'affaire sera portée devant la justice. Finalement, c'est Nicolas Zévaco qui remporta le scrutin.
1914
(juillet) - Déclenchement de la 1re Guerre Mondiale.
La France ayant déclaré la guerre à l'Allemagne, l'ordre de mobilisation générale est officilement publié par le gouvernement. À ce titre, et en plus des divers bataillons du 5e RTA stationnés dans la caserne de Belfort qui vont se relayer sur le front, une partie importante de la population masculine de Maison-Carrée sera enrôlée dans les rangs de l'armée française jusqu'à la fin du conflit, à tel point que certaines usines de la ville cesseront l'activité durant plusieurs semaines faute de main-d’œuvre.
Au fil des semaines et des mois que va durer la Grande Guerre, on annoncera régulièrement des morts et des blessés au front parmi les mobilisés maison-carréens, le plus connu d'entre eux étant l'adjudant Laverdet (mort au front en janvier 1915), instituteur au Groupe Scolaire de Maison-Carrée et dont l'établissement portera le nom après la fin de la guerre.
1915
1916
(1er juin) - Une nouvelle crue de l'Oued El-Harrach provoque de grandes inondations à Maison-Carrée.
(20 novembre) - Un macabre fait divers provoque une vive émotion à Maison-Carrée. Il s'agit du meurtre par strangulation d'une européenne, Marguerite Ferrer, âgée de 31 ans et habitant avec son père près des usines Altairac. Le crime était apparemment motivé par le vol du domicile.
1917
(juillet) - Sur demande du Gouvernement Général d'Algérie, une Compagnie Française du Froid-Sec est établie à Maison-Carrée pour gérer un nouvel entrepôt frigorifique industriel.
Propriété de l’administration coloniale à l'origine, cette usine fut concédée à la société Froid-Sec avec un bail de 10 ans. Première du genre en Algérie, l'installation était à la pointe de la technologie à l'époque et, considérant le marché aux bestiaux de Maison-Carrée était le plus important du pays à cette date, l'investissement paraissait très prometteur en théorie. Il en fut pourtant rien comme nous pouvons le lire dans la presse de l'époque, parfois non sans humour: « L'existence de cette malheureuse société a été marquée par des aventures absolument navrantes. Les appareils de réfrigération à air confiné, conçus selon les brevets P. Fleury, dont elle a entrepris la construction et l'exploitation depuis 1911, ont englouti en dix ans 8 millions de francs. Après tout, les frigorifiques ne sont pas chargés d'éviter les coulages d’argent. Ils auraient pu, tout au moins, assurer la conservation des matières périssables qui leur étaient confiées. Mais voici le hic ! Le Froid sec n'est pas un froid ordinaire. Il ne conserve pas ! Le scandale des moutons avariés de l’'usine de Maison-Carrée avait si fortement ému les autorités que l’interdiction d'exporter le bétail fut levée dare-dare. Il aurait été du dernier saugrenu, en effet, de laisser le « Froid Sec » transformer scientifiquement la viande fraîche en vigoureux asticots, alors que la métropole ne pouvait faire face aux besoins de la consommation avec un cheptel amoindri. Le retour à la liberté d’exportation se traduisit par la fermeture du trop célèbre établissement de Maison-Carrée qui traitait, de la manière que l'on sait, 2 500 moutons par jour. Autre complication : le contrat d'exploitation passé entre la Société et le gouvernement de l'Algérie expirait le 1er janvier dernier, l'usine de Maison-Carrée devant revenir à cette date à l'administration. Or, les commissaires des comptes avouaient, dans le rapport présenté à l’assemblée du 28 mai dernier, que les bénéfices réalisés à Maison-Carrée n'avaient pas été suffisants pour amortir complètement les installations. Voici donc les pertes d'argent qui viennent se superposer avec les pertes de frigo ! On croirait vraiment que l'expression « jouer de malheur » a été créée spécialement pour le « Froid sec ». Un dernier mot pour terminer. Une assemblée tenue le 27 août dernier a autorisé le conseil à se faire ouvrir des crédits en banque pour un total de 31 000 000 francs. Cela s'appelait poétiquement alors un crédit de campagne. Par exemple, il serait curieux de savoir quel est l’établissement de crédit assez déséquilibré pour subventionner une entreprise aussi artistement piquée des vers ! Les maigres dividendes de 5 francs par action pour l'exercice 1918 et de 6 francs pour 1919, distribués au détriment de la situation financière, absolument déplorable au reste, devaient cependant dessiller les yeux des plus aveugles. Aussi les cours des actions du « Froid sec » tombent-ils, comme les moutons de Maison-Carrée, en liquéfaction. De 167, niveau maximum atteint en 1920, on en est à 22,50 francs ». En effet, à partir de 1920, les difficultés financières vont ainsi devenir le lot ordinaire de l'entreprise avant que l'activité ne cesse totalement en 1924 et que l'affaire ne se solde par la banqueroute totale en 1926. Cette situation inquiétait au plus haut point le conseil municipal de Maison-Carrée. On y évoqua l’idée de rouvrir l’usine et d’y adjoindre un abattoir intercommunal (il n'existait encore à cette date qu'un petit abattoir de fortune au niveau du marché aux bestiaux) dès 1922, sans suite. En mars 1924, une Société Financière pour l’Industrie (SFPI) -qui gérait de nombreux abattoirs en France- propose aux autorités coloniales d’ouvrir des abattoirs modernes dans l’ancienne usine Froid-Sec de Maison-Carrée et d’en reprendre la gestion en même temps, mais cette proposition ne reçut aucune réponse car, à la même époque, la municipalité d’Alger étudiait la création des grands abattoirs d’Hussein Dey dont l’emplacement avait déjà reçu l’aval enthousiaste des bouchers algérois pour sa proximité de la ville. Finalement, il faudra attendre 1926 pour voir l'établissement reprendre l'activité avec la création d'une nouvelle société, la SACANA.
On notera au passage que l’endroit où se trouve l'usine (sur la route qui mène vers la zone de Lavigerie et qui était donc assez excentré par rapport du centre-ville) devint vite un lieu-dit car on disait communément, à l'époque, « Froid-sec » pour désigner la zone. L'usine frigorifique (mise en arrêt depuis les années 1990), d'une architecture assez élégante, existe encore de nos jours et se trouve juste à côté des abattoirs et de la brigade de gendarmerie d'El-Harrach.
1918
(18 février) - Le Conseil municipal de Maison-Carrée décide de rebaptiser le groupe scolaire de la commune (construit en 1900) du nom du lieutenant Laverdet, mort au combat en 1915 et enseignant dans l'école de Maison-Carrée avant sa mobilisation et son départ pour le front.
(11 novembre) - Fin officielle de la IIe Guerre Mondiale avec la victoire de la France et ses alliés sur l'Allemagne.
La commune de Maison-Carrée comptait alors parmi ses ressortissants 123 personnes (dont 22 algériens musulmans) mortes au combat entre Mai 1914 et Novembre 1918.
1919
(février) - La Compagnie Centrale d’Énergie Électrique entame les premières démarches auprès de la municipalité de Maison-Carrée en vue de l’installation d’une distribution de gaz pour le chauffage et la cuisine à travers la ville.
(11 mars) - Un affaissement de terrain provoque l’effondrement d'un des murs de soutènement du pont métallique des CFRA à Maison-Carrée (act. el-Qantara el-Kahla) et à un grave affaiblissement des supports de l'ouvrage. Le pont se voit alors fermé à la circulation et les liaisons du tramway entre Maison-Carrée et Alger très perturbés pour un temps.
(28 mars) - Réagissant à des rumeurs sur un transfert imminent du 5e RTA de sa caserne de Belfort et son remplacement par un bataillon d’artillerie, le maire de Maison-Carrée Léon Eldine adresse une lettre aux autorités militaires de la colonie pour exprimer la préoccupation de sa communauté à ce sujet.
La lecture de certains passages de la missive est intéressante, dans le sens où elle nous éclaire sur la façon dont les Européens de Maison-Carrée (l'exemple étant applicable à l'ensemble de l'Algérie) concevaient à l'époque la relation avec les Algériens musulmans, et on y retrouve des échos de certains incidents qui survenaient apparemment de manière assez récurrente depuis un certain temps, notamment au niveau du marché : « Il est un point, Mon Général, sur lequel je me permets d’attirer votre attention. Maison-Carrée est un centre essentiellement passager, le siège d’un des plus grands marchés de la Colonie, où se groupent chaque semaine par milliers les indigènes : au point de jonction des principales routes de pénétration dans l’intérieur des lignes de chemins-de-fer, la ville semble être le refuge de tous les gens sans aveu. La police y est extrêmement difficile, et les commencements de nefra ont souvent nécessité l’intervention de la troupe. D’autre part, le groupe pénitentiaire de Maison-Carrée abrite 800 à 900 détenus dont 400 forçats qui travaillent au-dehors, chez des propriétaires, et une révolte de ces individus, toujours possible, ne pourrait être réprimée que par la force armée. Les troupes d’artillerie ont service spécial qui ne leur permettrait pas d’avoir toujours prêt à marcher un effectif suffisant pour assurer la répression. Pour toutes ces raisons, je me permets d’insister, Mon général, pour obtenir le maintien à Maison-Carrée, sinon de la portion centrale du régiment de Tirailleurs, du moins du dépôt avec un effectif de troupe suffisant pour garantir la sécurité ». Concernant le 5e RTA, on prit contact avec un des conseillers généraux de Maison-Carrée, Mr Altairac, et on le pria d’aller vérifier cette information auprès du commandement local de l’armée coloniale, et on eut alors des assurances de la part des chefs que cette unité n’allait pas être déplacée de ses casernements de Maison-Carrée ».
Quelques semaines après cet échange, et à la suite de la promulgation de la Loi du 4 février 1919 qui abolissait les restrictions précédentes et autorisant tout « électeur indigène » (ils sont au nombre de 157 dans la commune de Maison-Carrée cette année) à disposer d’une arme à feu s’ils le souhaitent, le conseil municipal de Maison-Carrée joint sa voix à celle d’autres communes coloniales et souhaitent ouvertement que l’ancienne réglementation soit réintroduite, précisant que « la facilité avec laquelle les indigènes obtiennent l’autorisation de détenir une arme peut avoir une répercussion très grave sur la sécurité », ou encore que « La loi précitée a été votée inconsidérément et il est de toute urgence d’un atténuer les effets si l’on ne veut pas perdre le bénéfice des sacrifices consentis pour la pacification de la Colonie ». Fait assez rare pour être noté, les quelques indigènes membres du conseil municipal sont invités à s’exprimer sur la question. Le conseiller Bouchenack aurait alors déclaré que « beaucoup de ses coreligionnaires, propriétaires ou commerçants, habitant la commune depuis de longues années et leur passé d’honnêteté, leur loyalisme envers la France sont garants de l’usage qu’ils feront de l’arme mise entre leurs mains ; mais estime que la plus élémentaire prudence commande de ne pas généraliser la mesure », propos qu’approuva son collègue Abderrahmane selon le PV d’une des sessions ordinaires du conseil municipal.
(7 mai) - Près de 200 ouvriers des tannerie et briqueterie Altairac à Maison-Carrée se mettent en grève, réclamant la mise en place de la journée de travail de 8h et la revalorisation des salaires à 8 et 14 francs selon les catégories.
(19 juin) - Nouveau mouvement de grève dans la région de Maison-Carrée. Il s'agit cette fois-ci d'une soixantaine d'ouvriers qualifiés de l'usine frigorifique dite Froid-Sec qui réclament une revalorisation de leur prime de déplacement. L'affaire se termine vite par le licenciement des grévistes, mais l'incident rapporté par la presse locale permet de savoir que les meneurs du mouvement étaient des ouvriers recrutés en France (des Parisiens et deux Marseillais) tandis que la majorité étaient des Espagnols.
(septembre) - L'augmentation continue des prix des denrées alimentaire atteint de telles proportions à Maison-Carrée que le maire Louis Eldine promulgue un arrêté municipal qui place le prix de vente de certains produits dans les marchés de la ville sous son autorité.
(octobre) - À sa création, la section de Maison-carrée pour l'Organisation des Anciens Combattants compte quelque 200 adhérents locaux.
(octobre) - Les affaires de vol et violences de tout genre atteignent un niveau inouï à Maison-Carrée, la presse locale rapportant pas moins d'une quinzaine d'incidents de différents niveaux de gravité pour cette période, dont des cas de meurtre.
(30 novembre) - Élection à Maison-Carrée pour la désignation des six conseillers municipaux indigènes.
Le résultat du scrutin sera toutefois annulé par décision du conseil de la préfecture d'Alger (12/01/1920) et, malgré la contestation de la décision par les candidats Sâad-Allah Mahfoud et Ammeur Mohammed, ça sera confirmé par le Conseil d'État à Paris (10/01/1921).
(7 décembre) - Sa liste ayant obtenu une large majorité dans le nouveau Conseil municipal, le républicain Léon Tourenne est élu maire de Maison-Carrée et succède ainsi à Léon Eldine qui avait tenu le poste durant toute la durée de guerre de 1914-1918. Crocherie et Redon furent élus respectivement 1er et 2e adjoint au maire.
(décembre) - Membre du Conseil municipal de Maison-Carrée depuis 1912, Jacques Duroux devient conseiller général de la circonscription et parviendra à obtenir, peu de temps après, la présidence du Conseil général d'Alger où il se maintiendra jusqu'en 1937.
(décembre) - Protestant contre une nouvelle augmentation des tarifs de la CFRA, une lettre du maire de Maison-Carrée nous donne quelques indications sur la situation des transports reliant la localité à la ville d'Alger à cette époque : « Le service des voyageurs laisse absolument à désirer. Des motrices sont réservées pour les voyageurs partant d’Alger et allant au-delà du Jardin-d’Essai, mais les instructions de la CFRA ne sont pas toujours respectées, et il s’ensuit que nombre d’habitants de Maison-Carrée ne rentrent chez eux qu’après avoir stationné des heures à un des arrêts intermédiaires ». Par ailleurs, un décret municipal daté de ce mois et fixant le tarif des « courses par cochers » dans la commune et vers les autres localités énumère les divers lieux de station de l’époque : « Ferme d’Humières, Ouled-Adda, Séminaire des Pères-Blancs, El-Alia, Cinq-Maisons, Ferme Altairac, la Glacière, Usine Altairac, École d’Agriculture, Quartier PLM, Quartier Belfort, Cressonnière, Froid-Sec, Prise-d’Eau, Sidi-Herzine, Caroubier, Hippodrome, Oued Smar ».

### 1920-1941: Âge d'or de la colonie européenne, émergence d'une société "indigène" harrachi
1920
(11 avril) - Election municipale à Maison-Carrée.
(Avril) - Jacques Duroux, déjà conseiller général de Maison-Carrée (10e Circonscription) et en même temps président du Conseil général du département d'Alger, se fait élire aux Délégations Financières d'Algérie.
(27 mai) - Tenue à Alger du Congrès des Maires d'Algérie.
Regroupant presque tous les maires des communes du pays, le CMA exprimait surtout les vœux et volontés des Européens du pays envers l'administration coloniale et le pouvoir politique français de manière générale. Contrairement au premier congrès de 1910 où ont prévalu les sujets budgétaires et financiers, ce congrès général fut organisé à l'initiative de certains maires dans un contexte politique assez tendu suite la promulgation, en 1919, de ce qui était appelé "Loi Jonnart"  sur le statut des indigènes d'Algérie.
La presse européenne locale considère ainsi que ce congrès fut revêtu dès le départ du « caractère très précis d'une protestation en masse de l'élément français d'Algérie contre les dangereuses utopies d'une politique indigène aveugle et susceptible de compromettre gravement, dans un avenir plus ou moins éloigné, l'établissement de la France dans le Nord de l'Afrique », et on peut effectivement constater qu'il régnait un certain climat d'appréhension parmi les élus locaux européens face à la montée du nationalisme algérien. Les maires de Kabylie dénoncent ainsi ce qu'ils estimaient être le résultat de la "politique indigène" incarnée par la Loi Jonnart, et expriment au congrès leur « désarroi, inquiétude, malaise, insécurité, méfiance entre Français et Indigènes, retours aux guérillas, aux nafra entre çoff reconstitués par la passion électorale réveil du fanatisme et de l'esprit nationaliste musulman ».
Pour sa part, Maison-Carrée était représentée par son maire de l'époque, Léon Tourenne qui, contrairement à son prédécesseur Lebailly en 1910 (où il fut élu membre assesseur au bureau du congrès), ne figure pas parmi les meneurs de la réunion ne se fit désigner à aucun poste de responsabilité. Toutefois, l'unique intervention qu'il aurait eue dans les débats fut faite au deuxième jour des travaux, dans la rubrique sécurité où, allant dans le sens de toute une série de mesures répressives à l'égard des algériens souhaitées par les nombreux autres maires participants, il exprima le vœu de voir rétabli le droit de perquisition des gendarmes chez les indigènes sans attendre l'ordre des autorités judiciaires.
(31 mai) - Dans le cadre d'actions de solidarité avec les villes françaises touchées par les grandes destructions de la guerre de 1914-1918, le maire Léon Tourenne et le Conseil municipal de Maison-Carrée décident du parrainage de la ville de Péronne dans la Somme, et ouvrent à cet effet une souscription générale de dons auprès de la population, des entreprises et des associations locales. Cette action résultera de l'envoi à la petite ville française, de 1920 à 1923, d'une somme de 35 000 francs d'époque.
(août) - La municipalité de Maison-Carrée annonce la construction d’une école primaire supérieure pour jeunes-filles, la quatrième du genre dans tout l’Algérois à cette époque.
Le site choisi est décrit par le maire à la commission des travaux du conseil municipal : « […] il se trouve sur les hauteurs qui dominent la ville, près du village de Belfort, entre les deux routes qui conduisent de Maison-Carrée à l’École d’Agriculture. Vaste et bien exposé, sans voisinage douteux ou gênant, il convient parfaitement à l’édification d’un établissement scolaire avec internat, qui n’aura rien à envier pour l’exposition, le confort et l’hygiène, à l’école primaire supérieure de garçons ». Cette nouvelle EPS de filles est de nos jours la vielle école primaire située juste en face du jardin public de Belfort (qui n'était pas encore aménagé à cette date). Sur ce lieu, s’appelait à l'époque « Plateau des Pins », le terrain où l'école fut construite avait été acheté par la municipalité à un notable de la ville, Mr. Bomati, celui-là même à qui appartenaient les grands terrains qui vont devenus lotissement du "Parc Bomati" (act. quartier du Parc). Une dizaine d'années plus tard, lorsqu'une nouvelle école pour garçons sera édifiée à Belfort, l'école de filles sera transférée vers l'ancienne Ecole Primaire Supérieure de garçons qui abrite encore de nos jours le lycée de jeunes-filles Ourida Meddad d'El-Harrach.
(août) - La presse locale rapporte des cas d'évasion de la prison centrale de l'Harrach à Maison-Carrée.
(septembre) - En apprenant que les terrains dits à l'époque du « Polygone de tir » (il s'agit d'une zone militaire qui était réservée aux exercices d’artillerie qui s'étalait sur ce qu'on appelle encore de nos jours plage Mazella) allaient être désaffectés par l'armée française, la municipalité de Maison-Carrée espérait se voir concéder ces éspaces afin d’y faire construire des installations balnéaires pour les habitants, mais la nouvelle fut finalement démentie par les autorités militaires. Parallèlement à cela, on évoqua au sein du conseil municipal la possible viabilisation de ce qui était appelé alors « chemin des Cinq-Maisons ». Long de 530 m, ce sentier aboutissait alors dans la « propriété Mazella », celle-ci n’étant séparée du rivage que par des terrains appartenant à la Société Immobilière, et il se trouve que celle-ci proposait de céder une bande de terrain à la commune pour que ledit chemin soit prolongé jusqu’à la mer en contournant le terrain de la société et non en la traversant comme le demandait la municipalité. Un compromis sera trouvé quelque temps plus tard.
(16 septembre) - À la suite d'une panne technique, un avion (de type Breguet 300-HP) qui survolait la ville de Maison-Carrée s'écrase sur les vignobles de la Société Immobilière de l'Harrach près du monastère des Pères-Blanc à Lavigerie (act. Mohamadia). Les deux officiers français qui pilotaient l'appareil s'en sortent indemnes. A cette époque, le premier terrain d'aviation construit en Algérie occupait la façade maritime face à Hussein-Dey, sur la rive gauche de oued El-Harrach et c'est probablement de là que l'avion avait pris son envol.
(novembre) - Un décret du Gouvernement Général d'Algérie proclame que : « […] La voie neuve, d’une longueur de 7 376 m, à ouvrir, entre le port d’Alger et la ville de Maison-Carrée, partie sur le domaine public maritime et partie entre la voie du chemin de fer d’Alger à Oran et le littoral ; ladite voie ayant son origine au Sud des terre-pleins de l’arrière-port d’Agha, suivant de plus ou moins près la ligne susvisée du chemin de fer Paris-Lyon-Méditerranée d’Alger à Oran, s’en détachant pour contourner le cimetière d’Hussein-Dey et le Polygone de l’artillerie en empruntant le chemin du Polygone, la rejoignant au Caroubier et aboutissant sur la RN 5 d’Alger à Constantine […] à la sortie du pont biais existant sous les voies Paris-Lyon-Méditerranée ».
En fait, il s’agit là du tracé précis et définitif de la fameuse « Route Moutonnière » qui était attendue depuis plus de quinze ans par les autorités locales de Maison-Carrée. En prévision du lancement effectif de la réalisation, le décret déclare tous les travaux en relation avec ce projet sont d’utilité publique et prévoit un délai de cinq années pour son exécution.
1921
Selon les résultats d'un recensement général, la commune de Maison-Carrée compte à ce moment de son histoire une population de 11 290 habitants (dont 53 % d’Européens, 47 % d’Algériens musulmans) répartie comme il suit : Maison-Carrée ville = 8 901 habitants (61 % Européens), banlieue = 2 389 habitants (25 % Européens), et s’y ajoutent 2 685 personnes comptées à part (militaires, prisonniers, étudiants, ecclésiastiques). Mais, si l'essor démographique ne se dément toujours pas à Maison-Carrée, la situation économique de la localité n'était pas reluisante à cette époque et le taux de chômage était tel que certaines associations locales adressèrent des vœux et des demandes à l'administration coloniale pour que les recrutements et embauches se fassent en priorité au profit des ressortissants français.
(9 janvier) - Poursuivant son ascension sur la scène politique algérienne et française, Jacques Duroux -conseiller municipal à Maison-Carrée- sort vainqueur des élections sénatoriales tenues en ce jour, et qu'il avait brigué au nom du Parti radical-socialiste de Georges Clemenceau dont il était devenu un membre très influent. Duroux gardera son poste de sénateur jusqu'en 1938.
(juillet) - Inauguration de la 15e Fête Fédérale de Gymnastique de l’Afrique du Nord qui se tient cette année à Maison-Carrée.
Importante manifestation sportive à l'époque, la ville voit affluer à cette occasion quelque 1 200 athlètes représentant une cinquantaine de clubs de gymnastique de toute l'Afrique du Nord française. Maison-Carrée ne disposant pas en ce temps d'un stade municipal ni de salles de sport, les épreuves du concours furent toutes organisées dans ce qui était appelé "champs de manœuvre du quartier Belfort", grand espace situé derrière la caserne du 5e RTA et qui se trouve de nos jours inclus dans ce qu'on appelle "caserne de Bellevue".
1922
(1er janvier) - Le chanoine Repetecci, 11e curé catholique dans l'histoire de la ville, succède à l'Abbé Barreau à la tête de la paroisse de Maison-Carré.
(22 mars) - On a vu que, dès les premières années qui ont suivi la fin de la Première Guerre mondiale, la ville de Maison-Carrée connaît de sérieux problèmes d'insécurité ou, tout au moins, que les sujets sécuritaires deviennent une préoccupation récurrente pour les autorités coloniales. Ainsi, lors des débats au Conseil municipal de ce jour, nous apprenons que les vols ne se comptaient plus depuis un certain temps et on considéra que cette situation était due à l’insuffisance du personnel de police locale depuis que le 5e RTA de la caserne de Belfort avait retiré à la municipalité les patrouilles de Tirailleurs qui étaient jadis mis à sa disposition pour l’organisation de rondes nocturnes dans la ville. Le maire prend acte de la situation et entame des démarches auprès des deux Délégués financiers de Maison-Carrée, Duroux et Boniface, ainsi que du Conseiller général Altairac, afin que les autorités coloniales y fassent installer une Brigade mobile de gendarmerie.
(13 décembre) - Par un arrêté du Gouvernement Général d'Algérie daté de ce jour, le tout premier bureau de l'administration des domaines est institué à Maison-Carrée. Ouvert officiellement en mars 1923, le service en question était prévu pour couvrir l'ensemble du canton judiciaire de Maison-Carrée, ses locaux étant à l'époque situés sur la Route d'Alger (act. rue Hassan-Bey Ali), juste à côté de l'étude notariale de la ville que tenait encore à l'époque M. Messon.
(31 décembre) - La gestion municipale de Maison-Carrée affiche, pour l'exercice 1922, affiche une situation financière en nette amélioration avec un total des recettes de 809 617 francs et des dépenses de 643 151 francs.
1923
Dans un rapport adressé au maire de Maison-Carrée, le médecin communal Dr Gautier nous éclaire un peu sur la situation sanitaire de certaines franges de la population de la commune à cette époque : « […] Il existe enfin une troisième catégorie d’indigents, ce sont les Kabyles et les Marocains qui travaillent dans les fermes sur le territoire de la commune. C’est ainsi que certains sont occupés en ce moment au dessèchement des marais de l’oued Smar. Ces hommes vivent dans des conditions hygiéniques défavorables ; les épidémies de typhus et de paludisme les atteignent largement ».
- Des travaux d'assainissement et de régularisation sont effectués sur le cours de l'oued Smar à Maison-Carrée.
(1er avril) - Une délégation du parlement français, se trouvant en mission dans divers points de l'Algérie, se rendent à la mairie de Maison-Carrée où ils rencontrent le Conseil municipal et les grands notables de la colonie. Ils rendent ensuite visite à l'Institut agricole à Belfort.
(24 mai) - Un avion s'écrase près des usines Altairac à Maison-Carrée. Il s'agit du deuxième accident du genre que connait la localité, avec cette fois-ci le décès de l'un des deux pilotes impliqués, un certain adjudant Baumann.
1924
- Au bout de cinq années de travaux, la tant attendue "Route Moutonnière" est inaugurée et officiellement ouverte à la circulation.
Reliant Maison-Carrée au centre d'Alger par le bord de mer en évitant le centre d'Hussein-Dey, cette artère (act. Avenue de l'ALN) est plus tard devenue une autoroute, et elle reste encore de nos jours le principal chemin d'accès vers Alger-Centre, que ce soit en provenance d'El-Harrach ou de l'Est du pays de manière générale.
(novembre) - Inauguration d'un "Monument aux Morts", sur la Place de la République (act. Place du 5 juillet 1962), en hommage aux 256 ressortissants de la commune qui sont morts dans les combats de la Grande Guerre de 1914-1918.
L'idée d'un monument commémoratif local est évoquée pour la première fois en novembre 1918 par le maire de l'époque, L. Eldine, au cours du tout premier conseil municipal qui s'était tenu après la fin de la guerre. Inspirée par la très influente Association des Anciens Combattants, l'initiative sera promue par tous les responsables politiques locaux à chaque fête (les célébrations se tenaient à l'origine dans le cimetière chrétien à Belfort) et occasion nationale française. Pourtant, ce n'est qu'en novembre 1920 que le projet sera réellement pris en compte par les autorités, avec l'installation au niveau de la mairie d'un "Comité du Monument aux Morts pour la Patrie" mis sous la présidence de Crocherie, adjoint-au-maire et doyen des membres du conseil municipal de Maison-Carrée à l'époque.
A l'origine, l'emplacement du monument devait se situer au Square Altairac (act. Jardin Abdelhamid Ibn-Badis). Mais il fallut quelque temps pour rassembler les fonds nécessaires et, début 1923, le projet fut modifié pour que le monument -une grande statue posée sur un haut socle- soit finalement érigé sur la Place de la République, à l'angle de ce qui était alors Rue de Constantine (act. Rue Ahmed Tarkhouche) et rue d'Aumale (act. Avenue du 5 Juillet 1962), juste en face du siège de la mairie de Maison-Carrée.
À partir de cette date, le lieu devient l'endroit habituel de toutes les commémorations officielles françaises à Maison-Carrée, mais après l'indépendance de l'Algérie en 1962, la sculpture sera emmenée par les Européens qui quittent la ville et disparaîtra du paysage de la placette d'El-Harrach. Par-contre, le socle monumental subsiste encore, ayant été transformé à son tour en stèle commémorative, mais en mémoire de la centaine de harrachis tombés durant la Guerre de Libération algérienne de 1954-1962.
1925
- Fondation de l'École des Arts & Métiers à Maison-Carrée, renommée peu après Institut Industriel d’Algérie.
La création d'un établissement technique similaire à ceux qui existaient jusqu'alors uniquement en France fut décidée par les Délégations Financières d'Algérie au cours de la guerre de 1914-1918 et ce fut un terrain mitoyen de l'Institut Agricole dans le quartier de Belfort à Maison-Carrée et acquis par le Gouvernement Général à l'industriel A.-F. Altairac qu'il fut établi. Une vingtaine d'années plus tard, l'établissement se verra fermé dans la tourmente de la 2e Guerre Mondiale (1939-1945) pour rouvrir à nouveau ses portes en 1958 comme École Nationale d’Ingénieurs. Après l'indépendance de l'Algérie, l'établissement deviendra École Nationale Polytechnique (ENP) en 1963, et il reste encore de nos jours parmi les établissements scientifiques les plus renommés du pays, plus de 10 000 ingénieurs en diverses disciplines scientifiques et techniques étant sortis de ses bancs depuis 1962.
(6 juin) - Selon les archives locales, les deux héritières d’un certain Mr. Boisse déposent en ce jour un dossier auprès de la mairie de Maison-Carrée en vue du lotissement d’une propriété située « entre la rue Arago et la route nationale no 5, d’Alger à Constantine », soit les actuelles rue Ahmed Aoune et avenue Boualem Gheboub. Les deux dames obtiennent l'autorisation de lotir quelques semaines plus tard et l’endroit deviendra au fil des constructions un petit quartier qu’on appelle encore de nos jours « Cité Boise », situé juste en contrebas de l'ancienne église et du lycée Ourida Meddad.
(19 juin) - À la suite d'une intervention de Achour Oumedjkane, membre indigène du Conseil municipal, la mairie de Maison-Carrée décide de la création d’un « Bureau de bienfaisance musulman » car il n’y existait jusque-là qu’un bureau de bienfaisance « européen », même s'il faudra attendre juillet 1927 pour voir enfin se concrétiser cette caisse d'aide aux nécessiteux musulmans de la commune. Par la même occasion, le compte-rendu de cette même séance nous apprend qu’il existait déjà à cette époque une « mosquée de Sidi Embarek » et qu'elle recevait des donations de la part des fidèles.
(19 octobre) - Un échange de missives, daté de ce jour, entre la municipalité de Maison-Carrée et le colonel Jacomet (commandant de la caserne du 5e RTA à Belfort et futur maire de Maison-Carrée) nous apprend qu’une « maison de tolérance » existait alors à Maison-Carrée. L'objet des lettres est que les alentours de cet établissement deviennent le théâtre de nombreuses rixes et agressions, ce qui poussa la mairie à demander qu’une patrouille soit mise en place entre 19 het 21 h afin de sécuriser le passage des écoliers et des ouvriers. Les militaires donnent leur accord pour cette requête.
Ladite maison close se situait sur la route qui mène vers les usines Altairac et Duroux. Il s’agissait apparemment d’un lieu à la fois connu et décrié dans la ville, puisqu'on retrouve de nombreuses fois le conseil municipal discuter de plaintes à ce sujet. Ainsi, au cours de l’été 1926, la propriétaire des lieux demande une autorisation pour la surélévation de l’immeuble et pour en confier la gérance à une nommée Oualed Aïcha. Paradoxalement, et alors que le conseil décide de la fermeture de ce lieu à cause de son emplacement (jugé trop exposé sur une grande rue), un des conseillers indigènes, Ali Kaouadji, juge la décision arbitraire et prie le maire de revoir sa position. Pourtant, en janvier 1930, ce même Kaouadji appuiera son collègue Achour Oumedjkane lorsque ce dernier se plaindra devant le conseil que le quartier PLM soit « actuellement envahi par des femmes indigènes de mauvaise vie venant d’Alger, qui se rendent aux hôtels existants pour y passer la nuit » car cela provoquait des réclamations de la part des habitants « qui craignent que leurs femmes ou leurs filles soient confondues avec elles ». Par ailleurs, en novembre 1926, la mairie de Maison-Carrée reçoit une demande officielle d’une certaine Frih Hadja bent Benmalek b. Rezka pour l’installation d’une nouvelle maison de tolérance dans le lotissement Fouquereau, entre les quartiers PLM et Sainte-Corine. Aussitôt, l’adjoint au maire Michel Redon protesta auprès du conseil et demanda que la requête soit refusée en déclarant sans détour que « Déjà, le quartier Sainte-Corine nous vaut assez d’indésirables indigènes sans que la maison de tolérance vienne encore en attirer un plus grand nombre, sans tenir compte du désagrément de ce voisinage au point de vue de la morale publique ». Quelques années plus tôt, le Bulletin municipal évoquait les désagréments que causaient les « femmes indigènes dites gitanes ». Celles-ci parcouraient souvent les rues de la ville en état d’ivresse, se livraient à des gestes vulgaires, tenaient des propos obscènes et se prostituaient. La municipalité publie alors un arrêté stipulant qu’il était désormais interdit à ces femmes d’accéder aux cafés et débits de boissons de la ville, qu’ils soient européens ou indigènes, de même qu’il leur était interdit de séjourner dans les hôtels de Maison-Carrée, qu’elles soient seules ou accompagnées. D’autres mesures viendront renforcer ses dispositions au cours des années suivantes.
(8 novembre) - Maurice Violette, gouverneur général d'Algérie (1925-1927) est reçu à l'Hôtel de ville de Maison-Carrée par le maire Léon Tourenne ainsi que les autres membres du conseil municipal et les notables de la ville, lors d'une courte visite qu'il avait mené à l’École d'Agriculture de Belfort.
Il est à noter ici que M. Violette sera un des deux initiateurs (en 1927) du fameux projet de loi dite "Blum-Violette" sur le statut des indigènes algériens. Prévoyant l'octroi de l'égalité de droit avec les Européens à une minorité de Musulmans, cette initiative fera de lui l’ennemi juré des français d’Algérie à l'époque et il sera particulièrement combattu au parlement français par le sénateur maison-caréen Jacques Duroux, pourtant de gauche.
1926
(20 janvier) - Un arrêté de la Préfecture d’Alger proclame dans sa préface : « […] portant règlement sur la constitution de fonctionnement et les attributions des djemaas de douars dans les communes mixtes : Considérant que le quartier de Sainte-Corine sis dans la commune de Maison-Carrée est assez éloigné de l’agglomération européenne et compte 1 200 indigènes, qu’il y aurait intérêt à ce qu’un chef de fraction soit désigné dans ce quartier pour en assurer spécialement la surveillance […] ». À cette occasion, un emploi de « chef de fraction » est créé par l’administration coloniale et un certain Mahfoud Dahache est nommé au poste. Deux ans plus tard (novembre 1928), on retrouve ce même personnage adressant une demande d’allocation auprès du conseil municipal. Lisant sa lettre à ses collègues, le maire Léon Tourenne nous apprend que, pour justifier cette demande, Mr Dahache affirme « qu’il est souvent appelé en témoignage, soit au Commissariat de police, soit à la Justice de Paix, pour les délits commis par les habitants de son agglomération, dont la mentalité n’est pas des meilleures, qu’en outre il lui faut assez souvent accompagner le brigadier Prétro dans ses tournées, ce qui a pour résultat de lui faire perdre d’assez nombreuses journées et que n’ayant d’autres ressources que son travail, il ne peut pas arriver à suffire aux besoins de sa famille qui se compose de sa femme et de cinq enfants ». Le maire appuie ces affirmations et reconnaît que depuis sa nomination en tant que chef de faction il s’acquitta bien de son travail, et c'est ainsi qu'on lui accorde une allocation annuelle de 600 francs.
(7 mars) - Un dénombrement de la population fait ressortir un total de 14 648 habitants pour la commune de Maison-Carrée, dont 41 % d'Européens et 59 % d'Algériens musulmans. On note que ces derniers ont enregistré, en cinq ans, une augmentation de 2 188 habitants contre 1 170 chez les Européens et représentent -pour la première fois de l'histoire de la commune- la majorité de la population de la commune. Pour l'heure, les Européens demeurent encore majoritaires dans la ville proprement dite (56 % sur 11 529 habitants du périmètre urbain), mais -à l'image de l'ensemble du pays- la croissance de la population musulmane ne va plus se démentir et bientôt les « indigènes » deviendront l'élément majoritaire à Maison-Carrée, tant dans la ville elle-même que dans le reste de la commune, ce qui ne sera pas sans conséquences pour l'avenir comme on le verra.
(26 mars) - La presse locale rapporte la mésaventure d'un certain Fahloud Bouzid, habitat de Maison-Carrée et soldat engagé dans l'armée française qui venait de rentrer de Syrie après la fin de son contrat. Or, en ce jour et alors qu'il était rentré chez-lui depuis quelques semaines, il se voit arrêté par les autorités militaires et mis en prison dans la caserne du 5e RTA à Belfort sous le motif de désertion. Bien que le malheureux disposait de tous les documents attestant de sa libération du service, on ne voulut rien savoir et il restera aux arrêts jusqu'en février 1928, date à laquelle l'erreur sera enfin reconnue par l'administration militaire, mais sans pour autant être dédommagé du grave préjudice subi ni même ouvrir droit à la moindre demande d'excuses.
(avril) - La place Altairac (act. Jardin Abdelhamid Ibn-Badis) à Maison-Carrée est aménagée en square. Le plus ancien de la ville, agrémenté d'un kiosque à musique en 1928, il s'agit du jardin public qui se trouve encore de nos jours en face du collège Al-Farazdaq (anc. école Lavderdet) et du bureau de poste d'El-Harrach.
(29 octobre) - Lors de débats au conseil municipal, une intervention du conseiller musulman Kaouadji nous apprend que « des difficultés s’élèvent fréquemment entre les notables indigènes de Maison-Carrée, relativement au Marabout de Sidi-Mbarek. Certains d’entre eux revendiquent la propriété du terrain l’avoisinant. Quelques-uns réclament l’expulsion de l’oukil. Pourtant le terrain appartient à la communauté, ayant été acquis au moyen de souscriptions, et j’estime que c’est à tort que le mufti, sollicité par quelques indigènes de Maison-Carrée, intervient dans un sens qui ne peut qu’être préjudiciable à l’Association ». Le maire Léon Tourenne répond alors en rappelant que « le Marabout de Sidi-Embarek existait bien avant l’achat du terrain avoisinant par les consorts Zidane ; il avait été cédé aux indigènes de Maison-Carrée par Mr. Van Maseyk. Lors de l’acquisition de la parcelle de terrain située autour du Marabout, quelques indigènes, dont les chefs des familles Zidane, Bentoumi, etc. se sont présentés pour faire établir l’acte de vente à intervenir avec Mr Van Maseyk. Malheureusement, dans cet acte il n’a pas été indiqué que la vente était faite au nom de la communauté, dont les indigènes présents n’étaient que les représentants ». le maire reconnaît qu'« il est bien exact que le terrain n’a pu être payé que grâce aux collectes qui ont été faites parmi la population indigène », mais précise en même temps que le conseil municipal n’était pas compétent dans l’affaire et qu’il ne pouvait intervenir qu’à titre officieux pour essayer de trouver une solution avec les personnes concernées.
(7 décembre) - La Société d’Éclairage & de Force (qui était aussi le fournisseur de la ville en électricité depuis 1903) achève l’installation des canalisations nécessaires et inaugure la première alimentation de la ville de Maison-Carrée en gaz naturel.
(13 décembre) - De violents orages frappent la région d'Alger et on peut lire en ce jour dans la presse coloniale que : « Les orages ont également éprouvé Maison-Carrée et ses environs où les débordements de la rivière de l'Harrach sont toujours à craindre. [...] L'abondance et la violence de la pluie ont fait déborder l'un des affluents de l'-Harrach, l'oued Ouchaïa, petite rivière qui se diverse un peu avant d'arriver à Maison-Carrée au lieu-dit « la Glacière » envahit l'usine électrique si complètement inondée, qu'il était impossible d'y pénétrer. La route nationale a été envahie par l'eau et la vase ; entre Hussein-Dey et Maison-Carrée, il y avait par endroits, sur la route, près de trois mètres d'eau. Le canal Dessoliers qui est parallèle à l'Harrach a débordé provoquant des dégâts ; la crue de l'Harrach est très forte ; son débordement est à craindre : toutes les dispositions préventives ont été prises. L'haine élévatoire des eaux de Maison-Carrée a dû être arrêtée par suite du manque de courant électrique ».
(17 décembre) - Création de la Société des Abattoirs & Conserves alimentaires du Nord de l'Afrique (SACANA), qui succède à l'ancienne entreprise Froid-Sec dans l'exploitation de l'usine frigorifique de Maison-Carrée. La nouvelle société fut d'abord l'idée, en septembre 1926, des Établissements Ravilly à Rennes (Bretagne, France) dont le propriétaire signa un traité avec le Gouvernement Général de l'Algérie lui donnant à bail pour trente ans l'abattoir industriel de Maison-Carrée. Louis Ravilly mit alors en place une société anonyme, la SACANA, dont il était actionnaire majoritaire, et qui s'avéra très lucrative dans un premier temps, mais qui retombera une nouvelle fois dans l'inactivité au début des années 1930 comme nous pouvons le lire une revue spécialisée de l'époque : Il faut citer encore, comme important établissement frigorifique, l'abattoir industriel de Maison Carrée. Construit à la fin de la guerre, il présente les mêmes défauts que beaucoup d'établissements analogues, créés en France vers la même époque : il a été conçu pour un débit auquel le pays ne peut pas suffire. On a oublié que durant neuf mois de l'année au moins, le mouton d'Algérie, étique et sentant le suint, ne vaut pas la peine d'être congelé, car son écoulement serait impossible. On a oublié aussi les conditions très défectueuses de l'élevage indigène et les terribles ravages que font, dans les troupeaux, la sécheresse ou les maladies. Aussi, quelle fut sa destinée ? À peine mis en service, et finie la période d'extrême pénurie de viande qui seule justifiait son existence, il dut fermer ses portes. Repris, il y a quelques années, par une société qui fournissait, surtout l'armée, en viande congelée, il servit principalement d'entrepôt d'importation et ne fit du mouton local que par intermittence. Il vient, à nouveau, de retomber dans l'inaction, par suite de la défaillance de la société qui l'exploitait, et il est vraisemblable qu'il n'en sortira qu'au moyen d'une transformation radicale pour le rendre plus apte aux conditions d'exploitation locale. Prévu, pour une marche continue et pour un très gros débit de viande, il est muni d'un matériel beaucoup trop puissant pour les ressources du pays. Il comporte, en effet, outre un imposant matériel de manutention mécanique, deux compresseurs à ammoniac, l'un de 575 000 frigories/heure, l'autre de 300 000 frigories/heure. Ce dernier est encore beaucoup trop puissant pour les simples besoins de la conservation. Il ne serait justifié que si l'on pouvait fabriquer environ 50 t de viande congelée par jour. Or, dans l'état actuel de l'élevage et des moyens de communication, il est impossible de lui assurer ce débit. Nous pensons donc que cet établissement, au lieu de se spécialiser uniquement dans la viande congelée, devra diviser ses locaux et sa puissance frigorifique pour permettre la fabrication de la glace, la conservation des fruits, éventuellement le traitement des vins, en fonctionnant avec des frais généraux beaucoup plus réduits.
1927
(9 juillet) - Inauguration de la XXIe Fête Fédérale de Gymnastique d'Afrique du Nord à Maison-Carrée. Cette manifestation qui rassemble des centaines d'athlètes est ainsi abritée pour la seconde fois dans la ville après la XVe édition qui eut lieu en 1921.
1928
(été) - La municipalité de Maison-Carrée procède à l'aménagement de la rue Arago (act. rue Ahmed Aouen), une des principales artères de la ville à l'époque, par la construction d'un imposant mur de soutènement qui la sépare -encore de nos jours- de ce qui était appelé alors "route supérieure de Belfort" (act. avenue Boualem Ghiboub) qui, pour rappel, constituait encore le tracé la RN5 à cette époque époque.
(6 juin) - Décès de Nicolas Zévaco. Premier pharmacien et grand notable à Maison-Carrée, il était membre du conseil municipal de la ville et un des deux représentants de la circonscription aux Délégations Financières d'Algérie depuis leur création en 1898, et dont il s'était retiré uniquement au cours de la dernière élection pour y laisser la place à son fils aîné Raoul. Membre du conseil d'administration du très influent journal L'Echo d'Alger (qui fut d'ailleurs acheté par son concitoyen Jacques Duroux en 1927), Zévaco était -depuis plus de vingt-ans à ce moment- un les hommes politiques les plus influents de la colonie française d'Algérie et, à ce titre, ses obsèques dans le cimetière chrétien de Maison-Carrée virent le rassemblement de milliers de gens et d'une bonne partie de la classe politique et administrative d'Algérie.
(décembre) - Les acquéreurs terrains dans le lotissement formé quelque temps auparavant entre les vieux quartiers PLM et de Sainte-Corine par un certain Eugène Fouquereau se plaignent auprès du maire de Maison-Carrée, Léon Tourenne, du non-respect d’engagements pris par le lotisseur : égouts inutilisables, eau courante toujours pas disponible, routes impraticables en temps de pluie… etc. La municipalité avait à de nombreuses reprises mis en demeure Mr. Fouquereau afin qu'il procède aux travaux nécessaires, mais sans résultat et l’on porta finalement on affaire devant la Préfecture d'Alger. Un an plus tard, la situation demeurait la même et on voit alors le conseiller indigène Achour Oumedjkane faire un rapport au conseil municipal à ce sujet et nous informe sur les conditions de vie de la population musulmane de Maison-Carrée à l'époque : « […] Cette agglomération comprend près de 13 000 habitants et offre le spectacle le plus lamentable aux abords de Maison-Carrée, un foyer d’infection dont les dangers sont certains. Il y a là-bas près de 70 propriétaires qui ont construit sans alignement, sans souci d’hygiène, quelques puits ont été creusés, mais la majeure partie de la population se sert de l’eau du canal qui est rouge d’argile au moment des crues et qui charrie des matières dangereuses à la santé. Les dépotoirs de l’agglomération et des eaux ménagères courent à ciel ouvert dans les ruelles puantes, pas d’égouts ». Les requêtes des habitants sont alors résumées en quatre points : amener l’eau courante au quartier par l’installation de trois bornes fontaines ; la construction de deux égouts collecteurs ; l’éclairage électrique des ruelles ; le cimentage des rigoles et il précise que la population était même disposée à fournir la main-d’œuvre et à payer la majeure partie des dépenses induites par ces travaux. Le maire va néanmoins refuser de donner suite à ces requêtes au motif que la situation même de ce quartier rendait de tels travaux impossibles à envisager. Ces problèmes ne seront toujours pas réglés en 1930 et on verra alors la préfecture ordonner l’interdiction de toute nouvelle construction dans ce lotissement jusqu'à nouvel ordre. Le quartier Fouquerau existe encore de nos jours à El-Harrach.
1929
(1er mai) - Election municipale à Maison-Carrée
L'industriel Georges Altairac (fils aîné de l'ancien maire Frédéric Altairac), est élu maire, tandis que le vieux Léon Eldine revient au poste d'adjoint au maire.
(novembre ?) - Inauguration de ce qui était appelé alors Les Halles de Maison-Carrée.
Réalisées dans le cadre d'un plan plus large de réaménagement du vieux marché à bestiaux de Maison-Carrée, ces galeries faisaient partie intégrante du marché à l'origine et furent conçues à comme espace exclusivement dédié à la boucherie et la volaille qui se pratiquaient jusqu'alors en plein air et dans des conditions d'hygiène nécessairement douteuses. La construction nécessita toutefois le déménagement d'un stand et d'une salle de gymnastique qui appartenaient à la Société de Tir & d’Éducation Physique, une association locale très active qui occupait les lieux depuis la fin du XIXe s. Le bâtiment existe encore de nos jours, abritant le très réputé marché aux légumes d'El-Harrach.
(novembre) - On apprend de la lettre d'un ancien soldat indigène et mutilé de guerre (un certain Amar Melouane, habitant le quartier du Parc Bomati), que la ville de Maison-Carrée compte en tout, à cette époque, trois médecins nommés Dr Gauthier, Dr Danger et Dr Djabour.
1930
- Inauguration du Stade Zévaco à Maison-Carrée. D'une capacité de 15 000 spectateurs, ce nouveau stade remplaça un premier terrain qui était équipé de gradins en bois. Très bel équipement selon les normes de l'époque, il comptait encore parmi les rares véritables stades de football en Algérie. Son enceinte deviendra naturellement le bastion du RCMC dont le président à ce moment n'était autre que Raoul Zévaco (d'où le nom de "Stade Zévaco"), riche propriétaire et grand notable de la ville, qui était propriétaire du terrain (situé en face de la minoterie Duroux et des usines Altairac) et premier pourvoyeur de fonds de sa construction. Ce stade restera la principale infrastructure sportive de la commune de Maison-Carrée durant plus de vingt années, soit jusqu'à la construction du Stade Lavigerie (act. Stade du 1er novembre 1954) au début des années 1950. Le vieux stade Zévaco périclitera rapidement après l'indépendance de l'Algérie en 1962 et la disparition du RCMC, abandonné dès les années 1970 puis démoli et redevenu terrain vague dans les années 1980. Le Stade Zévaco renaîtra de ses cendres en avril 2006, sous la forme d'un petit complexe sportif communal avec plusieurs terrains de jeu et d'entrainement ainsi qu'une salle omnisport qu'on baptisera du nom d'un des anciens militants FLN-ALN de la ville tombé durant la guerre de libération algérienne.
(novembre) - Menaçant ruine et ne présentant plus de garanties de sécurité suffisantes pour le public, la vieille église de Maison-Carrée (construite en 1873) se voit définitivement fermée par les autorités municipales. Le service du culte catholique est alors transféré vers une chapelle de fortune qui fut installée, à titre provisoire, dans une salle des fêtes appartenant à l'association catholique de Foucauld (fondée et administrée par le curé de Maison-Carrée, le chanoine Repeticci, depuis 1923) qui se situait tout en bas de la rue Maréchal Foche (act. rue Bouamama).
1931
(14 janvier) - Inauguration officielle de la mosquée de Maison-Carrée.
La construction de ce lieu de culte avait fait l'objet d'une demande de la part du conseiller municipal Bouchenack, au nom de ses collègues musulmans, dès août 1921. Cette requête reçoit alors l’aval du maire Léon Tourenne qui l’estima « parfaitement justifiée en ce sens que la population indigène de Maison-Carrée et des centres voisins est devenue très importante et qu’il n’existe pas de mosquée dans la région ». Mais, un mois plus tard, l’administration coloniale répond négativement, invoquant la loi de séparation des Églises de l’État qui interdisait la construction de tout édifice religieux sur le budget public. Les conseillers indigènes demandent alors qu’un terrain leur soit concédé par la commune, et qu’on les autorise à organiser une souscription auprès de la population musulmane de la ville pour couvrir les frais de construction de la mosquée souhaitée. La municipalité accepte cette requête et offre un terrain situé sur le côté Est du marché aux bestiaux, en bordure de ce qui était à l'époque la rue Marceau. Il faudra néanmoins attendre février 1922 pour voir le Service des Affaires Indigènes au niveau du Gouvernement Général de l’Algérie donner son accord pour l’organisation de la quête. Mais ledit service invoqua une nouvelle fois la loi de séparation pour s’opposer à l’octroi gratuit du terrain par la commune « […] l’emplacement de cette mosquée est situé sur le terrain domanial qui a été concédé à la commune pour l’installation de son marché par décret du 2 janvier 1864, cette commune ne pourrait aliéner aucune partie de ce terrain sans y avoir été autorisée par décret », tout en précisant que ladite autorisation serait certainement refusée à la municipalité « si elle était demandée en vue de la réalisation du projet dont il s’agit ». Une querelle administrative allait s'ensuivre : le maire de Maison-Carrée répondra à l’administration que la parcelle de terrain en question ne faisait pas partie du terrain domanial concédé en 1864 pour le marché, mais provenait d’un échange qui fut consenti entre la commune et une certaine Société Civile des Orphelinats Agricoles d’Algérie en 1874 , et pour lequel la commune a dû céder à cette société un terrain de 1,3 hectares  en échange de « deux anciennes batteries no 11 et 12, situées sur le territoire de Maison-Carrée, rive droite de l’Harrach, avec le terrain en dépendant, lesquelles batteries avaient été concédées gratuitement par décret impérial le 2 janvier 1864 ». On propose néanmoins que le terrain (d’une superficie de 200 m2 environ) soit cédé à la collectivité qui va gérer la future mosquée pour un prix symbolique de 10 fr le m2, et non à titre gracieux comme il était prévu au départ. Quelques mois plus tard, l’administration des domaines va confirmer les faits avancés par la mairie et on lèvera toute opposition quant au lancement du projet, mais non sans imposer que le prix de cession des terrains soit supérieur à 20 fr le m2, bien que l’emplacement pouvait être sujet à inondation. Entre-temps, le chantier était déjà lancé à l’été 1922, mais il s’avéra vite que les sommes récoltées par la quête seraient insuffisantes et les travaux s'arrêtèrent aux fondations dès octobre 1922.
La situation restera ainsi bloquée durant des années, et le projet était pratiquement tombé dans l’oubli si ce n’est les efforts des conseillers Achour Oumedjkane et Kaouadji qui le rappellent au nouveau maire, Georges Altairac, en septembre 1929 et réclament que la parcelle soit préservée lorsque seront lancés les travaux de réaménagement prévus pour le Marché aux bestiaux. Les travaux venaient alors de reprendre sur le chantier et le maire donna son assentiment pour le site et demanda qu’une mahekma soit aussi bâtie par la municipalité à côté de la nouvelle mosquée.
L'édifice, qui porte le nom de Mosquée El-Imâm al-Echafii depuis l'indépendance en 1962, a été démoli en mai 2015 et se trouve actuellement en reconstruction suivant de nouveaux plans.
(15 janvier) - De violents orages traversent l'Algérois et provoquent une violente crue de l'oued El-Harrach qui inonde la ville de Maison-Carrée et sa région durant deux jours entiers : "Les affluents qui environnent Maison-Carrée et particulièrement l'oued Smar qui longe la voie ferrée depuis Maison-Blanche et vient se jeter dans la rivière de l'Harrach près des usines Altairac, grossissant démesurément d'heure en heure, les services municipaux de la ville, lançaient une première alerte, à 22h informant les habitants d'un danger imminent. À 3h du matin la sirène déchirait la nuit de son bruit lugubre. Les flots furieux de l'Harrach commençaient leur œuvre dévastatrice. Les eaux sortant de leur ancien lit détourné, en amont du pont qui se trouve près de la voie ferrée à hauteur de la briqueterie Altairac, déferlaient avec force dans la rue principale du village menant à l'Arba, balayant tout sur son passage, pénétrant dans les maisons et se dirigeant vers le marché, qui était bientôt complètement inondé, ainsi que la place de la mairie. D'un autre côté le torrent continuait aussi sa course vers le pont en ciment armé qui traverse l'entrée de Maison-Carrée, battant terriblement les arches et les eaux ne tardaient pas à passer sur le tablier du pont en fer des CFRA. À 4h15 du matin, la cote atteignait déjà 7 mètres et à 4h45 toute la partie basse de Maison-Carrée était envahie de tous côtés par de véritables vagues d'eaux terreuses, jusqu'à une hauteur de près de 90 cm. À 8h, la cote était à 7,95 m. Les berges disparaissaient de plus en plus sous les eaux qui, vers 10h du matin, noyaient la place de la Mairie et les maisons environnantes. On cotait à ce moment 8,50 m. Les grilles et le jardin en façade de l'Hôtel de ville étaient enlevés par le torrent ainsi que tout ce qui se trouvait sur son passage. Le marché n'était plus qu'une immense mer rougeâtre, roulant en furie et charriant avec elle nombre de bœufs, moutons, chevaux, bourricots et autres animaux ainsi que toutes sortes d'objets hétéroclites : chaises, tables, bancs, tonneaux, ustensiles divers … etc. que leurs propriétaires risquant eux-mêmes d'être emportés avaient été dans l'impossibilité de sauver du désastre dont à l'heure actuelle on ignore la grande étendue. Les habitants qui n'ont pas quitté leur demeure dans la nuit, se sont réfugiés aux étages supérieurs et y sont prisonniers, l'eau entourant les habitations de toutes parts. Sur la place de l'Hôtel de ville l'eau dépasse de 80 cm au moins, le perron de la mairie ; la crue a atteint au moment culminant 8,80 m, étant de 40 cm seulement en dessous de celle de 1911, comme l'indique la plaque apposée aussitôt après les inondations de cette année-là, à la sortie du pont principal de Maison-Carrée."
En fait, les dégâts sont si importants et la situation si dramatique en 1931 qu'on considéra qu'il s'agissait des pires inondations qu'ait connue la ville depuis celles de 1911, qui avaient tant marqué les mémoires. Quelques semaines plus tard, le Gouverneur Général d'Algérie J. Carde fait constituer une commission censée statuer sur les mesures capables de régler définitivement le problème des inondations de oued l'Harrach et ses affluents. Pour la ville de Maison-Carrée, les solutions qui se sont dégagées portent sur la nécessité d'un endiguement de l'ensemble des rives et la profonde modification du système des égouts pour empêcher le refoulement des eaux, ce qui sera effectivement réalisé au cours des mois et années qui ont suivi. Mais, les mesures les plus importantes identifiées par la commission portaient sur une diminution du débit de l'oued en amont de son cours, ce qui nécessiterait une série de barrages et de réservoirs dont les travaux coûteraient trop cher pour qu'ils soient réellement envisagés par l'administration coloniale à cette époque.
(Hiver) - Un deuxième jardin public est aménagé à Maison-Carrée, dans le quartier de Belfort cette fois-ci. Pour sa réalisation, la municipalité avait acquis le terrain d’un certain Émile Coulbouée, un des membres du conseil municipal, et lui attribuera initialement le nom de square Pierre Bordes en l’honneur du Gouverneur Général d’Algérie qui avait célébré le Centenaire de l’Algérie française, avant de le rebaptiser du nom du roi belge Albert Ier en avril 1934.
(Octobre) - Un troisième pont sur l'Harrach est construit à Maison-Carrée.
Objet d'un appel public à concours le en décembre 1929, ce pont s'inscrivait en fait dans le projet plus global de déviation de la Route Nationale n°5, qui traversait jusque-là l'agglomération de Maison-Carrée et qui devrait désormais contourner la ville par le N. Il s'agit de l'ouvrage en béton que traverse encore de nos jours la RN5 au niveau de Mohamadia en allant vers Cinq-Maisons, flanqué désormais par un autre pont parallèle dédié à la traversée de l'oued par la ligne de tramway. À l'époque, la presse rapportait l'effet attendu de cette construction sur la diminution des embouteillages qui asphyxiaient déjà Maison-Carrée, mais on évoque en même temps les craintes de certaines parties locales sur son positionnement du pont en aval du cours de oued et le risque de le voir se transformer en barrage en cas de crue hivernale, aggravant ainsi l'intensité les inondations dont souffrait la Maison-Carrée depuis toujours. On y apprend ainsi que, sur la base de ces réserves, le maire Georges Altairac avait décidé d'allonger le tablier du pont à 135 mètres et d'ajouter au plan initial une troisième arche pour maximiser les ouvertures sous le pont et permettre à plus d'eau d'y couler vers la mer en cas de crue.
- Un dénombrement de la population donne un total de 21 686 habitants pour la commune de Maison-Carrée, dont seulement 40 % d’Européens. Cette évolution démographique étant maintenant un fait irréversible, elle ne sera pas sans conséquences politiques par la suite car les quartiers musulmans de Maison-Carrée tendront de plus en plus à constituer des terreaux fertiles pour le mouvement national algérien dont la ville deviendra un des principaux bastions à Alger.
1932
Une deuxième brigade de Gendarmerie mobile est installée à Maison-Carrée, portant le nombre de gendarmes en service dans la localité de six à douze hommes. Pour satisfaire cette demande de la municipalité, on dut mettre à disposition des autorités militaires des locaux assez spacieux accueillir pour le nouvel effectif (onze logements, des bureaux et des écuries pour six chevaux) et pour cela le maire choisit un terrain militaire situé en bas de ce qui était alors École Primaire Supérieure pour jeunes-filles (act. lycée Ourdida Meddad), et qui fut acquis sur le budget de la commune. Ce bâtiment, qui existe toujours, continua à servir de siège pour une brigade de Gendarmerie nationale algérienne après l'indépendance du pays en 1962, avant d'être désaffecté au début des années 1990 et faire usage depuis lors de logement pour des familles d'anciens gendarmes.
1933
(Septembre) - La construction d'une nouvelle École primaire supérieure est achevée à Maison-Carrée. Situé près de ce qui était encore à l'époque l'École Industrielle (act. École nationale polytechnique) à Belfort, le nouvel établissement scolaire était constitué de 11 classes au départ et destiné à l'instruction primaire des garçons européens. À la suite de cela, l'ancienne EPS (inaugurée en 1915) située à côté de l'église de la ville est convertie en école primaire de jeunes-filles avec internat. Les deux établissements existent encore de nos jours à El-Harrach, le premier abritant désormais un Institut National de Formation des Personnels de l'Éducation (INFPE) tandis que le second est le lycée de jeunes filles Ourida Meddad.
(30 octobre) - Le gouverneur général de l'Algérie, Jules Carde, effectue une visite officielle à Maison-Carrée et s'y réunit avec le maire Georges Altairac et les autres autorités locales.
Les divers discours rapportés par la presse à cette occasion, on apprend qu'un certain nombre de projets d'infrastructures étaient en cours dans la commune, notamment l'agrandissement sur 73 hectares de l'établissement militaire situé "sur la route de Rivet" au Sud-Est de la ville, afin d'accueillir l'État-major d'une brigade de cavalerie, un groupement d'artillerie et une partie du 5e RTA, un régiment de Chasseurs d'Afrique, un bataillon du Génie, un détachement des Trains d'équipage ainsi qu'un nouveau siège pour l'École de Cavalerie Indigène. En plus des travaux d'assainissement définitif des berges de l'oued Smar que ce projet exigera, ce sont en tout 3 000 personnes qui devront peupler ce qui était appelé la "Cité militaire de Maison-Carrée" après cet aménagement. De nos jours, cet ensemble - encore assez imposant dans la topographie de la ville d'El-Harrach- abrite dans ce qui est communément appelé "Caserne de Beaulieu" à la sortie du quartier Sidi-Embarek, ou plus précisément l'Ecole Militaire Supérieure du Matériel.
1934

- La construction récente de nombreux immeubles dans la zone dite des Cinq-Maisons pousse la municipalité de Maison-Carrée à entreprendre des premiers travaux d’aménagement et de voirie dans cette zone, notamment par la mise en place d’un égout. Le quartier existe encore de jours et dépend de la commune de Mohamadia.

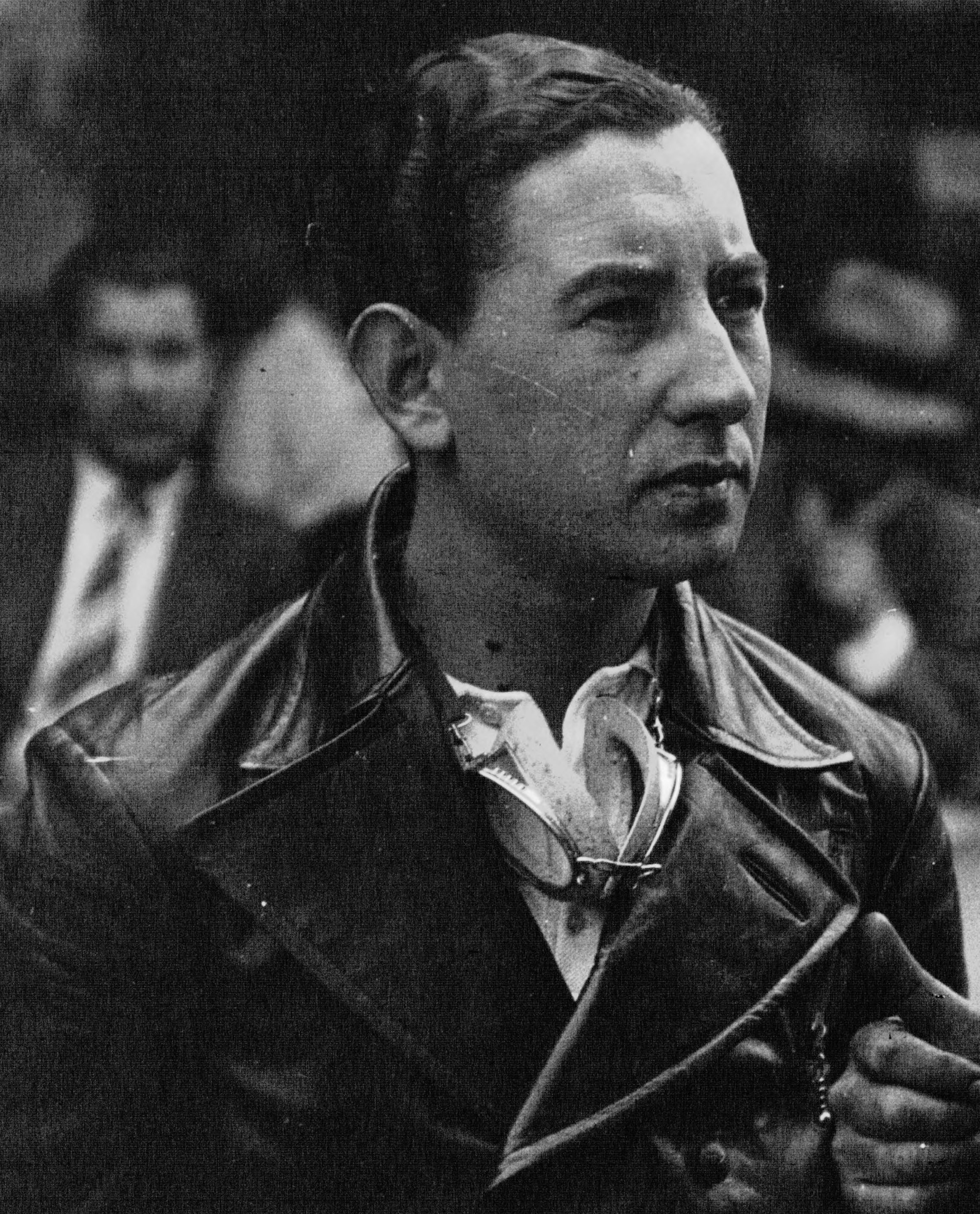
Photographie de Guillaume-Laurent Moll, dit Guy Moll (1910-1934). Mort dans un accident de course en Italie, il est enterré à Maison-Carrée où il résidait.

 (22 août) - Décédé quelques jours auparavant sur le circuit automobile de Pescara (Italie), le pilote de course Guy Moll (un natif de Rivet, act. Meftah) et champion de plusieurs grands prix est enterré en ce jour à Maison-Carrée en présence de tous les notables de la région.
(décembre) - Les propriétaires (quelque 35 maisons et déjà 300 à 400 habitants) du quartier Belle-Vue s'étant adressés à la municipalité pour que les rues de leur lotissement reçoivent une dénomination officielle, le conseil municipal donne une suite favorable à leur requête à sa session de décembre et, parmi les artères citées dans le PV, on retiendra particulièrement ce qui était appelé jusque-là « chemin vicinal no 5 » (dit « chemin des Batteries ») et qui fut baptisé du nom du cardinal Lavigerie : il s'agit de la route qui menait au vieux couvent des Pères blancs et dont le nom s’étendra plus tard à l’ensemble de la zone où se situe le couvent. Lorsque ces terrains seront séparés du quartier Belle-Vue par le nouveau tracé de la RN5 au début des années 1940, se distinguera clairement un quartier Lavigerie, future commune de Mohammadia.
1935
(19 mai) - L'élection du maire à Maison-Carrée se déroule dans des conditions très tendues.
La presse algéroise rapporte à ce sujet : « Les 37 conseillers municipaux ont procédé hier à l'élection du maire de la localité. On sait qu'une campagne particulièrement violente fut menée, au cours de laquelle les élus indigènes dont dépendait la majorité au conseil furent l'objet de menaces diverses et dont certaines, consignées par des procès-verbaux, tombent sous le coup de la loi. Depuis ces agissements, certaines mesures de police avaient été prises et, depuis 48 heures, Maison-Carrée vivait dans une atmosphère irrespirable. Les résultats du scrutin démontrent la manœuvre qui a pesé sur la liberté des conseillers indigènes. Ils ont tous été obligés de voter pour la liste Tourenne. [...] L'après-midi, la ville vécut dans une agitation qui, fort heureusement, n'amena aucun incident. En quittant la mairie, M. Tourenne sortit porté par des Arabes et se présenta à la foule en compagnie du 3e adjoint, M. Ratto, tous deux coiffés de la chéchia musulmane ».
À cette époque, le conseil municipal était constitué de 23 élus européens et de 11 indigènes, et il se trouve que les voix quasi unanimes de ces derniers avaient effectivement fait gagner Léon Tourenne et ses amis de la droite dans tous les postes : Tourenne lui-même est élu maire, Noé Bernard 1er adjoint, Vincent Pons 2e adjoint, Charles Ratto 3e adjoint et Moktar Khlifi devient 4e adjoint.
(23 janvier) - Fondation de l' Union Sportive Musulmane de Maison-Carrée (USMMC, qui deviendra USMH à partir de 1977). La genèse du club remonterait à juin 1931 selon les traditions locales, lorsqu'un certain Rabah Sahraoui assista à une rencontre de football entre jeunes musulmans au quartier Belfort (act. Hassan Badi) et qu'un agent de la police française vint les disperser sans raison apparente. Sahraoui songea alors à mettre en place un club réservé aux jeunes musulmans harrachis et fut rapidement rejoint par un groupe d'amis dont les noms furent gardés en mémoire : Aïssa Hadj-Benslimane, Nacer Hadj, Abdellah Kara, Abdelkader Teffahi, Boualem Ghaboub et Mohamed Zekraoui. C'est ainsi que naquit l'USMMC qui évolua d'abord dans un cadre amical jusqu'à son affiliation officielle par les autorités en janvier 1935. Ce qui est avéré, c'est que Benaïssa Kheroubi (coiffeur de métier et habitant la rue Chanzy à l'époque) fut le premier président du club et qu'il eut à ses côtés un Comité Directeur constitué dans un premier temps de Slimane Smaoui, Aïssa Benhadj, Mâali Si-Mohamed et Mokhtar Khalifi. Le siège du club était situé au 18, avenue Georges-Clemenceau à Maison-Carrée.
Cependant, le caractère trop clairement "musulman" de l'association, ainsi que les liens trop prononcés de ses membres avec les milieux nationalistes du PPA suscita la méfiance des autorités coloniales et, sur injonction de la Préfecture d'Alger, le conseil d'administration du club sera remanié dès juillet 1935 : Lakhdar Benallègue devient alors président et se fait seconder par Antoine Grola (1er vice-président) et Ahmed Djebboune (2e vice-président). Abdelkader Benyoucef est nommé secrétaire général, Yahia Benyahi secrétaire-adjoint et Amar Akli contrôleur. Les autres membres du conseil, tous assesseurs, étaient Abdelkader Kara, A. Maza, Benyagoub Dine, Ali Bouaziz, S. Hamidou, N. Foudil, N. Kraoua, Y. Benabi, A. Touabia, A. Kadra, A. Aït-Ouadda, M. Hadidi, S. Gueri, Abdelkader Guenfoud, K. Deboub, H. Saci, R. Mendab et B. Chegma.
(12 novembre) - À la suite d'une crue importante de oued El-Harrach et oued Smar, la ville de Maison-Carrée est une nouvelle fois envahie par les eaux.
1936
- Un dénombrement de la population donne un total de 24 595 habitants pour la commune de Maison-Carrée, dont 14 516 Algériens musulmans (59 %) et 10079 Européens (41 %). Cette même opération nous renseigne, par la même occasion, sur le découpage qui était en vigueur pour la ville à cette époque : Quartier de la Mairie, du Square Altairac, du Centre, de la Banque, des Pins, de Sidi-Embarek, des Usines, de Belfort, des Cinq-Maisons, Bellevue, de la Rive gauche, de PLM, Sainte-Corine, Lotissement Fouquereau.
(12 février) - Lors d'une visite du préfet d'Alger, M. Bourrat, à Maison-Carrée une réunion est tenue à l'hôtel-de-ville avec le maire Léon Tourenne et les autres membres du conseil municipal. Le discours du maire à cette occasion, rapporté par la presse locale, nous éclaire un peu sur la situation générale de la localité à cette époque. En premier lieu la question du chômage, car la situation économique semble très difficile et le maire évoque quelque 200 chômeurs (européens et algériens confondus) qui ne cessent de réclamer du travail dans la ville, mais sans qu'on puisse leur trouver des débouchés. Il évoque une dépense de 200 000 francs l'année précédente en aides au chômage et en subsides en nature ("soupe populaire") pris sur le budget communal. Vient ensuite le problème de l'alimentation en eau potable car le débit des puits dont la ville tire ses ressources ne suffit plus à satisfaire les besoins d'une population en constante augmentation, et encore moins avec la garnison qui se voyait sur le point d'augmenter de manière conséquente. Furent enfin énumérés les principaux projets attendus pour la ville : la construction d'un abattoir moderne, l'agrandissement ou le déplacement des deux cimetières (il s'agit du cimetière chrétien qui existe encore à Belfort et celui dit de Sidi-Tayeb qui lui est adjacent), la construction d'une école maternelle à Belfort, l'ouverture d'une- école maternelle indigène rue Kléber (act. rue ????), l'assainissement de la cité militaire aux abords de l'oued Smar, la mise en état des rues privées et la construction d'un égout collecteur.
(4 mai) - Les communistes et les partis de la gauche organisent une manifestation à Maison-Carrée, ce qui poussa le maire Léon Tourenne à publier un arrêté municipal dès le lendemain pour interdire tout attroupement en ville.
- Inauguration d’une nouvelle cité militaire à Maison-Carrée,
Etabli sur les vastes terrains (encore vides à l'époque) avoisinant le vieux marabout de Sidi Embarek au Sud-Est de la ville, cet ensemble militaire vint s'ajouter à celui, déjà très imposant, qui s'était développé autour de la vieille caserne de Belfort, et renforça grandement le statut de ville-garnison qui avait toujours marqué Maison-Carrée depuis le début de la période coloniale française.
De nos jours, le site 
(communément appelée "caserne de Beaulieu" par les locaux) abrite l' École Militaire Supérieure du Matériel de l'ANP.
(Eté) - Le bâtiment de l'ancienne église de Maison-Carrée (désafecté et fermé par les autorités depuis 1930 pour raisons de sécurité) est finalement démolie.
Des appels aux dons sont aussitôt lancées par le clergé local en vue de la construction -sur le même lieu- d'un nouvel édifice pour le culte catholique, et dont les études avaient déjà été lancées en 1932.
(11 septembre) - Promulgation d'une loi instituant la Police d'Etat dans quatre communes d'Algérie, dont Maison-Carrée
(10 décembre) - Crue de l'oued El-Harrach et nouvelles inondations à Maison-Carrée. Toutefois, les dégâts furent moins importants que lors de l’inondation de novembre 1935.
1937
(août) - Le Conseil municipal de Maison-Carrée donne son assentiment au lotissement de la propriété dite des « Pins Maritimes ».
Ces terrains, situés à cheval entre les territoires de la commune de Maison-Carrée et de Fort-de-l’Eau, appartenaient alors à deux européens du nom de Goyard et Rolland, le premier étant lui-même membre du Conseil municipal de Maison-Carrée. De nos jours, le "quartier des Pins" dépend de la commune de Mohamadia.
(27 août) - Messali Hadj, chef charismatique du Parti du peuple algérien (PPA) et du mouvement nationaliste algérien, est arrêté par les autorités et interné pour la première fois dans la prison de l'Harrach à Maison-Carrée.

Relâché peu de temps après, Messali reprend aussitôt ses activités politiques et tiendra même un grand meeting nationaliste à Maison-Carrée en septembre 1937. Alors que les quartiers musulmans de la ville sont devenus un bastion du mouvement à Alger, la section du parti était menée par Abdelkader Guenfoud (president), Bennanoune (secrétaire), Ahmed Mokrane (vice-président) et Chérif Slimani (trésorier).

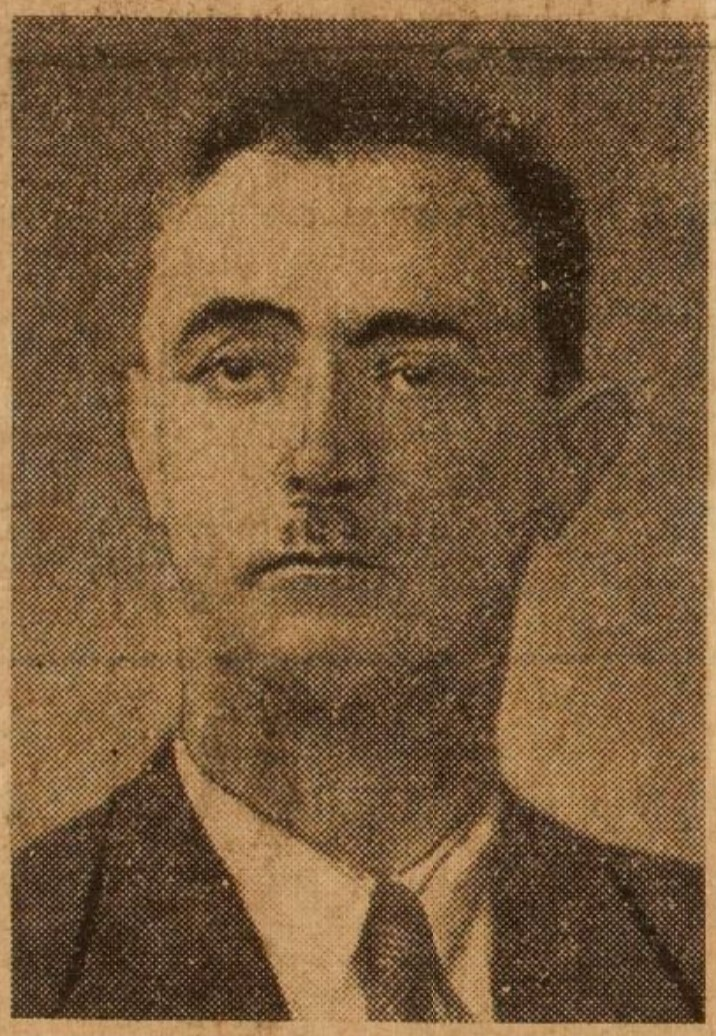
Vincent Pons (1905-1941). Militant de droite fasciste (Parti Populaire Français PPF), élu au Conseil municipal de Maison-Carrée à partir de 1919 et adjoint au maire en 1935, il devient Conseiller général de la 10e Circonscription en 1937 puis assume l'intérim du maire de Maison-Carrée 1941, deux mois avant son décès.

(25 octobre) - Elections départementales en Algérie.
A Maison-Carrée, le mandat de conseiller général de la 10e Circonscription était quasiment devenu une chasse gardée de la famille Altairac depuis plus de cinquante ans. Ainsi, Frédéric Altairac siégeait à ce moment depuis 18 années, après avoir succédé à son père Georges Altairac à son grand-père Frédéric-Antoine Altairac avant lui. Ce sera donc une immense surprise à Alger lorsque sera annoncée la victoire à cette élection de Vincent Pons, conseiller municipal depuis 1919 et adjoint au maire de Maison-Carrée depuis mai 1935.
1938
(février) - Élections aux Délégations Financières d'Algérie.
À Maison-Carrée (10e Circonscription), le délégué sortant Raoul Zévaco se voit battre par le candidat du Parti Social Français, le Dr Lasserre par 764 voix contre 525.
(12 mars) - Inauguration ce qui était appelé "cité indigène" dans le quartier PLM à Maison-Carrée.
Inauguré en ce jour par le préfet d'Alger Bourrat et les autorités municipales, l'ensemble fut conçu par les architectes Guerineau et Bastelica sous la forme de 210 petits logements à deux pièces répartis sur des sortes de maisons semi-collectives à deux étages. La cité fut bâtie sur la colline (jusque-là vierge de constructions) qui fait face au vieux quartier européen de Belfort sur la rive opposée de l'oued, et avait pour but de recaser une partie des familles algériennes qui peuplaient jusqu'alors le quartier insalubre de Sainte-Corine en contrebas. Une mosquée sera par la suite érigée sur le lieu, alors que le projet prévoyait déjà une extension de la cité à 816 logements. Le site existe encore de nos jours, communément appelé "quartier PiLeM", et reste une des parties les plus populaires d'El-Harrach.
(30 octobre) Inauguration de la nouvelle église de Maison-Carrée.
Plus de huit années après la démolition de l'ancienne église construite en 1873, un nouveau lieu de culte catholique est enfin construit dans la ville, sur le même emplacement que l'ancienne et sous le nom d' Eglise du Sacré-Cœur de Jésus. Se voulant très moderne à l'époque, le nouveau bâtiment fut conçu en 1932 par le cabinet d'architecture Guérineau & Bastélica selon un plan basé sur de grands cubes droits censés symboliser l'idée de la "maison carrée". Cependant, les plans initiaux vont s'avérer un peu trop ambitieux par rapport aux moyens financiers rassemblés et, tout en gardant la forme d'ensemble, le rendu final de l'église va abandonner le très haut clocher qui était prévu à l'origine et la longueur même de l'édifice fut révisée à la baisse par mesure d'économie, donnant ainsi le bâtiment que nous connaissons.
Concernant le financement du projet, il fut essentiellement alimenté par les dons privés versés en local à l'association catholique de Foucauld. Mais, il est à noter que (contrairement à la mosquée de Maison-Carrée où la municipalité avait refusé toute participation en 1921 au motif que la loi française interdisait l’engagement de fonds publics dans des édifices de culte) la mairie ne trouva pas d’inconvénient à financer partiellement la construction de l'église, de même qu’elle avait pris en charge les frais d’aménagement du local provisoire pour le culte catholique lorsque la décision de fermeture de l’ancienne église avait été prise en 1930. Les travaux furent entamés en janvier 1838 et l'église est inaugurée, à peine dix mois plus tard, par l'archevêque d'Alger Mgr Laynaud, accompagné du curé de la ville Repiticci et tous les notables européens de Maison-Carrée, notamment le maire Léon Tourenne.
L'édifice existe encore de nos jours à El-Harrach. Il servit d'abord, après l'indépendance de l'Algérie en 1962, comme bibliothèque communale puis Au début des années 2000 et alors que le bâtiment de la mairie menaçait ruine, il abrita pour un moment les services de l'état-civil d'El-Harrach avant d'être à nouveau réaménagée en bibliothèque lorsque l'hôtel-de-ville fut restauré et qu'il reprit ses anciennes fonctions.
1939

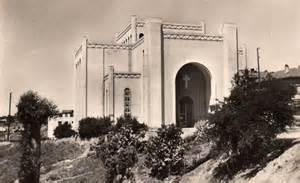
Photographie (v.1939) de la façade Est de l'église du Sacré-Cœur de Maison-Carrée, peu après sa construction.

(15 juillet) - Tenue à Maison-Carrée du congrès constitutif de la Fédération Nationale des Scouts Musulmans Algériens.
L’événement, qui eut lieu exactement dans le quartier du Lido (act. cité 225 logements à Mohamadia), fut organisé par l'énergique Mohamed Bourass, jeune militant du mouvement national algérien, fondateur du premier groupe de scouts algériens (en 1936) et un des dirigeants de l'USMMC. Bourass était aussi proche des milieux réformistes de l' Association des Ulémas Musulmans Algériens qui parraina cette initiative et dont le fondateur, cheikh Abdelhamid Benbadis (qui était un ami personnel de Bourass), présida lui-même ce premier congrès des SMA.
(4 août) - Messali Hadj est à nouveau arrêté par les autorités coloniales, et rejoint 41 des cadres du PPA (dont Zakaria, Lahouel, Marouf, Belamine, Khider et Douar) à la prison de l'Harrach qui devient, de fait, le centre directeur du parti. L'élite du nationalisme algérien demeura ainsi à Maison-Carrée jusqu'au 28 mars 1941, date à laquelle la plupart d'entre eux seront condamnés par un tribunal militaire et transférés vers le bagne de Lambèse pour d'y purger des peines de travaux forcés. Parmi eux, on pouvait compter Mokrane Bourmache (dit Ouazzani), ancien chef de la section PPA de Maison-Carrée ainsi que celui qui était en fonction depuis 1938, Ali Bennanoune.
1940
(20 février) - Se plaignant de grandes dissensions qui déchiraient le Conseil municipal de Maison-Carrée, Léon Tourenne démissionne de son poste de maire.
L'intérim devait en principe être assumé par son 1er adjoint, Noé Bernad, mais celui-ci était déjà mobilisé pour la guerre et les passations durent se faire directement avec Vincent Pons, le 2e adjoint .
(26 avril) - Le Conseil municipal de la ville d'Alger décide de l'acquisition d'une grande propriété de 120 hectares, dite "Domaine El-Alia" (situé alors à l'extrémité orientale de la commune de Maison-Carrée) en vue de l'aménagement d'un nouveau cimetière. De son côté, le conseil municipal de Maison-Carrée votera son accord pour ce projet en décembre et ce fut effectivement réalisé au cours de l'année 1940.
Le cimetière, qui fut dès sa fondation la plus grande nécropole d'Algérie, existe encore de nos jours sous le nom de "Cimetière d'El-Alia". En plus de milliers de gens du commun, musulmans et non-musulmans, le site abrite les sépultures de tous les chefs d'Etat algériens depuis l'indépendance, ainsi que tous les leaders de la guerre de 1954-1962 et les personnalités illustres de la nation (notamment l'Emir Abdelkader) dans ce qui est appelé le "Carré des Martyrs".
(26 avril) - La presse locale rapporte : "Depuis quelques jours, M. S. propriétaire aux Quatre-Chemins (commune de Maison-Carrée), constatait que chaque nuit des inconnus dérobaient des pommes de terre dans ses champs. [...] et décida donc de sur- veiller lui-même son champ en compagnie de son fils. Dans la nuit de mercredi à jeudi, vers 2h du matin, M. S. et son fils, aperçurent quatre ou cinq indigènes occupés à arracher des pommes de terre qu ils mettaient dans un sac. M. S. et son fils tirèrent. Un des indigènes tomba et resta sur le terrain tué net. Un autre dut être grièvement blessé car on trouva sur le soi de larges taches de sang. M. Mandeville, juge d'instruction de la 5e Chambre, entendit M. S. et son fils qui ne seront pas inquiétés. La police recherche activement les autres voleurs".
1941
(25 janvier) - Une grave mutinerie éclate à Maison-Carrée.
Il s'agit de la révolte de quelque 800 soldats algériens dont l'unité, l'ancien 5e RTA dissoute en 1940, se trouvait sur le point d'être envoyée en Syrie par affectation au nouveau Régiment de Marche du Levant (RML). Or, la situation au sein de la caserne de Belfort était déjà très tendue à l'époque, du fait que les soldats musulmans étaient brimés par les officiers français qui, non contents de leur imposer une discipline plus stricte que celle en vigueur dans les régiments français, leur imposaient en plus des mesures vexatoires et les empêchaient notamment d'observer les règles du Ramadan. On évoqua par la suite la dureté du colonel du régiment qui, pensant devoir améliorer une troupe de médiocre qualité, avait soumis les hommes à de longues marches et des exercices répétitifs et froissa délibérément leur susceptibilité de musulmans en organisant, le vendredi, des séances d'entraînement particulièrement rigoureux. Les autorités coloniales affirmeront plus tard qu'il se trouvait parmi les mutins des hommes faits prisonniers par les Allemands en 1940 et retournés par la propagande nazie, tandis que certains soldats croyaient carrément que leur action coïnciderait avec une action germano-espagnole destinée à mettre fin à la domination française en Algérie.
Quoi qu'il en soit, la colère qui couvait dans le camp finit par exploser peu après l'annonce du départ vers le Levant, les esprits ayant été particulièrement attisés par le refus de toutes les permissions et visites familiales alors que, comme l'indiquera par la suite une enquête interne, le taux d'absentéisme chez les officiers français de l'unité était indécent. Autre élément en cause, la situation politique algérienne qui était en effervescence à cette époque, ce qui se manifestait de manière particulièrement palpable dans les villes et quartiers algérois à forte concentration musulmane comme c'était le cas à Maison-Carrée : « Dans cette banlieue d’Alger, le PPA était solidement implanté et l’incarcération de Messali Hadj et d’une dizaine de cadres du parti, avait renforcé le climat d’hostilité des Algériens envers les autorités. Dans une mosquée de Maison-Carrée et dans plusieurs cafés maures, le PPA avait tenu des réunions avec des militaires. Le 25 janvier 1941, à l’annonce d’un prochain départ de 800 tirailleurs du RML au Levant, la mutinerie éclate à l’heure du couvre-feu. Les insurgés massacrent le capitaine et une dizaine de sous-officiers métropolitains, pillent le magasin d’armes installé dans le vieux bordj turc, se répandent en ville et tirent sur des passants en faisant une dizaine de tués et des blessés. Le préfet Pagès, ancien officier de la Légion étrangère et les autorités militaires réagiront aussitôt. La plupart des mutins encerclés regagneront la caserne, mais d’autres prirent le maquis. Ils seront tous appréhendés quinze jours plus tard et les meneurs seront fusillés. Bien que les mutins n’aient pas cherché à attaquer la prison et à libérer Messali qui avait recommandé le calme, l’administration établit un rapport entre la propagande antimilitariste du PPA et la mutinerie. L’affaire était d’autant plus grave qu’après la défaite militaire, le prestige de la France était au plus bas en Orient […] ». Le soulèvement fut une totale surprise, et il le fut plus encore par la violence qui le caractérisa : une fois l'armurerie forcée et les officiers tués, une partie des mutins se seraient dirigés vers le centre-ville, en contrebas du quartier de Belfort, abattant les Européens croisés en chemin et proclamant le djihad contre la France, tandis que d'autres encerclaient quelque 200 personnes dans une salle de cinéma proche. En tout, près de 23 civils européens seront tués dans l'affaire et de nombreux autres blessés, avant que la mutinerie ne soit matée par le 5e Régiment de Chasseurs d'Afrique, la gendarmerie, la garde mobile et la police. Après la mort ou la capture de tous les mutins, neuf soldats considérés comme meneurs furent : « exécutés en grande cérémonie devant les garnisons rassemblés d'Alger, Hussein-Dey et Maison-Carrée, le 5e RTA désarmé placé au premier rang vingt-trois autres sont exécutés plus tard [...] au total deux cents à trois cents hommes seront tués au cours de la répression ».
Dans les jours et les semaines qui suivent l’événement, la nouvelle de ce qui deviendra la fameuse "Mutinerie de Maison-Carrée" va se répandre comme une trainée de poudre à travers le pays, notamment dans les villages de la Mitidja où un vent de panique souffla sérieusement parmi les colons européens qui se mirent à s'armer à une assez grande échelle par crainte d'un soulèvement général des populations musulmanes. L'appréhension n'était pas moindre chez les autorités et on voit ainsi Pierre Ordioni, directeur du cabinet du Préfet d'Alger et un des principaux meneurs des opérations de chasse contre les mutins, insister sur le fait que les soldats exécutés " ont levé leur index de la main droite vers le ciel " et affirme y voir la marque du PPA et du nationalisme algérien. Bien que les mutins, manifestement sans commandement ni plan ou objectifs précis, n'aient pas tenté d'attaquer la prison de Maison-Carrée -qui se trouve à quelques centaines de mètres de la caserne- où était emprisonné Messali Hadj et les autres cadres du PPA, l'ombre de la rébellion ne manqua pas de planer sur le procès du leader nationaliste qui s'ouvrira deux mois plus tard, en mars 1941. En somme, il s'agit d'un événement marquant pour les gens de l'époque et qui préfigure directement les événements tragiques de mai 1945 et de la guerre d'Algérie qui éclatera en 1954.
(17 avril) - Une certaine "Zarah bent Khalouk, chanteuse ambulante, demeurant à Maison-Carrée" est condamnée à trois mois de prison par le tribunal correctionnel d'Alger, pour "propos défaitistes" (sic)
- Le RCMC accède à la finale de la Coupe d'Alger de football.
(25 avril) - Vincent Pons, conseiller municipal à Maison-Carrée depuis 1919, conseiller général de la circonscription depuis 1937 et maire par intérim depuis deux mois, décède subitement d'une crise cardiaque alors qu'il était à peine âgé de 46 ans.
Passé la surprise, le conseil municipal tâcha de suivre l'ordre de succession réglementaire et ce fut donc à Charles Ratto, 3e adjoint au maire, de prendre la succession.
(30 avril) - À peine désigné comme maire par intérim de Maison-Carrée, Charles Ratto reçoit son ordre de mobilisation pour la guerre. Or, la liste des adjoints élus se voyait épuisée avec lui et le Conseil municipal fut alors convié par le préfet d'Alger à se réunir en ce jour afin de désigner, par vote, l'un des membres restants pour assurer la fonction. Ca sera alors le conseiller Zennati, ancien cadre du fisc local, ancien juge de paix et doyen d'âge du conseil, qui fut élu.
(27 mai) - Arrêté puis condamné à mort pour collaboration avec les Allemands, le nationaliste algérien Mohamed Bourass est exécuté en ce jour par les autorités coloniales françaises, sur le champ de tir du Carroubier à Maison-Carrée.
(7 juin) - Charles Gaubert, préfet honoraire et inspecteur général de l'administration, est nommé maire de Maison-Carrée par le Gouverneur général d'Algérie.

### 1942-1954:12evilled'Algérie
1942
(28 février) - À la suite du décès le 28/01/1942 de l'entrepreneur Gaëtan Corrao, 2e adjoint au maire Favier de Maison-Carrée, un arrêté du Gouverneur général d'Algérie nomme en ce jour ses collègues au conseil municipal, Thomas Moralès et le commandant Paul Valabella qui était aussi le chef de la LFC locale, respectivement comme 2e et 3e adjoints au maire.
1943
(4 juillet) - L’explosion accidentelle d'un train de munitions dans la gare de Maison-Carrée provoque la destruction d'une partie du quartier dit à l'époque « de la Gare PLM ». On compte 543 appartements détruits et pas moins de 105 immeubles endommagés par la violente déflagration. Mais, hormis les pertes humaines enregistrées, cette catastrophe vint surtout aggraver une crise de logement qui était déjà très aiguë parmi la population de la rive gauche de la ville.
(Août ?) - Dans le sillage des changements opérés dans le régime politique et dans l'administration français après la défaite devant les Allemands, une commission spéciale est désignée par le régime de Vichy pour administrer la ville et la commune de Maison-Carrée. On compte Raoul Zévaco parmi ses membres.
1944
(1er mars) - Décès à l'âge de 83 ans de Léon Tourenne. Ancien commandant des sapeurs-pompiers de Maison-Carrée ensuite longtemps secrétaire général de la mairie, il fut plusieurs fois maire de la commune depuis sa première élection en 1920 jusqu'à sa démission en juin 1941.
(9 septembre) - Décès de Jacques Duroux. Un des plus grands industriels d'Algérie en son temps et probablement détenteur de la première fortune du pays dont héritera essentiellement son fils Jean. L'ancien sénateur était alité depuis 1941 des suites d'une attaque cardiaque alors qu'il s'était retiré de la vie politique en avril 1938 après l'échec du gouvernement de Front populaire en France dont il fut un fervent supporter. Il est inhumé dans un caveau familial dans le cimetière européen de Maison-Carrée.
1945
1946
1947
1948
1949
1950
(27 août) - Pour protester contre la décision de la municipalité de rétablir le poste de "caïd" à Maison-Carrée, et ce malgré le refus des élus musulmans, la section locale du MTLD appelle la population musulmane à un meeting politique en ce jour.
Tenue dans une salle des fêtes de la ville, la manifestation est présidée par Medjaï, conseiller municipal MTLD, et animée par Omar Khaled, adjoint-au-maire de Maison-Carrée et le député MTLD Ahmed Mézerna. Ces élus du "2e Collège" se succédèrent ainsi devant la foule nombreuse pour dénoncer la mainmise des Européens sur tous les leviers du pouvoir local et leur refus de considérer les demandes des élus musulmans, tout en stigmatisant cette décision de rétablissement du post de caïd, la jugeant anachronique et humiliante pour la population musulmane .
- Dans le but de résorber les bidonvilles qui, occupés exclusivement par la population musulmane défavorisée, ne cessaient de se développer dans la périphérie algéroise, les autorités coloniales décident de la création d'un certain nombre de « cités d'urgence ».
La première de ces cités, avec 700 logements, sera justement établie à Maison-Carrée. Conçue par les architectes français Fayette et Magrou, l'idée du projet était de d'offrir constructions horizontales centrées sur un patio afin, pensait-on, de mieux coller au mode de vie des populations algériennes.
1951
(16 mars) - De nouveaux locaux de la gare des CFRA sont inaugurés à Maison-Carrée.
1952
1953
- Près d'un siècle après son implantation, le marché aux bestiaux qui se tenait derrière la mairie de Maison-Carrée est définitivement fermé et déménagé par les autorités municipales vers un nouvel emplacement situé à la sortie Sud de la ville à cette époque, près du quartier Sainte-Corine sur la rive gauche, là où se trouvent encore de nos jours ce qui est communément appelé el-Kouâra ("Les Écuries") d'El-Harrach.
Pour ce qui est de l'ancien site du marché, on y entama immédiatement la construction d'une grande cité HLM qui prendra le nom de Cours de France (act. Cours Aïssat Idir), suivie quelqus années plus tard d'un nouveau commissariat de police et d'un parc des sports, donnant ainsi au centre-ville d'El-Harrach la configuration qu nous lui connaissons aujourd'hui.
- Abdelkader Azzouz, jeune boxeur de l'USMMC est sacré champion de France amateur pour la saison 1952/1953.
1954
- L'avocat Amar Bentoumi, un ancien militant du PPA, se présente pour les élections dans la circonscription de Maison-Carrée au nom de l'UDMA. Toutefois, les élections ayant été truquées par les autorités coloniales, c'est un candidat « administratif » qui sera finalement élu.

### 1954-1962: une banlieue d'Alger en guerre
1954
(1er novembre) - Déclenchement par le FLN de la Guerre de libération nationale algérienne en organisant divers attentats à travers le pays. On ne note toutefois aucune opération à Maison-Carrée ou dans sa région cette nuit-là.
A cette date, la population de Maison-Carrée se chiffre à 51 017 habitants, le nombre des Algériens (36 280 hab.) étant désormais à plus du double de celui des Européens (14 737 hab.). À noter, toutefois, que le résultat de ce recensement concerne l’ensemble de l’arrondissement et il est précisé que le total en question se partage entre une population agglomérée de l’ordre de 39 951 habitants et une population éparse de 11 066 habitants et à tout cela s’ajoutent 4 127 personnes au titre d’habitants non sédentaires (étudiants internes, militaires, etc.).
1955
- Dans l'espoir de rallier les populations algériennes en améliorant leurs conditions de vie, l'administration coloniale procède à la construction d'un ensemble d'habitations à caractère social à Alger, et notamment les 300 logements de Maison-Carrée dits « de première urgence », suivant les plans de l'architecte Roland Simounet. Comme leur nom l'indique, ces cités étaient prévues dans les années 1950 comme solution provisoire censée éradiquer les bidonvilles en attendant des solutions définitives, et elles furent donc conçues pour une démolition rapide et facile. Or, situé près de Djenane Mabrouk dans la commune de Bourouba, ce quartier existe encore de nos jours à El-Harrach sous le nom de Cité d'Urgence.
1956
(avril) - Lancement des travaux de dédoublement de la RN5 et de la Route Moutonnière où le trafic routier était passé de 2.700 véhicules en 1939 à 12.000 en 1952, pour atteindre plus de 22.000 en 1957.
Confiés à l'entreprise Laurent, ces travaux incluront l'élargissement du pont de l'Harrach entre le Carroubier et Lavigerie, ainsi que le réaménagement de ce qui était appelé à l'époque carrefour Polignac.
(28 avril) - Dans le cadre d'un plan d'escalade de la guerre contre la présence française en Algérie, les réseaux du FLN-ALN mènent une série de neuf attentats à travers l'agglomération algéroise, dont un à Maison-Carrée. Cette flambée de violence dans la capitale se poursuivra durant les semaines et mois à venir et conduira les autorités coloniales à organiser une politique de répression sans équivalent, notamment après la remise des pleins pouvoirs à l'armée française qui marque le début de la Bataille d'Alger.
(20 août) - À la suite d'une grande réunion des chefs du FLN-ALN (congrès de la Soummam), on procède à la réorganisation du territoire avec la constitution d'une Zone Autonome d'Alger (ZAA) indépendante des wilayas IV (Algérois) et III (Kabylie) sous le commandement militaire de Larbi Ben-Mhidi, et dont dépendra Maison-Carrée et sa région.
- Le FLN-ALN proclame une interdiction aux sportifs algériens de participer aux compétitions officielles françaises. 
À l'instar des autres clubs musulmans du pays, l'USMMC annonce à ce moment son retrait du championnat et le boycott de toutes les épreuves compétitions pour se conformer au mot d'ordre. Par ailleurs, certains de joueurs, comme Lahcene Mohamed Zeghnoun, et même le président en exercice du club, Abdallah Benamar, vont carrément rejoindre le maquis, suivis peu après par le sportif Boualem Kaouadji et le boxeur Khelif Tenah. Tous vont tomber les armes à la main dans les rangs de l'ALN au cours des années qui suivent.
Pour sa part, l'USMMC ne reprendra sa place dans le championnat d'Algérie qu'après l'indépendance du pays en 1962.
- Inauguration des 2 000 logements de la cité La Montagne, selon des plans établis par l'architecte Roland Simounet.
(26 septembre) - Rachid Kourifa, responsable du secteur de Maison-Carrée au sein de la Zone Autonome d'Alger du FLN-ALN, est tué par une patrouille de l'armée française qu'il aurait croisée par hasard, juste après avoir lui-même exécuté un certain Zinet, jugé collaborateur avec l'ennemi par l'organisation. Premier harrachi tombé les armes à la main dans la Guerre de Libération algérienne, ses funérailles donnèrent lieu, quelques jours plus tard, à un grand rassemblement populaire et furent marquées par un discours nationaliste du cheikh Rabie Bouchama, membre de l'Association des Ulémas Algériens et lui-même habitant de Maison-Carrée où il militait clandestinement dans les rangs du FLN. Cette manifestation populaire improvisée, qui fut d'ailleurs très scrutée par les services de police français, ne manqua pas de choquer la population européenne car ce fut la toute première fois que la population musulmane, importante à Maison-Carrée, exprimait ouvertement et publiquement sa sympathie pour la cause du nationalisme algérien.
(12 novembre) - Une bombe artisanale explose dans le Monoprix de Maison-Carrée et laisse neuf blessés graves.
1957
(28 janvier) - Début de la grève insurrectionnelle de huit jours ordonnée par le FLN à Alger. Très largement suivie dans les quartiers musulmans de Maison-Carrée, l'opération aurait été coordonnée localement par Rabah Terki, professeur au lycée de la ville et militant nationaliste.
(3 mars) - A 23h, Larbi Ben-M'hidi, chef du FLN-ALN à Alger, est transféré à la prison de Maison-Carrée après son arrestation par les autorités coloniales.
(5 mars) - Arrestation de Nelly Forget, assistante sociale à Maison-Carrée et militante du FLN. Elle sera mise au secret et torturée dans la Villa Sésini à Alger. Accusée d'abord de distribution de tracts pour le compte des insurgés, on lui reprocha surtout d'avoir aidé un autre Européen pro FLN à organiser un attentat, mais elle sera finalement libérée faute de preuves.
- Construction de la cité les Eucalyptus dans la zone de Bachdjerrah, suivant des plans des architectes français G. Bize et J. Ducollet.
- Parmi les harrachis tombés dans les rangs du FLN-ALN au cours de cette année, on compte Mohamed Abzar (né en 1917) dont un des fils deviendra maire d'El-Harrach après l’indépendance et Mohamed Boukhari (né 1933).
1958
La commune de Maison-carrée est délestée d'une partie de son territoire avec la création de la commune d'Oued Smar.
(13 mai) - Les événements s’accélèrent en Algérie où les chefs de l’armée française tentent de prendre le pouvoir sous le couvert d’un Comité de Salut Public, s'opposant à la IVe République et qui est proclamé en ce jour. Présidé par le général Massu, le comité d’Alger comptait 45 membres dont quatre indigènes avec un certain Mahmoud (ou Mohand) Saïd Madani, syndicaliste et contremaître à la SAPCE de Maison-Carrée. Âgé de 57 ans et père de sept enfants, l'homme affichait le plus de zèle pour la cause coloniale et fut invité à ce titre à faire un discours depuis le balcon du Gouvernement Général d'où il proclame : « Depuis 127 ans, la France est en Algérie. Lorsqu’elle est arrivée ici, elle y a trouvé deux millions de musulmans. C’est grâce à elle, à sa civilisation, à ses méthodes, grâce à toutes ses réalisations que les musulmans sont aujourd’hui près de dix millions. Les États-Unis, eux, par contre, ont rapidement fait disparaitre les milliers d’hommes Peaux-Rouges qui habitaient les territoires qu’ils ont conquis, alors qu’ici la France a fait de nous des hommes dignes de ce nom ». Il sera égorgé par le FLN en 1960, pendant la visite du général de Gaulle en Algérie.
(15 juillet) – La presse annonce le démantèlement d'une cellule FLN à Maison-Carrée et la mort d'un militant dans l'opération.
Pendant ce temps, et alors que la Bataille d'Alger battait son plein, le général Massu inaugure le premier Centre de Formation de la Jeunesse Algérienne (CFJA), géré par la SAS, à Maison-Carrée.
(26 décembre) – Un pompiste du quartier des Cinq-Maisons à Maison-Carrée est assassiné avec ses deux enfants dans son domicile à Réghaïa.
1959
(17 janvier 1959) - Ayant découvert ses liens avec les réseaux du FLN, les services de sécurité français procèdent à l'arrestation, en pleine nuit, du cheikh Rabie Bouchama, directeur de l'école Ethabat (affiliée à l'Association des Ulémas) à Maison-Carrée. Il sera mis au secret puis torturé à mort.
(21 février) - La commune de Maison-Carrée devient le 10e Arrondissement du Grand Alger. Comptant désormais trois subdivisions (Maison-Carrée, Oued-Smar, Baraki), cette étape est importante dans le sens où Maison-Carrée cesse officiellement d'exister comme « petite ville proche d'Alger », pour devenir une zone suburbaine et banlieue Est de la ville d'Alger.
(22 février) - 11 h 05, une grenade lancée dans le Café des Pyrénées, situé rue Alexandre (act. rue Saïd Mokrani) à Maison-Carrée, fait un blessé européen et un algérien. À 11h20, une seconde grenade est lancée devant le bar Les Alliés à la rue Zévaco (act. rue Ahmed Terkouche) en centre-ville et faisant 9 blessés tous algériens.
(7 mai) – Le cadavre d’un Algérien égorgé est retrouvé sur les bords de Oued El-Harrach, non loin de la voie ferrée Alger-Constantine.
(16 juin) - 9 h 30, une grenade est lancée contre une voiture dans le quartier Sainte-Corine faisant trois blessés.
(26 juin) – 12h40, une grenade est lancée devant le café-hôtel de Provence (à l’angle des rues Duperré et Chanzy de l'époque) tuant un Algérien et blessant 12 autres ainsi qu’un Européen.
(9 juillet) - Une grenade est lancée devant le bar La Gambetta à Maison-Carrée (4 blessés).
(12 août) - Un obus de mortier modifié est désamorcé à Maison-Carrée. Il était programmé pour exploser à 12 h 30.
(24 août) - Un soldat français du 408e R.A.A est porté disparu à Maison-Carrée.
(15 septembre) - 19 h 55, une grenade est lancée devant le bar Continental à Maison-Carrée, mais sans faire de victimes.
(21 octobre) - 19 h 05, une grenade est lancée devant le Café de la Correspondance à Maison-Carrée (rue Aristide Briand de l'époque), tuant une personne et en blessant 10 autres, tous des Algériens selon la presse.
(22 octobre) - 1 h 05, un certain Meftah Tiguer est égorgé chez lui à la Cité Grigori (Houch-Adda) de Maison-Carrée.
(31 octobre) - 20 h 50, une grenade est lancée devant le café Le Coq Hardi dans le quartier de Belfort (rue Arago), sans faire de victimes.
(13 novembre) - 12 h 40, une grenade est lancée devant le Bar du Commerce à Maison-Carrée : un Algérien est tué, cinq autres et quatre Européens sont blessés.
(19 novembre) - Lancement des travaux de construction d'une usine de montage de voitures Renault à Maison-Carrée.
Les premiers véhicules Renault Dauphine sont produits en 1960, et l'usine -qui bénéficiait au départ d'un monopole officiel pour l'Algérie- poursuivra son activité après l'indépendance. Toutefois, la politique économique du gouvernement ayant commencé à changer après 1965, les relations avec Renault ne cesseront de se détériorer, jusqu'à son retrait définitif de l'usine de Maison-Carrée en 1971.
(23 novembre) - 19 h 50, une grenade est lancée devant le Bar Bellevue dans le quartier du même nom à Maison-Carrée : 1 Algérien est tué, un autre et 2 Européens sont blessés.
- Début de construction de l'usine Simca dans la zone industrielle de Maison-Carrée.
- L'année vit la mort au combat d'un certain nombre de harrachis engagés dans les rangs du FLN-ALN. Les plus connus étaient Boualem Ghaboub (37 ans), Abderrahmane Zeghnoun (30 ans) et Mouloud Kourifa (37 ans), ce dernier étant le frère ou le cousin de Rachid Kourifa.
1960
(4 janvier) - Déposée par la militante FLN Zohra Amrane (dite Malika), une bombe artisanale explose dans la gare de Maison-Carrée en faisant plusieurs blessés et des dégâts importants.
(11 janvier) – Inauguration par André Jacomet, SG de l'Administration coloniale en Algérie, des 450 logements de la cité ARM.-AF. de Maison-Carrée. La cité existe encore de nos jours.
(21 février) - À 19 h 50, une grenade est lancée devant le Café de la Correspondance à Maison-Carrée (rue d'Alger) mais n'explose pas.
(1er juillet) - À 23 h 50, explosion d'une bombe artisanale placée sous la voiture d'un certain Dr Fleck dans le quartier de Bellevue.
(16 juillet) – 16 h 30, dans la seconde attaque du genre contre l'établissement, une grenade est lancée devant bar du Coq Hardi à Belfort, mais sans laisser de victimes.
(31 juillet) – 22 h 10, grenade lancée devant le bar Le Terminus dans la placette de Maison-Carrée sans causer de victimes.
(18 septembre) – 21 h 45, une grenade est lancée contre un groupe de militaires français dans la rue d’Aumale à Maison-Carrée, sans laisser de victimes.
(24 septembre) – Une bombe artisanale explose devant le Monoprix de Maison-Carrée et blesse seize personnes.
(29 septembre) – Raoul Zévaco, directeur du journal Les Échos d’Alger, et son fils sont assassinés dans leur résidence secondaire au Chenoua près de Tipaza.
(18 octobre) – 16 h 30, le colon Pierre Nouvion est assassiné dans sa ferme à 6 km de Maison-Carrée.
(30 novembre) – 17 h 0, une grenade est lancée devant le café L’Alliance de l’avenue Georges-Clemenceau à Maison-Carrée causant des dégâts matériels.
(11 décembre) – Le FLN ordonne de grandes manifestations dans tous les quartiers algérois à majorité musulmane. Dans la région d'El-Harrach, le mot d'ordre est largement suivi et les événements se déroulèrent comme il suit : « [...] dans le quartier La Glacière, une manifestation commence vers 11 h 30. Un jeune escalade un poteau et y accroche un drapeau algérien. Il est abattu par les militaires. On saura plus tard qu’il s’agissait du chahid Chérif Bouarioua Chérif, âgé de 18 ans. Vers 12 h des manifestants venant de Léveilley et de l’Oued-Ouchayah descendent le chemin des oliviers. Des femmes sont en tête du cortège, brandissant des drapeaux. Les militaires interviennent. À Haouch Adda, entre Hussein-Dey et Maison-Carrée, à 15 h, les manifestants descendent de la Cité Évolutive, des quartiers des Eucalyptus et PLM. On envoie les chars de la caserne toute proche pour les arrêter. À Maison-Carrée vers 15 h débouchent sur la place des camions bondés d’Algériens brandissant des drapeaux. Ils se regroupent et tentent de marcher vers Belfort. Ils brandissent des banderoles : « Vive le FLN », « Algérie algérienne ». Ils sont arrêtés par les soldats sortis de la caserne. Les chars arrivent et tirent dans la foule. Les manifestants refluent vers le quartier PLM qui est investi par les blindés vers 16 h 30. Les tirs s’arrêtent après 17 h 30 ». La presse française de métropole reprendra l'incident qui a coûté la vie au jeune Bouarioua avec quelques détails : « [...] vers 11 h 30, un homme monte sur un poteau pour y accrocher un drapeau algérien. Sommé par des militaires français de descendre, il refusa et fut immédiatement abattu. Son corps fut alors enrobé dans le drapeau vers-blanc-rouge et exposé sur le parechoc d'un camion militaire à travers tout le quartier musulman ».

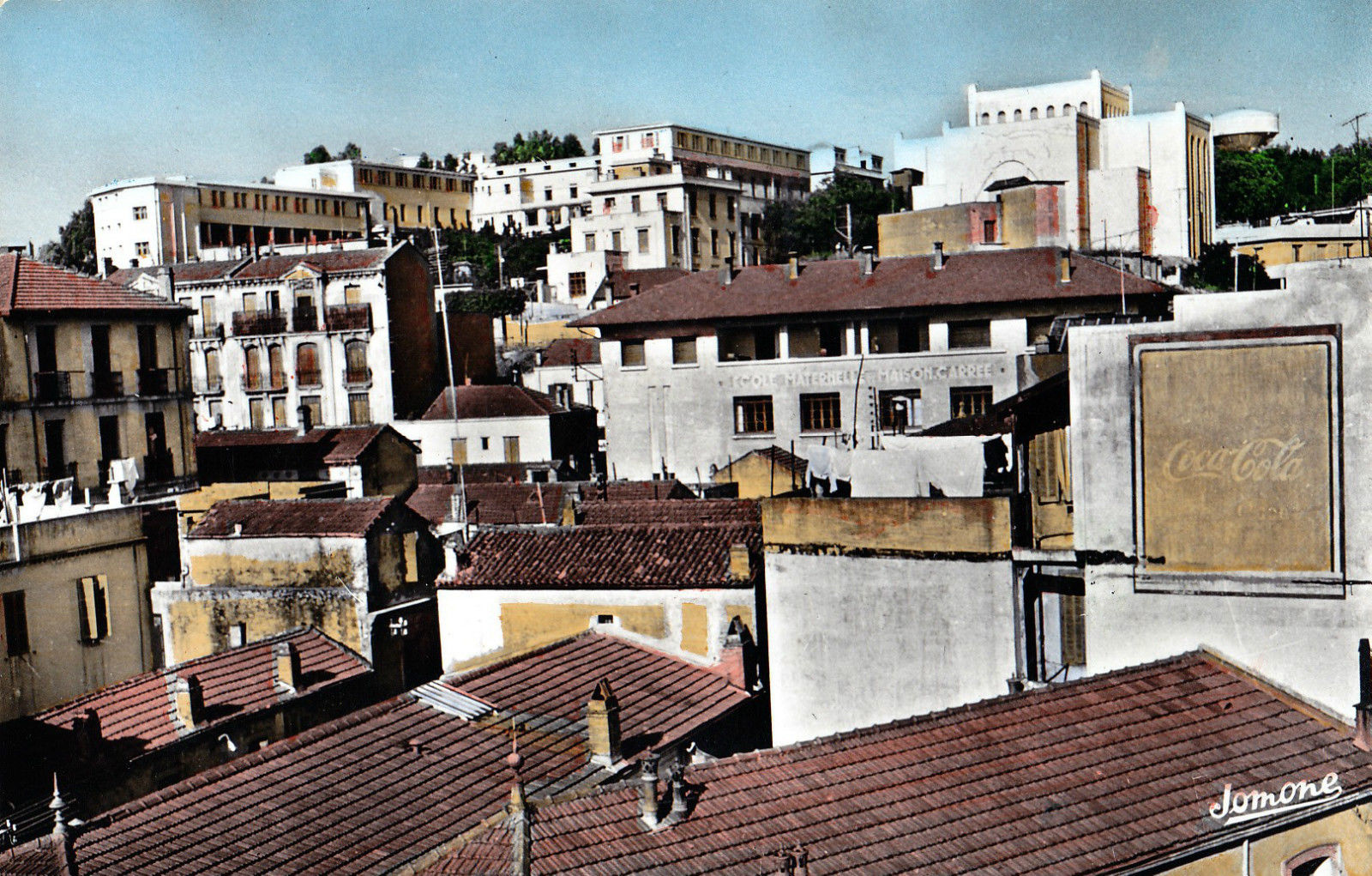
Photographie (1960) coloriée d'une partie de la ville de Maison-Carrée. On y voit l'école maternelle (act. École primaire Abdelhamid Tata) au premier plan à droite de l'image et, au fond en haut, l'église du Sacré-Cœur.

(21 décembre) – Les autorités militaires instaurent le couvre-feu de 0 h à 5 h dans tout Alger, sauf dans le 10e arrondissement où il est fixé de 21 h à 5 h.
1961
- Le prêtre catholique Jean Scotto, grand sympathisant du FLN et de la cause algérienne, est nommé à la tête de la paroisse de Maison-Carrée. Il y restera en poste jusqu'au début 1963, et c'est dans la commune d'El-Harrach qu'il prendra officiellement sa nationalité algérienne à l'indépendance.
(11 novembre) - Un groupe de quatre combattants affilié à la cellule FLN-ALN de Maison-Carrée tombent dans une embuscade au Lotissement Michel (rue Noël l'Amoureux). Mitraillés dans leur véhicule sans sommation par une unité de CRS français, les officiers Boudjemâ Messaoudène (dit El-Bekari) et Boualem Meghraoui y laisseront la vie tandis que le chauffeur, Mbarek Bouteldji, sera arrêté et torturé dans la caserne du Génie à Hussein-Dey avant de se voir incarcéré dans la prison Barbeousse jusqu'en 1962.
(28 novembre) - Alors qu'André Palacio, chef de l'unité chargée de la traque du général Salan au sein des services de sécurité français, est gravement blessé par balle dans un attentat de l'OAS à Alger, son frère est abattu le jour même par un autre groupe à Maison-Carrée.
(décembre) - Moïse Choukroun, notable juif et vice-président de l' Association Culturelle de Maison-Carrée est tué dans un attentat de l'OAS qui justifiera son assassinat dans un tract pour le fait d'avoir malgré l'ordre général de mobilisation, tenté de quitter le territoire algérien pour s'établir en France, l'organisation ayant interdit, sous peine de mort, tout déplacement vers la métropole.
1962
(20 janvier) - René Villard, chef de France Résurrection, est assassiné à Maison-Carrée par Philippe Le Pivain, chef de la cellule locale de l'OAS. L'homme avait rassemblé autour de lui des chrétiens, des juifs, des musulmans et des francs-maçons afin de mettre en place une solution permettant aux Pieds-Noirs de rester en Algérie et de conserver des liens avec la France. Proche du colonel Rémy, par le biais du marquis de Montpeyrous et du comte de Charbonnière, et de certains réseaux de la Résistance, il était en liaison avec Jacques Chaban-Delmas et Alain Peyrefitte.
(5 février) - Le Docteur Maxime Fleck, adjoint au Maire et ancien président de l'UNR, est assassiné à Maison-Carrée par trois algériens affiliés à l'OAS.
(27 février) - La caserne de la Gendarmerie Mobile située dans le quartier Bellevue à Maison Carrée est attaquée au bazooka par l’OAS, causant l'explosion des stocks d’essence et de munitions qui étaient entreposés.
(19 mars) - Cessez-le-feu en Algérie.
(21 avril) - L'OAS mène une campagne de terreur dans l'espoir d'empêcher l'indépendance algérienne. Cette journée fut particulièrement sanglante à Alger et sa banlieue, avec un total de 23 attentats.
À Maison-Carrée, ce fut un bombardement au mortier de la cité musulmane de Diār Djemā'a. Le bilan est de deux morts et plus de 30 blessés.
(4 mai) - Un certain Henri Peny, jeune étudiant européen de 19 ans, est arrêté par les gardes mobiles françaises alors qu'il peignait une inscription en faveur de l'OAS. Emmené à la brigade de Maison-Carrée, il aurait été livré à la Force locale et ne fut plus revu depuis.
(22 mai) - Un charnier constitué de plusieurs cadavres d'européens est retrouvé dans la zone de Haouche Adda à Maison-Carrée. Il s'agit très probablement d'un groupe de personnes enlevées par les hommes de la Zone Autonome d'Alger du FLN, qui agissait sous les ordres du commandant Azzedine dans une guerre sans pitié contre l'OAS.
(23 juin) - Ramenés essentiellement de Kabylie, 259 harkis sont regroupés à Maison-Carrée avec leurs familles par les autorités militaires françaises qui les avaient mis sous la protection de la troupe, et finalement évacués vers Marseille à bord du navire La Fayette.
(3 juillet) - Référendum autodétermination et indépendance de l'Algérie.
En tout, on compte la mort de 505 harrachis pendant la guerre d'Algérie, dont au moins 156 étaient natifs de Maison-Carrée.

## Depuis l'Indépendance
Après l'indépendance de l'Algérie en 1962, la ville de Maison-Carrée prend officiellement le nom arabe par lequel le lieu et la localité qui s'y était constituée furent toujours appelés chez les autochtones algériens, El-Harrach.

### Années 1960
1962
- Les toutes premières réunion du Gouvernement Provisoire de la République Algérienne (GPRA) après son entrée en Algérie se tiennent dans les bâtiments de l' École Nationale Polytechnique de Belfort, à Maison-Carrée.

1963
1964
1965
1966
(1er mai - Hocine Aït Ahmed, un des chefs historiques du FLN, devenu opposant et fondateur du FFS après l'indépendance, parvient à s'évader de la prison d'El-Harrach où il était détendu depuis 1964 pour se réfugier en Suisse.
1967
1968
Les grandes entreprises et industries du pays sont nationalisées par le gouvernement algérien et, parmi elles, on comptait les usines Altairac de Maison-Carrée (le domaine agricole avait été déjà nationalisé en 1963). À cette date, l'établissement -centenaire- employait près de 1 000 personnes mais la famille Altairac (ils avaient jusque-là tenté de rester en Algérie pour garder leurs biens) trouvait beaucoup de difficultés à le gérer convenablement à la suite du départ massif de la population européenne de la ville dont était issu l'essentiel de l'encadrement.
1969

### Années 1970
1970
- Fondation de l' École Polytechnique d'Architecture & d'Urbanisme (EPAU) dans le quartier de Hassan Badi à El-Harrach.
- Fondation de l' École Nationale Supérieure Vétérinaire (ENSV), qui porte aujourd'hui le nom de Rabie Bouchama.

1974
(19 juin) - Alors que le club évoluait encore en Division Régionale (D2 du championnat algérien à l'époque), l'USMMC accède pour la première fois de son histoire à une finale de la Coupe d’Algérie. Lors de cette rencontre contre le W.A Tlemcen (D1), l'équipe harrachi avait pour titulaires Selmi, Tahar, Belabed, Hamoui, Kabri, Mokore, Sébia, Chenafi, Hadjeloun, Zitoun, Lahcen et Benahmed qui fut l’auteur de l'unique but du match et qui offrit le titre de la saison 73/74 à l'USMMC.
1971
1972
1973
1974
1975
(27 mars) - Mise en place par le gouvernement algérien d'un Plan d'Orientation Générale de développement et d'aménagement de l'agglomération d'Alger (POG). Il s'agissait du premier plan urbain établi pour Alger depuis l'indépendance du pays, et il prévoyait le déplacement progressif du centre de gravité urbaine et la déconcentration des activités économiques depuis le centre historique (Alger-Centre) vers les communes de la périphérie Est, depuis El-Harrach jusqu'à Réghaïa. C'est dans cette optique que, dans les années et décennies qui ont suivi, seront installés de grands équipements structurants (Université des Sciences & Technologies, Centre des Expositions, etc.) et de nouvelles zones d'habitat (cités de Bab-Ezzoar, Dar-Baida, etc.) dans cette zone et c'est cette évolution qui fera définitivement d'El-Harrach une commune du noyau central d'Alger et non plus une agglomération périphérique comme elle l'était à l'époque coloniale. Considérant la topographie fort accidentée des zones à l'Ouest d'Alger, cette extension vers l'Est paraissait logique et très rationnelle à la base. Elle se fera toutefois aux dépens de riches terres agricoles de la Mitidja et donc au prix d'une nette fragilisation de la vie agraire. Ce constat fut fait dès 1979 et l'on suspendit alors le POG jusqu'en 1983, date à laquelle un nouveau Plan Urbain de Développement d'Alger (PUD) fut élaboré avec, pour cette fois-ci, une orientation de l'extension urbaine vers le sud-ouest.
- L'USMMC accède pour la première fois de son histoire à la 1re Division du Championnat de football d'Algérie, et il jouera dès lors en D1 sans interruption jusqu'en 1999.

1976
1977
- À la suite d'une réforme générale du football algérien, beaucoup de clubs du championnat algérien changent leurs dénominations, et c'est notamment le cas de l'USMMC qui devient USMH après son parrainage par l'entreprise publique SONAREM dont il adopte par ailleurs les couleurs (jaune et noir).

1978
1979

### Années 1980
1980
1981
1982
1983
1984
- L'USMH termine la saison sportive comme vice-champion d'Algérie. Sous la direction de Mokhtar Belabed comme entraineur, le club harrachi se classe second du Championnat de D1 en talonnant d'un seul point le G.C Mascara (mené en ce temps par le grand Lakhdar Belloumi).

(19 décembre) - Un décret portant sur la réorganisation du découpage administratif est promulgué dans le Journal Officiel. Les nouvelles limites de la commune d'El-Harrach sont ainsi fixés: Point de départ : au nord, autopont de Oued El-Harrach avec la voie ferrée qu’on suit vers le sud jusqu’au tronçon de chemins de fer au niveau de Lakhdaria ; on traverse la RN 38 vers l’est jusqu’à l’intersection avec la rocade sud, on suit celle-ci jusqu’à Oued Smar canalisé qu’on suit jusqu’à la limite de la caserne pour l’inclure jusqu’au CW 118 ; ensuite on remonte pour suivre la limite de la prison jusqu’au carrefour Belfort ; on prend vers l’est jusqu’à l’intersection de la RN 5 ; on remonte celle-ci jusqu’à l’auto pont d’El-Harrach.
Le reste de l'ancien territoire d'El-Harrach fut constitué en nouvelles communes, notamment celles de Bourouba et de Mohamadia.
1985
(9 décembre) - L'USMH représente l'Algérie à la Coupe arabe des clubs champions de football tenue à Baghdad et termine la compétition à la seconde position après l'équipe irakienne d'Al-Rasheed.
1985
1986
1987
(26 juin) - L'USMH remporte sa deuxième Coupe d'Algérie. Entrainés par Brahim Ramdani, l'USMH (titulaires : Nouri, Serim, Kerraz, Bechouche, Herabi, Ifticène, Lounici, Benomar, E-Djezzar, Meziani et Medane) remporte la deuxième Coupe d'Algérie de son Histoire, après avoir vaincu la J.S Bordj-Menaïl par un score de 1-0.
1988
1989

### Années 1990: les années de plomb
1990
1991
1992
- L'USMH termine la saison sportive à la seconde place du Championnat national de football (D1), à quatre points M.C Oran qui est sacré champion avec Abdelhafid Tasfaout.

1993
(27 avril) - Violent accrochage entre militaires et un groupe armé au quartier La Faïence. La bataille durera deux jours et se soldera par plusieurs morts dont un certain Belabraout, chef du groupe armé selon la presse.
(1er septembre) - Houari Yacoun, muezzin dans une des mosquées d’El Harrach est assassiné par des inconnus.
(octobre) - L'USMH représente l'Algérie dans la Coupe de la CAF et parvient à atteindre les 1/4 de finale avant d'être battu par le club tanzanien du Simba S.C qui sera finaliste.
(24 novembre) - Mort de 9 policiers dans une embuscade à El Harrach, ainsi que le greffier en chef du tribunal de Blida.
(14 décembre) - Une dame âgée de 54 ans est tuée d'une balle perdue lors d'un ratissage de l'armée à la cité Bomati.
(28 décembre) - Youcef Sebti, professeur d'agronomie à l'Institut National d'Agronomie d'El-Harrach depuis 1969 et écrivain, est assassiné durant la nuit par un groupe armé dans son appartement de fonction dans le quartier Hassan-Badi (anc. Belfort). Il s'agit d'une des premières opérations visant les intellectuels algériens après le déclenchement des violences islamistes dans années 1990. Parallèlement à cela, des sources médiatiques indiquent qu'au moins 1 800 personnes, forces de sécurité et civils confondus, auraient été victimes de morts violentes dans la région d'El-Harrach depuis l'annulation du scrutin de janvier 1992.
1994
- Mehdi Abbas Allalou, chef d'un petit parti politique, est victime d'une tentative d'assassinat devant chez lui[323]

1995
(27 février) - Khadija Aissa, enseignante à l'Institut National d'Agronomie d'El-Harrach, est assassinée aux alentours de son lieu de travail.
(22 avril) - Ratiba Hadji, enseignante à l’École Polytechnique d’Architecture et d’Urbanisme d’El-Harrach, est assassinée devant l'établissement tandis que son époux est grièvement blessé.
1996
(20 juillet) - L'avocat Mohamed Zoubeiri est enlevé à El-Harrach par des inconnus. Il sera retrouvé mort le lendemain.
(10 octobre) - Un groupe de 12 hommes armés, menés par un nommé Sahraoui, sont tués par les forces de sécurité au cours de la nuit à El Harrach.
(21 novembre) - Un certain Ali Zeddam ainsi que son épouse, son fils et ses deux filles sont assassinés à El-Harrach.
(29 décembre) - Une à 3 personnes sont tuées et 54 blessées dans un attentat à la bombe contre un café proche du siège de la daïra (sous-préfecture) d'El-Harrach.
1997
(26 juin) - Un engin explose dans un minibus à El-Harrach, faisant 4 morts et 18 blessés.
1998
(20 mai) - Explosion d'une bombe à la gare d'El-Harrach, sans laisser de victimes.
(22 mai) - Une bombe artisanale explose dans le marché de Bomati à El-Harrach. Bilan : 16 morts et plus de 60 blessés.
(29 juin) - L'USMH est sacré champion d'Algérie de football pour la première fois de son histoire. Dans un match à rebondissements face à l'USMA, les harrachis (titulaires : Diab, Yahia, Oueld Mata, Kasri , Kerrache, Kabri, Fekkid, Lounici (Cap.), Benaissi, Benchikha et Boutaleb) furent longtemps menés 2 buts à 0 et ont même raté un penalty en première période. Par la suite, à compter de la 65e minute de jeu, ils réussissent à marquer 3 buts entiers alors que le club adverse rate l'égalisation sur penalty en fin de partie.
1999
(octobre) - L'USMH représente l'Algérie dans la Ligue des Champions d'Afrique et parvient à atteindre le 2e Tour de la compétition avant de se faire éliminer par l'ASEC Mimosa du Nigéria.
Le vieux club se trouvait alors une période de crise et ses résultats en championnat lui valent d'être relégué en D2 à la fin de la saison, et ce pour la première fois depuis son accession en 1975. Un sursaut sera observé lors de la saison suivante (2000/2001) où il occupera la 3e place du classement et retrouva la D1. Mais ça ne durera pas plus d'une année et l'USMH sera de nouveau relégué en D2 à partir de la saison 2001/2002 et y restera sept longues années.

### Depuis 2000
2000
2002
2001

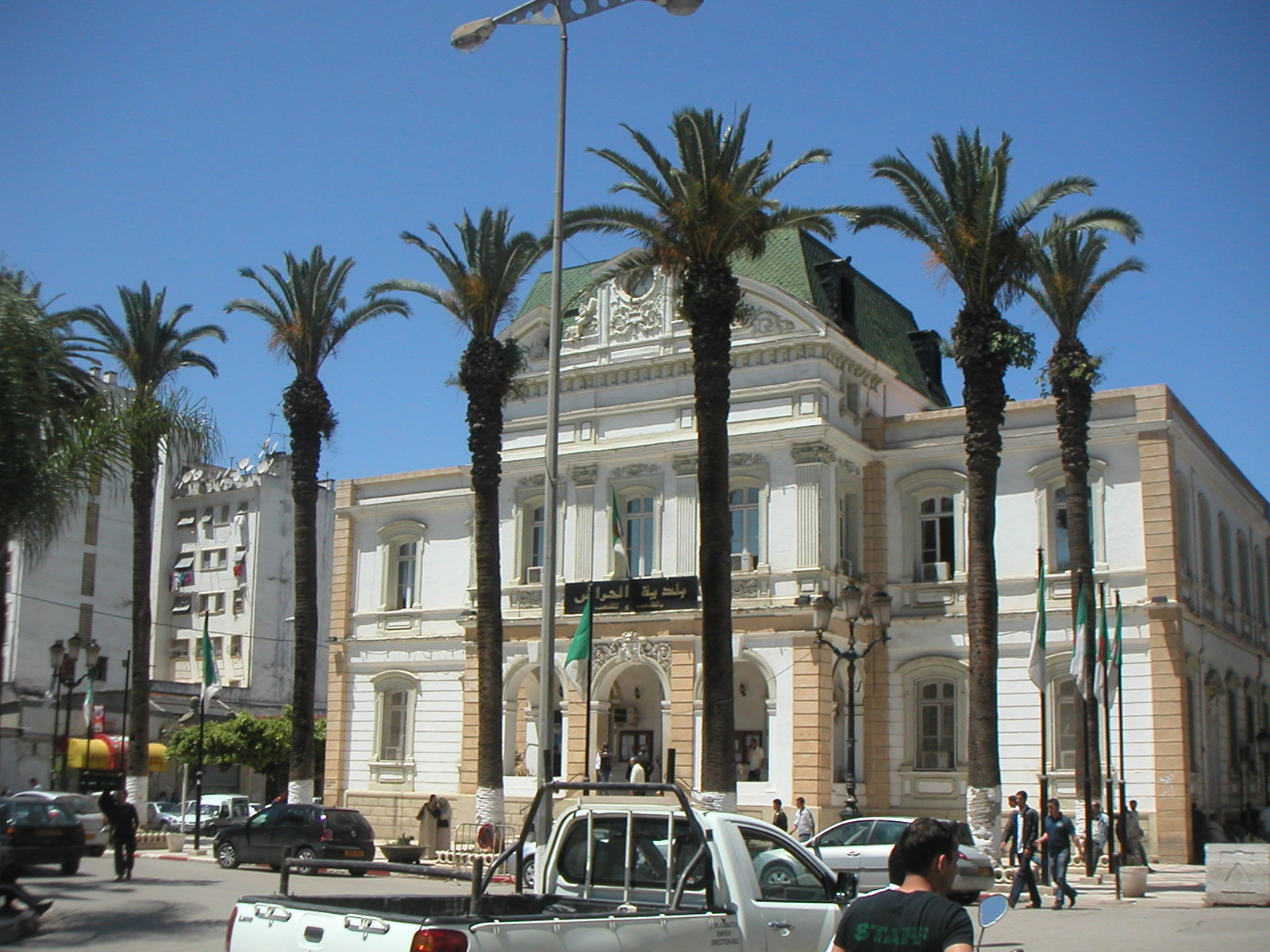
Photographie (v. 2000) de lancien Hôtel-de-ville de Maison-Carrée (construit en 1887). le bâtiment abrite encore de nos jours le siège de l'APC (mairie) d'El-Harrach.

(5 septembre) - Un garde communal est tué et un autre blessé dans un attentat à El-Harrach.
(6 avril) - Une bombe de faible intensité explose dans la matinée au marché aux puces de Bomati à d'El-Harrach, faisant 2 blessés et quelques dégâts matériels minimes.
2002
2003
2004
(12 mars) - Ibrahim Errahmani Nasser, dit Abou-Hafss, imam de la mosquée El-Arbaoui de Belle-Vue à El-Harrach est assassiné en pleine rue à sa sortie de la prière du Dohr. Très apprécié de la population, sa mort cause un grand émoi à travers toute la ville.
2005
2006
(13 août) - Crash d'un avion cargo d'Air Algérie près de la ville de Piacenzia en Italie causant la mort des trois membres de l'équipage. Le commandant de bord, Mohamed Abdou âgé de 43 ans, était un habitant de quartier de Mohammadia.
(20 octobre) - Une bombe artisanale explose, aux environs de 20h, devant l’enceinte de l’École militaire dans le quartier de Sidi-M'barek à El-Harrach, faisant 6 blessés légers.
2007
2008
2009
2010
2011
(1er mai) - L'USMH est finaliste de la Coupe d'Algérie pour la troisième fois de son histoire. Toutefois, la jeune équipe harrachi ne parvient pas à s'imposer face à la JSK qui remporte finalement le titre avec un score de 1-0.
2012
(3 juin) - Lancement des travaux d'un grand projet d'aménagement et d'assainissement des berges de Oued El-Harrach, depuis son embouchure jusqu'à la région de Baraki en passant par la ville d'El-Harrach.
(juin) - Entrée en service du tramway d'Alger à El-Harrach.

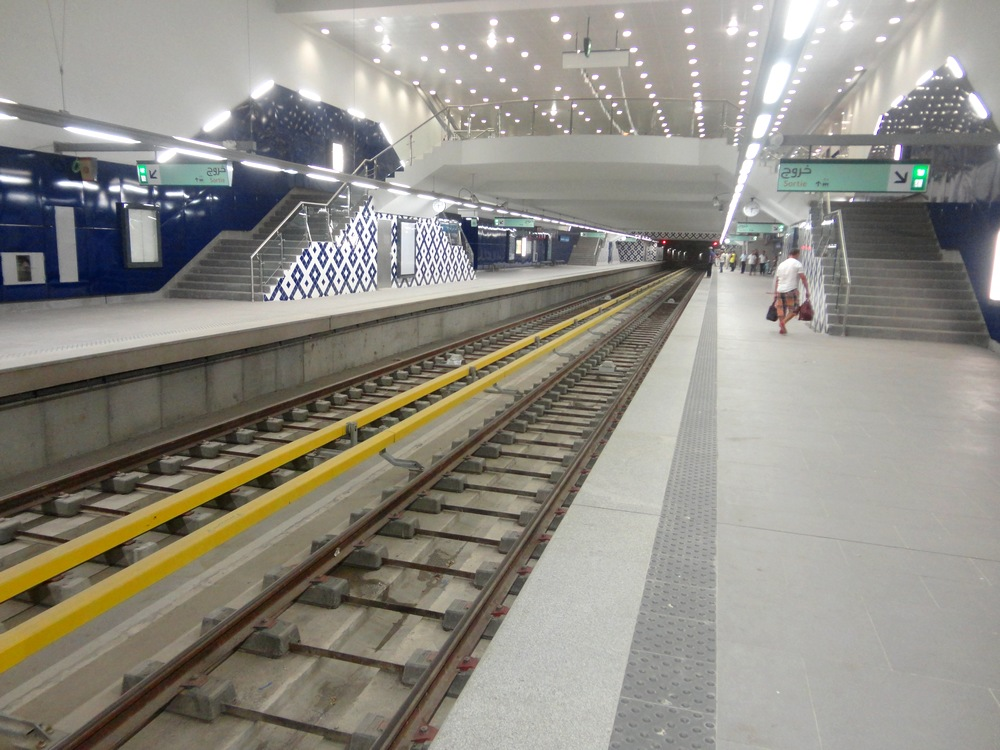
Photographie (2015) de la station de métro El-Harrach-Centre.

2013
2014
2015

(5 juillet) - Entrée en service du métro d'Alger à El-Harrach.